# Personnages de Fairy Tail
 (mai 2013).
Fairy Tail est un manga composé d'une vaste sélection de personnages créés par Hiro Mashima. L'histoire se déroule principalement à Earthland, un univers fictif, où plusieurs de ses habitants pratiquent diverses formes de magie. Ceux qui pratiquent la magie en tant que profession, sont appelés Mage, qui sont regroupés dans différentes guildes où ils partagent des informations et font des emplois rémunérés pour les clients. L'histoire de la série suit un groupe de mages très puissants  de la guilde titulaire exubérante. Ensemble, ils réalisent des missions au nom de leur guilde, portant secours à la population.
L'auteur a la particularité de présenter fréquemment les personnages secondaires sur la page d'ouverture des chapitres. Les comédiens de doublage sont issus du site Anime News Network.

## Guildes officielles

### Fairy Tail
Les principaux protagonistes de la série sont des membres de la guilde titulaire, Fairy Tail.

#### Natsu Dragnir
Nom : Dragnir
Prénom : Natsu
Date de naissance : 7 juillet
Signe astrologique : Cancer
Genre : masculin
Natsu Dragnir (ナツ ドラグニル, 'Natsu' signifiant 'été' en japonais, Natsu Doraguniru, 424 ans) (VO : Tetsuya Kakihara et MAKO (enfant), VF : Arnaud Laurent et Bérangère Jean (enfant)), également typographié Natsu Dragneel dans la version originale de l'anime, est le personnage principal masculin de l'histoire.
Enfant, Natsu a été élevé par Ignir le dragon de feu. Ce dernier prendra en charge son éducation et l’apprentissage des lettres tout en lui enseignant la magie du Chasseur de dragon de feu, une Magie perdue. Le 7 Juillet X777, Ignir disparait sans explication laissant Natsu tout seul.
Mais Natsu, ne sachant lire que les noms de plats, aura quand même une remise à niveau de la part d’Erza lorsqu'il intègre plus tard la guilde de Fairy Tail.
Pour retrouver Ignir, Natsu se met en tête de parcourir le monde. Tout en gardant le même objectif en rejoignant Fairy Tail, il se fit une nouvelle famille.
Bien des années après, en X792, lorsque toutes les guildes officielles de Fiore entrent en guerre contre l'empire Arbaless, Natsu apprend de la bouche de Zeleph qu'en réalité, il était le jeune frère défunt de ce dernier, il y'a 400 ans de cela et qu'il fut ramené à la vie sous la forme d'un démon baptisé E.N.D (Etherias Natsu Dragnir).

#### Lucy Heartfilia
Nom : Heartfilia
Prénom : Lucy
Date de Naissance :  29 septembre
Signe astrologique :  Balance
Genre : Féminin
Lucy Heartfilia (ルーシイ・ハートフィリア, Rūshi Hātofiria, 17 ans) (VO : Aya Hirano, VF : Marie Nonnenmacher), est le personnage principal féminin de l'histoire.
Elle est fille unique de la riche famille Heartfilia. Elle rêve de rejoindre la guilde de Fairy Tail, et son vœu s'exauce lorsque Natsu la sauve d'un mage se faisant passer pour un mage de Fairy Tail. Intégrée dans la guilde, elle effectue des missions avec Natsu et Happy pour financer sa maison louée à Magnolia. Elle est également romancière et publiera finalement son premier roman, basé sur ses expériences au sein de la guilde à la fin de la série. En tant que Mage, elle utilise des clés magiques qui invoquent des esprits célestes, collectant dix des douze clés dorées rares qui invoquent les puissants esprits du zodiaque à mesure que la série progresse.
Elle est également compétente pour combattre aux côtés de ses esprits armée d'un fouet. Plus tard, elle reçoit de Virgo le fouet du monde des esprits, le Fleuve étoilé.
Elle adopte surtout une relation amicale avec ses esprits, ce que peu de mages dit constellationistes vivent.

#### Grey Fullbuster
Nom : Fullbuster
Prenom : Grey
Date de Naissance : 13 novembre
Signe astrologique : Scorpion
Genre : Masculin
Grey Fullbuster (グレイ・フルバスター, Gurei Furubasutā, 18 ans) (VO : Yuichi Nakamura et Eri Kitamura (enfant), VF : Emmanuel Rausenberger et Brigitte Lecordier (enfant)), également typographié Gray Fullbuster dans la version originale de l'anime, est l'un des personnages principaux du manga.
Quand il était jeune, ses parents se sont faits tuer sous ses yeux par Déliora, un démon créé par Zeleph. Il est ensuite recueilli par Oul, auprès de qui il apprend la magie de la glace constructive et fait la connaissance de Léon. Dans le but de venger la mort de ses parents, il part tout seul attaquer Déliora. Il sera plus tard secouru par Léon et Oul, leur devant la vie sauve. N'étant pas de taille contre le monstre, Oul décide d'enfermer Déliora grâce à un sort surpuissant, Glace Absolue, qui consiste à emprisonner son adversaire dans une glace indestructible et à transformer le corps de l'utilisateur du sort en glace. Après la disparition de sa maîtresse, il garde en lui une lourde cicatrice mentale. Il intègre ensuite la guilde de Fairy Tail, et décide de mener une nouvelle vie. Par ailleurs, lorsqu'Erza arrive elle aussi dans la guilde, il va passer son temps à la provoquer, remarquant qu'elle s'isole et ne parle à personne. C'est grâce à ses efforts que la jeune fille change et s'ouvre aux autres. Dans la guilde, il est très souvent vu en conflit et en compétition avec Natsu. Leur rivalité va même bien au-delà d'une simple opposition entre le feu et la glace, la jalousie se fait aussi remarquer entre les deux mages. Cela ne les empêche pas d'être calmés par Erza, qui sait se montrer stricte à leur égard. Cependant, les deux garçons se respectent et s'apprécient mutuellement, sans trop le dévoiler. Il prend la mauvaise habitude de se déshabiller (problème d'exhibitionnisme), se retrouvant parfois en caleçon, voire tout nu, sans s'en apercevoir et embarrasser ses camarades. Il sait se montrer sérieux lorsqu'il s'agit d'engager un combat. Dès lors, il n'enlève que son haut quand il veut donner son maximum.
Côté personnalité, il est démontré comme étant plutôt sûr de lui. En plus d'avoir certains airs de brute et d'être quand même ouvert aux autres, c'est également quelqu'un d'appliqué et de compétent dans ce qu'il entreprend. Sa personnalité décontractée contraste grandement avec le côté surexcité de Natsu. Bien qu'il noue une certaine complicité et qu'il est très souvent vu en querelle avec le mage de feu, Grey reste néanmoins quelqu'un qui sait se poser et être discret à des occasions donnés. Son côté taciturne semble également attirer l'attention des gens.
Bien franc et direct avec son entourage, il n'hésite pas à exprimer davantage ce qu'il pense, même s'il peut paraître froid (comme par exemple, lorsqu'il critique parfois Mirajane sans faire exprès, quand il repousse habituellement les avances de Jubia de manière un peu sévère, ou lorsqu'il reproche à Erza d'avoir une confiance excessive en Natsu…). Il respecte les valeurs telles que l'honneur et l'amitié, et est prêt à donner sa vie pour sauver celle de ses camarades.
Lors de l'arc Daphné (exclusif à l'anime), il "trahit" sa guilde afin d'aider la protagoniste à créer un dragon artificiel à partir de la magie de Natsu, souhaitant régler ses différends avec le mage de feu. Cependant, il réintègre la guilde en révélant qu'il ne faisait qu'aider Natsu à se souvenir d'une promesse qu'il avait fait par le passé. D'ailleurs, ce fait laisse voir à quel point il est capable d'adopter l'identité d'une personne antagoniste et de jouer l'agent double.
Son double d'Edolas, Grey Soluge, craint le froid, s'entend très bien avec Natsu Draguion et est amoureux de la Jubia d'Edolas qui le déteste, au grand désespoir de ce dernier.
Sur l'île de Tenrō, il passe l'examen de sélection des mages de rang S en compagnie de Leo. Lors de la première épreuve, ils battent Wendy et Mest. Cependant, la guilde clandestine Grimoire Heart fait irruption sur l'île et l'examen fut alors suspendu. Peu de temps après, il affronte Ultia, la fille d'Oul et durant le combat, cette dernière découvre la vérité sur son passé avant d'être vaincue. Avec Natsu, Lucy, Erza et Wendy, il combat Hadès, le maitre de Grimoire Heart. Mais les cinq mages sont impuissants face à lui. Luxus intervient pour leur prêter main-forte, mais ce dernier finit par faiblir durant le combat et se faire battre. Grâce à la magie de foudre transmise à Natsu par Luxus, Natsu terrasse Hadès une première fois, mais celui-ci se relève. Cette fois, les mages de Fairy Tail utilisent leur travail d'équipe pour le battre. À cause de l'attaque causée par Grimoire Heart, l'examen est annulé jusqu'à nouvel ordre et les mages décident alors de rebrousser chemin jusqu'à la guide. Mais malheureusement, Acnologia, le dragon noir de l'apocalypse apparaît. Il attaque l'île, la détruit à moitié puis entraîne la disparition des mages de Fairy Tail. Ensuite, il disparaît après avoir fait effondrer l'île entière.
Sept ans plus tard, ses camarades et lui font leur retour. Ils furent sauvés grâce à Mavis, le premier maître de Fairy Tail, qui fait revenir l'île et eux avec. Bien plus tard accompagné de Natsu, Lucy, Erza et Elfman (qui remplace Wendy), il participe aux Jeux inter-magiques et se qualifie de justesse pour la compétition. Mais il perd l'épreuve de cache-cache, ayant été humilié par Rufus et un certain Nalpuding de Raven Tail. Il accompagne Natsu, Wendy, Happy, Carla, Gajil et Lucy dans un cimetière de dragons puis discute avec l'esprit de Jilkonis, un dragon de jade. Lors de la dernière journée des jeux, il prend sa revanche sur Rufus. Puis avec Jubia, il bat Léon et Cherrya.
Durant la bataille contre Rog du futur et les dragons, après l'ouverture de la porte Éclipse, une vision du futur montre sa mort, tué par les dragons mécaniques, grâce à Ultia qui a utilisé un sort ultime Âges perdus en sacrifiant sa durée de vie. Il parvient alors à éviter le coup mortel et à s'en sortir indemne. Alors que ses amis et lui rentrent à la guilde, il reconnaît Ultia devenue une personne âgée, et est triste de voir sa nouvelle apparence, se sentant responsable.
Dans l'arc Tartaros, il retrouve son père Silver. Il découvre ensuite que ce dernier n'est qu'une âme nécromancienne invoquée par Keyes. Au terme d'un combat acharné, Silver décide de tout raconter à son fils et lui demande ensuite de l'achever, mais il ne se résout pas à le faire. Son père le prend une dernière fois dans ses bras, les larmes aux yeux pour le remercier. Avant de disparaître, Silver transmet son pouvoir de chasseur de démon à son fils et ce dernier, gagne alors en puissance. Natsu et lui font ensuite équipe pour affronter Mard Geer, le fondateur de Tartaros qui détient sur lui, le livre d'E.N.D qu'il cherche à tout prix à détruire. Cependant, Zeleph récupère le livre sous leurs yeux et disparaît. Après la victoire sur Tartaros, il se rend sur la tombe de ses parents et est ensuite rejoint par Jubia. La mage d'eau lui apprend que c'est elle qui a tué Keyes, provoquant ainsi l'annulation de l'invocation de l'âme de Silver. Le mage de glace la remercie alors en pleurant dans ses bras.
Un an plus tard, il travaille pour le Conseil de la magie. Il est ensuite envoyé en mission d'infiltration dans une secte nommée Avatar, sous les ordres d'Erza. Il se fait alors passer pour un serviteur de Zeleph et intègre convenablement le culte. Mais malheureusement, sa couverture a été découverte par Natsu, Lucy et Happy, venus chercher les anciens membres de Fairy Tail afin de reformer la guilde.
Pendant la bataille face à Arbaless, il est contraint par Invel, le général d'hiver, de combattre Jubia, les ayant lié avec une chaîne de glace. Pour se sauver mutuellement, les deux se suicident immédiatement. Mais Jubia le sauve de la mort, grâce à une magie de transfusion sanguine par l'eau. Fou de rage, le mage de glace inflige une sévère correction à Invel, lui faisant subir une défaite humiliante. C'est à ce moment-là qu'il décide d'accorder de l'attention à la mage d'eau. Battu, le Spriggan lui dévoile un secret : E.N.D, le démon qu'il cherchait à tuer, n'est autre qu'Etherious Natsu Dragnir, son camarade de guilde. Alors que Natsu, transformé en démon après avoir subi un fort choc émotionnel, se rend à la guilde pour combattre Zeleph afin de venger Lucy (qu'il croit morte), il le croise en chemin et s'en prend à ce dernier qui cherchait à mettre la main sur lui également. Un combat éclate entre les deux mages de Fairy Tail. Alors qu'ils étaient sur le point de s'entretuer, ils sont stoppés net par Erza qui parvient à les calmer et à leur faire retrouver raison. Sauvée de la mort par Wendy grâce à son sort de guérison, Jubia le retrouve. Soulagé de la voir en vie, il perd connaissance à ses côtés après qu'il soit libéré de l'angoisse qui pesait en lui. De même, Lucy que Natsu croyait morte, vient réconforter ce dernier et celui-ci retrouve son apparence d'origine.
Ayant récupéré ses pouvoirs, il part combattre Zeleph et convoite de le terrasser en utilisant un sort en conjonction à celui de Glace Absolue. Sur le point de disparaître par les effets de l'utilisation de la Glace Absolue, il est sauvé in-extremis par Natsu, qui décide de prendre les choses en main et d'en finir avec Zeleph une bonne fois pour toutes. Cette fois, il se réconcilie avec Natsu. Il soutient ensuite Lucy qui réécrit le livre d'E.N.D, et soigne les flammes du démon qui rongent son corps au moment où elle réécrit le livre. Parvenu à l'emporter sur Zeleph, Natsu les retrouve mais quelques minutes plus tard, il disparaît comme par enchantement. Sauf que le mage de feu a été, en réalité, téléporté dans le monde d'Acnologia, grâce à un voyage spatio-temporel, tout comme Gajil, Luxus, Wendy, Cobra, Sting et Rog. Il participe, avec les autres mages du royaume de Fiore, à l'utilisation de la Fairy Sphere, pour y enfermer le dragon noir afin de l'affaiblir. Grâce au plan de Lucy, Natsu qui a reçu les pouvoirs de ses six confrères, parvient à terrasser Acnologia pour de bon.
Côté sentiment, Jubia est follement amoureuse de lui et se montre très jalouse lorsqu'une autre fille s'approche de lui. Cette dernière considère Lucy comme sa rivale, s'imaginant qu'elle a aussi des sentiments pour le mage de glace, mais ce n'est pas le cas. Il semblait attiré par la constellationiste au départ, mais cela n'était rien de sérieux (il la considère comme sa petite sœur). Ne montrant pas le moindre intérêt pour Jubia au départ, il finit par petit à petit se rapprocher d'elle (il lui arrive même de faire des remarques à Léon lorsque ce dernier fait le joli coeur avec Jubia ou encore de s'inquiéter de sa sécurité). C'est après l'avoir vengée contre Invel, pendant l'arc Arbaless, qu'il commence à accorder de l'attention à la mage d'eau. Dans le manga Fairy Tail: 100 Years Quest, il a un autre alter-égo : Gren, pôle dancer dans la guilde de Fairy Nail, en couple avec Jubina (l'alter-ego de Jubia). Il se montre de plus en plus sincère envers lui-même par rapport à ses sentiments pour Jubia, surtout lorsqu'il discute avec l'alter-ego de cette dernière. Plus tard dans le manga, Grey et ses camarades sont renvoyés dans le monde d'Edolas par le mage blanc, neuf années se sont écoulées. Il découvre avec stupeur, que son alter-ego et celle de Jubia se sont mariés et ont un fils ensemble : Greige.
Il porte permanemment sur lui, un collier. Celui-ci ressemble beaucoup aux Raves du manga Rave Master.

#### Erza Scarlett
Nom : Scarlett
Prénom : Erza
Date de Naissance :12 décembre
Signe astrologique : Sagittaire
Genre : Féminin
Erza Scarlett (エルザ・スカーレット, Eruza Sukāretto, 19 ans) (VO : Sayaka Ohara, VF : Chantal Baroin) est l'une des personnages principaux du manga. Elle est considérée comme étant la femme la plus forte de la guilde de Fairy Tail.
Jeune, elle a été enlevée dans son village Rosemary comme d'autres enfants de son âge afin de travailler en tant qu’esclave pour la construction de la Tour du Paradis. C’est là où elle rencontre Jellal, Miliana, Shaw, Simon et Wolly ainsi que Rob avec qui elle se lie d'amitié. Expulsée de la tour par Jellal qui est contrôlé par une entité maléfique, elle décide d’intégrer Fairy Tail, la guilde de provenance de Rob. Dès son arrivée à la guilde, elle était renfermée sur elle-même et se méfiait des gens. C'est Grey qui va l'aider à s'ouvrir aux autres, en voulant sans cesse la provoquer. Après l'arrivée de Natsu à la guilde, elle aide ce dernier à apprendre davantage à lire car Ignir, le père de Natsu n'avait pu terminer son apprentissage. Mirajane et elle deviennent quelque temps après des rivales (pour une raison que l'on ignore; cela est probablement dû au caractère hautain d'Erza et à la personnalité agressive de Mirajane: ce qui ne fait pas bon ménage) mais plus tard, elles se lient d'amitié malgré tout et cessèrent définitivement leurs querelles. Depuis, elle est devenue une mage de rang S à Fairy Tail pour ses capacités au combat. Sa magie lui permet de changer d'armure et d'arme à volonté, ce qui change également sa force de frappe, sa défense et sa vitesse en fonction. Elle a acquis le surnom de Titania, la Reine des Fées pour sa puissance.
Erza est crainte des membres hors-rang S à cause de sa force et de son fort tempérament, ce qui fait d'elle un atout pour la guilde. Bien que calme et ne parlant que lorsque la situation l'exige, c'est une femme passionnée et imprévisible qui peut parfois paraître simplette. Elle est une leader aux yeux des autres, et c'est elle qui assure les commandes au sein de l'équipe de Natsu grâce à son sens tactique. D'ailleurs, Natsu, Grey et elle forment l'équipe la plus puissante de Fairy Tail. Elle raffole énormément de pâtisseries et peut vite se mettre en colère lorsqu'on lui prive de ses moments de plaisir. En effet, sa participation à une bagarre peut s'avérer très dangereuse: sachant contrôler sa magie mais ne sachant pas retenir ses coups. Elle a une fois failli tuer Léo du lion (Loki), lorsque celui-ci a tenté de la draguer. Elle est un cauchemar pour Natsu et Grey depuis leur enfance, car elle avait pour habitude d'interrompre brutalement leurs affrontements. Paradoxalement, et exactement de la même façon que Natsu et Grey, Erza et Mirajane se battaient et s'insultaient à vue quand elles étaient jeunes. Erza fut aussi la "cause" des précautions prises par Mistgun, un autre mage de Fairy Tail, pour cacher son visage qui est sensiblement identique à celui de Jellal.
Dans l'arc Eisen Wald, elle forme une équipe avec Natsu et Grey pour pouvoir l'aider à retrouver la Lullaby, un artefact maudit qui a été modifié par Zeleph, le mage noir. Plus tard, Lucy et Happy se joignèrent à eux.
Dans l'arc de la Tour du Paradis, elle raconte l'histoire de son enfance à ses camarades de la guilde venus l'aider. Elle est contrainte d'affronter l'homme qu'elle aime, mais reçoit l'aide de Natsu. Lorsque la tour commence à s'effondrer à cause de la disparition de la magie, elle se sacrifie en fusionnant avec la lacrima afin de sauver ses compagnons de guilde, mais elle sera à nouveau sauvée par le mage de feu.
Lorsque Luxus a déclenché une grosse bataille à Fairy Tail avec l'unité Raijin, elle se retrouve pétrifiée avec les autres filles de Fairy Tail par Evergreen, mais elle redevient normal, après un certain temps, grâce à son œil droit artificiel. Elle la retrouve ensuite, l'abbat et compte affronter Luxus, mais elle fît une découverte qui l'a choquée : lorsque Mistgun affrontait Luxus, ce dernier lança une attaque au bandage qui recouvrait le visage de Mistgun pour laisser voir son vrai visage: celui de Jellal. Mais celui-ci leur affirme plus tard, à Natsu et elle, qu'il vient d'un autre univers qui est parallèle à leur monde, Edolas.
Lorsque la guilde est entraînée par une magie appelée Anima à Edolas, elle se retrouve emprisonnée avec Grey dans une lacrima en forme de tulipe de glace mais ils seront libérés par la suite grâce à Gajil qui leur confie des pilules capables de récupérer la magie. Elle affronte ensuite son double, Erza Knightwalker, l'ayant d'abord vaincue dans un premier temps pour lui subtiliser son armure et se faire passer pour elle. Les deux Erza combattent ensuite une seconde fois. Le combat s'achève sur un match nul, mais toutefois, ces deux femmes finissent par s'apprécier.
Lors de l'examen de rang S sur l'île de Tenrô, elle devient l'adversaire de Jubia et Lisanna mais les bat très facilement. Bien plus tard après avoir vaincu les mages de Grimoire Heart, l'île disparaît, à la suite de l'irruption d'Acnologia. Mais Erza et ses camarades font leur retour après sept années d'absence, sauvée par une magie de Mavis Vermillion qui est en réalité, la fondatrice de Fairy Tail.
Lors des jeux inter-magiques, elle retrouve Miliana, qui a rejoint la guilde Mermaid Heel. Elle fait ensuite partie de la nouvelle équipe de Fairy Tail avec Natsu, Grey, Gajil et Luxus. Lors d'une épreuve, elle parvient à vaincre cent monstres à elle seule. Plus tard, elle affronte Minerva et Kagura dans un combat triple menace et remporte la victoire. Elle fait ensuite partie d'une nouvelle équipe avec Luxus, Gajil, Grey et Jubia, permettant à la guilde de remporter les jeux. Bien que blessée, elle participe à la bataille face à Rogue du futur et les sept dragons.
Dans l'arc Tartaros, elle se fait capturer, en même temps que Mirajane, par l'ancien conseiller de la Magie, Crawford Sheem, qui s'est rangé du côté de Tartaros. Elle se fait ensuite torturer par Kyôka qui l'interroge sur Jellal, mais ne sait strictement rien. Libérée par Natsu et Wendy, elle affronte Minerva, transformée en démon. Elle finit par la battre et cette dernière montre son côté bienveillant, grâce à ses souvenirs passés révélés pendant le combat. Alors que Minerva et elle s'apprêtent à affronter Mard Geer, Sting et Rogue arrivent en renfort. Minerva et elle décident d'aller désactiver les Face censés priver la magie dans le monde entier. Mais malgré la douloureuse victoire de la mage en armure face à Kyôka, les Face s'activent. Cependant, les dragons cachés dans les corps des chasseurs de dragons font leur apparition et détruisent les Face les uns après les autres.
Un an plus tard, elle travaille pour le Conseil de la Magie, tout comme Grey, Gajil, Reby et Panther Lily. Elle envoie le mage de glace en infiltration dans la guilde Avatar, mais la couverture de ce dernier est découverte à cause de Natsu, Lucy et Happy, venus chercher leurs anciens camarades pour les rassembler et reformer la guilde. Makarof ayant disparu, elle devient le 7e maître de la guilde. Accompagnée de Natsu, Lucy, Happy, Grey, Wendy et Carla, elle part à la recherche du maître à Arbaless afin de l'aider. Makarof révèle ensuite à ses protégés que l'empereur d'Arbaless n'est autre que Zeleph, le mage noir.
Avec ses compagnons, elle combat les soldats de l'armée du mage noir, mais la magie d'Irène Belserion augmente la puissance de ces derniers. Elle assiste impuissante au sacrifice de l'homme qu'elle considère comme son parent, qui utilise Fairy Law, La Loi des Fées pour anéantir les soldats, ce qui eut pour résultat de le transformer en pierre. Elle met ensuite un terme au combat entre Natsu et Grey en faisant appel à leurs souvenirs passés et en les sermonnant avec les paroles du maître. Ensuite, elle les prend dans ses bras en leur disant qu'elle les aime du plus profond de son coeur.
Aidée par Wendy, elle affronte Irène, qui lui révèle être sa mère.
Côté sentiment, elle tombe amoureuse de Jellal et était prête depuis le départ à lui pardonner pour ses crimes sauf si ce dernier décide d'assumer. Elle considère Kagura comme sa petite sœur et a un certain côté attachant quand elle est face à ses amis. Elle fait preuve d'un grand sens de la justice et de loyauté envers sa guilde.

#### Wendy Marvel
Nom : Marvel
Prénom : Wendy
Date de Naissance : 23 avril
Signe astrologique : Taureau
Genre : Féminin
Wendy Marvel (ウェンディ・マーベル, Wendi Māberu, 412 ans) (VO : Satomi Satō, VF : Jennifer Fauveau) est la chasseuse de dragon céleste.
Petite, elle fut élevée par le dragon du ciel Grandine qui disparut comme les autres dragons le 7 juillet de l'an 777. Perdue et toute seule, elle finit par rencontrer le Jellal d'Edolas (alias Mistgun) et l'accompagna dans son voyage. Elle vécut un moment avec lui, dans la nature. Ils voyageaient tous les jours et se nourrissaient des fruits qu'ils trouvaient. Mistgun était comme un grand frère pour elle et il était celui qui l'avait sauvée lorsqu'elle s'était retrouvée seule. Un jour, Mistgun s'est retourné en criant "une anima !" et depuis, il avait voulu continuer son voyage seul. Il l'avait emmenée dans une ferme et avait demandé à son occupant de s'occuper d'elle. Ce dernier, ultime descendant des Nirvits avait créé spécialement pour elle, la guilde de magie Cait Shelter, afin que Wendy soit entourée de compagnons.
Lors de la bataille contre Oracion Seis, accompagnée de Carla, elle rejoint l'alliance entre les guildes de Fairy Tail, Blue Pegasus et Lamia Scale, étant la seule représentante de sa guilde. Maîtrisant la magie de guérison, elle se fait enlever par les mages ennemis, mais sera sauvée par Natsu. Après la victoire sur Oracion Seis et la disparition de sa guilde, elle rejoint Fairy Tail. Tous les membres de la guilde sont aux petits soins avec elle, plus particulièrement Natsu qu'elle considère comme un grand frère. Lors des Jeux inter-magiques, elle affronte Cherrya, mais le combat se termine en match nul. Après le combat, les deux jeunes filles deviennent amies. Lors de la bataille contre Tartaros, elle montre sa véritable puissance en affrontant seule Ezer, dévoilant son Dragon Force. Après la dissolution de Fairy Tail, elle intègre la guilde de Cherrya, Lamia Scale.

#### Happy
Prenom : Happy
Date de Naissance : 6 Décembre
Signe astrologique : Sagittaire
Genre : Exceed
Happy (ハッピー, Happī, 6 ans) (VO : Rie Kugimiya, VF : Fanny Bloc) est un chat bleu d'une race de chat, nommée Exceed et originaire d'Edolas, un monde parallèle à l'univers d'Earthland. Alors qu'il n'était qu'un œuf, il fut envoyé sur Earthland dans le but d'exterminer les chasseurs de dragons de ce monde, c'est à ce moment qu'il fut recueilli par Natsu et Lisanna.
Ayant grandi à Fairy Tail, Happy accomplissait diverses tâches avec Natsu, tout en ayant jamais eu l'occasion de se poser des questions sur ses origines.
Arrivé sur Edolas, son monde d'origine, il rencontre ses parents, de pauvres habitants, qui se sont rendu compte qu'il était leur progéniture mais le fils l'ignorait complètement.
On peut remarquer qu'il considère Lucy et Natsu non seulement comme ses meilleurs amis, mais aussi comme une figure parentale pour lui, même s'ils ne sont pas en couple.
Happy est le meilleur ami de Natsu depuis toujours et un précieux allié de Lucy. Drôle, de bon cœur et maladroit, c'est également quelqu'un de très renseigné et de positif. Amoureux de Carla,mais Carla ne lui porte aucune attention, il ne supporte pas qu'on la blesse ou qu'on s'intéresse beaucoup à elle. Il prend un très malin plaisir à taquiner Lucy mais parce qu'il tient beaucoup à cette dernière. Néanmoins plus intelligent et prévisible que Natsu, il affiche quand même un côté bien intuitif et très héroïque puisqu'il n'hésite pas à se sacrifier pour empêcher Jackal d'exterminer les membres de Fairy Tail. Il aide beaucoup Natsu dans ses combats, notamment par sa capacité à porter ce dernier pour lui faire gagner en vitesse et en mobilité, ou tout simplement en lui permettant d’échapper à son mal des transports.
En tant qu'Exceed, Happy possède la capacité de faire pousser sur son dos des ailes magiques qui lui donne la possibilité de voler. Cette magie se nomme Aera. Tous les Exceed possèdent cette magie

#### Carla
Prenom : Carla
Date de Naissance : 9 février
Signe astrologique : Verseau
Genre : Exceed
Carla   (シャルル, Sharuru, 6 ans) (VO : Yui Horie, VF : Frédérique Marlot), également typographié Charles dans la version originale, est un chat blanc similaire à Happy mais est une femelle. Sa boisson préférée est le thé Darjeeling. Elle est avec Wendy  Marvel qu'elle a rencontrée à sa naissance, son œuf ayant atterri dans le bâtiment de la guilde Cait Shelter. Carla faisait partie de Cait Shelter mais elle fait partie maintenant de Fairy Tail comme Wendy. Elle possède un pouvoir de prémonition, tout comme sa mère, la reine du Royaume des Exceeds, Chagot. En outre, celle-ci possède aussi la Magie Aera qui lui permet, tout comme Happy de pouvoir voler. Pendant l'année qui suit la dissolution de Fairy Tail, elle intègre Lamia Scale avec Wendy et y apprend une nouvelle forme de magie qui lui permet de prendre une apparence humaine et de combattre aux côtés de Wendy. Elle est amoureuse de Happy, mais cela se voit moins, mais on peut le voir avec ses sentiments comme, pendant le combat contre Jackal où l'Exceed mâle manque de mourir à cause d'une explosion où à Extalia où Happy la protège et où elle est émue et prononce pour la première fois son nom. Dans leur relation, elle est assez timide contrairement à Happy qui n'hésite pas à lui offrir des cadeaux ou la complimenter. Mais ce couple n'est pas encore confirmé.

#### Jubia Lockser
Nom : Lockser
Prenom : Jubia
Date de Naissance : 16 Août
Signe astrologique : Lion
Genre : Feminin
Jubia Lockser (ジュビア・ロクサー, Jubia Rokusā, 17 ans) (VO : Mai Nakahara, VF : Isabelle Volpé), également typographié Juvia Loxar dans la version originale de l'anime, est surnommée «la fille de la pluie». C'est une ancienne de la bande des 4 éléments de Phantom Lord et une mage de rang S (au sein de Phantom Lord). Elle utilise la magie de l'eau. Elle est folle amoureuse de Grey et elle considère surtout Lucy comme sa «rivale», alors que la constellationiste n'est pas du tout attirée par le mage de glace. Elle travaillait auparavant pour la guilde de Phantom Lord et l'a quittée lorsqu'elle fut vaincue par Grey. C'est elle qui a enlevé Lucy dans le chapitre spécial ~Lucy Heartfilia~ et fait partie de Fairy Tail après ce qui s'est passé. Elle parle d'elle à la troisième personne. Elle a une énorme imagination et se voit marier Grey pour un rien, alors qu'elle voit les autres filles amoureuses de Grey pour un rien aussi (même si ce n'est à l'évidence pas le cas). Malgré sa grande «rivalité» avec Lucy, elle réussit à faire une attaque combinée avec elle lors d'un combat les opposant à Vidaldus Taka.
Petite, elle était souvent seule et rejetée des autres, car dès qu'elle est dans un endroit, il pleut. Pour remédier à la pluie qui la suit partout et donc à sa solitude, elle fabriquait des teru teru bōzu, des petites poupées de tissu blanc censées éloigner la pluie dans la culture traditionnelle japonaise. Ces poupées sont totalement inefficaces.
Elle participe à l'examen de classe S, en compagnie de Lisanna, où elle se fait écraser par Erza. Lors de l'attaque de Grimoire Heart, Erza et elle-même affrontent Meldy et finissent par la battre grâce aux pouvoirs de Jubia qui sont beaucoup plus forts lorsqu'elle vit des émotions fortes. Elle participe au grand tournoi de la magie, non pas avec l'équipe de Natsu mais avec l'équipe B de Fairy Tail (qui comprend aussi Luxus, Gajil, Mirajane et Jellal qui combat sous le nom et l'apparence de Mistgun). Elle participe le premier jour à l'épreuve de cache-cache où elle remporte le premier point de l'équipe Fairy Tail B, puis elle participe durant le quatrième jour à l'épreuve «Bataille navale», où elle élimine en un seul coup grâce à sa seconde origine, trois de ses concurrentes. Elle termine troisième et remporte 6 points. L'équipe finit les éliminatoires à la seconde place. Elle est dans l'équipe finale lors du dernier jour du grand tournoi de la magie. Après la fin du grand tournoi de la magie et le combat contre Tartaros, où elle a vaincu le démon qui manipulait le cadavre de Silver Fullbuster et à la suite de la dissolution de Fairy Tail, elle va s'entraîner pendant un an aux côtés de Grey et ils vivent ensemble, pour son plus grand bonheur (même si Grey refuse de la laisser dormir avec lui). Durant cette année d'entraînement, elle semble s'être considérablement rapproché de Grey, qui a déteint sur elle en lui donnant la même mauvaise manie : maintenant, elle se déshabille pendant les combats.
Pendant la bataille face à Arbaless, Invel oblige Grey et elle à s'affronter en les enchaînant avec une chaîne de glace. Pour se sauver mutuellement, ils se suicident immédiatement. Mais elle sauve le mage de glace de la mort, grâce à une magie de transfusion sanguine par l'eau. Fou de rage, Grey la venge en infligeant une sévère correction et faisant subir une défaite humiliante à son adversaire. C'est à ce moment-là qu'il commence à lui accorder de l'attention. Plus tard, elle est soignée par Wendy et épaulée par cette dernière, elle retrouve Grey, soulagé de la revoir vivante, qui perd connaissance à ses côtés, après son violent combat contre Natsu. Elle participe ensuite, avec les autres mages du royaume de Fiore, au plan de Lucy, qui consiste à enfermer le dragon noir Acnologia dans la Fairy Sphere afin de l'affaiblir, permettant à Natsu de battre définitivement Acnologia.
Le nom de Jubia est une déformation due à la prononciation japonaise de Lluvia, Pluie en espagnol. Elle éveille la magie des sentiments tout comme Natsu, lorsqu'elle apprend que Meldy avait l'intention de tuer Grey.

#### Gajil Redfox
Nom : Redfox
Prenom : Gajil
Date de Naissance : 25 Juillet
Signe astrologique : Lion
Genre : Masculin
Gajil Redfox (ガジル・レッドフォック, Gajēru Reddofokkusu, 400 ans) (VO : Wataru Hatano, VF : Jérémy Zylberberg), également typographié Gajeel Redfox dans la version originale de l'anime, est un chasseur de dragon d'acier (ou un dragon métallique).
Il fut élevé par le dragon d'acier, Metallica, qui lui enseigna la magie du chasseur de dragon, mais aussi qui l'éduqua et lui apprit même à lire et écrire. Mais tout comme pour Natsu et Wendy, son dragon disparut le 7 juillet de l'an 777. Dès que qu'il en eut l'âge, il partit à travers le monde afin de retrouver le dragon qu'il chérissait tant. Sa quête le conduisit tout droit à rejoindre la guilde de Phantom Lord dirigé par le maître José. Très vite, il prit le rôle du mage le plus fort de la guilde et se fit une réputation sans précédent d'homme sans cœur de par sa nature introvertie.
Une fois Phantom Lord vaincue, il rejoint Fairy Tail avec Jubia, recommandé par cette dernière. Plus tard, on découvre que c'est Makarof en personne, qui lui propose de rejoindre la guilde. De plus, il semble qu'il joue le rôle d'un agent double au sein de Raven Tail, la guilde d'Ivan, fils de Makarof. Il joue pour ce dernier le rôle d'une taupe au sein de Fairy Tail, mais œuvre en fait pour Makarof qui cherche à surveiller les faits et gestes de son fils. Après avoir rejoint Fairy Tail, il va à plusieurs reprises, protéger Reby et l'assister à l'examen de sélection des mages de rang S : il semble l’apprécier, mais il ne se rend pas encore compte des sentiments qu'il a pour elle. Dans le monde d'Edolas, il adoptera Panther Lily et, avec Natsu et Wendy, vaincra le roi d'Edolas à bord du Droma Anim (un robot géant ayant l'aspect d'un dragon). Puis il vaincra sur l'île Tenrô deux membres de Grimoire Heart dans leur attaque à l'examen de rang S et Acnologia, le dragon de l'apocalypse. Sept ans plus tard, il participe au grand tournoi de la magie, non pas avec l'équipe de Natsu mais avec l'équipe B de Fairy Tail (qui comprend aussi Luxus, Jubia, Mirajane et Jellal qui combat sous le nom et l'apparence de Mistgun) qui finit les éliminatoires à la seconde place. Il fait partie, avec Natsu, Grey, Erza et Luxus, de la nouvelle équipe de Fairy Tail pour la suite du tournoi (baptisée l'équipe la plus forte par les autres membres de la guilde), puis Natsu et lui battent Sting et Rog. Plus tard, il réaffronte le chasseur de dragon de l'ombre de Saber Tooth et son ancien disciple, puis en profite pour absorber la magie de l'ombre et le pulvériser. Il affronte ensuite Sting, chasseur de dragon blanc, avec Erza, Jubia, Grey et Luxus, mais complètement épuisé ; Sting abandonne, ce qui laisse la victoire pour son équipe.
Après la dissolution de Fairy Tail, il entre au service du nouveau conseil de la magie avec Panther Lily et Reby, même s'il semble que son poste lui ait été donné par erreur, car il s'agissait d'une plaisanterie de Warrod Seaken. Il combattra le Spriggan Bloodman pendant la guerre d'Arbaless et le vaincra en libérant son Dragon Force. Mais Bradman décidera de l'emporter avec lui dans la mort, il en profitera pour empêcher Reby de le suivre et de se faire également aspirer, tout en lui déclarant sa flamme. Il est finalement absorbé par le sort de Bloodman et disparaît, même Acnologia le considère comme mort, car il ne ressent plus sa présence. Il se réveille plus tard dans ce qu'il croit être l'autre monde, où il croise une jeune fille qui dit s'appeler Zera et être l'une des premières fées. Cette dernière lui raconte également son passé où elle était l'amie de Mavis Vermillion, et lui avoue qu'en fait, il est toujours vivant et s'est retrouvé sur l'île de Tenrô à cause de la magie utilisé par Eileen Belserion, ce qui l'embarrasse lorsqu'il se souvient de sa déclaration à Reby. Il réussit à retrouver Reby et les autres, mais est téléporté dans la dimension d'Acnologia avec Natsu, Wendy, Luxus, Cobra, Sting et Rog. Les chasseurs de dragons unissent leurs forces face à leur adversaire, mais ont du mal à lui tenir tête. Grâce au plan de Lucy, aidée par tous les mages du royaume de Fiore, d'emprisonner le dragon noir dans la Fairy Sphere pour l'affaiblir, et ayant conféré ses pouvoirs à Natsu, tout comme les autres chasseurs de dragons, le mage de feu parvient à terrasser Acnologia pour de bon et ils sont renvoyés à Magnolia, où il retrouve Reby et Panther Lily. Durant la fête, Reby lui chuchote avoir envie d'avoir des enfants.
Dans le manga Fairy Tail: 100 Years Quest, il est en couple avec Reby. Cette dernière est enceinte de lui et attend des jumeaux kiss kiss.
Gajil est un mage d'acier. C'est une personne renfermée qui ne divulgue jamais ses sentiments, son cœur semble être fait de pierre ou plutôt d'acier, aucun sentiment ne semble l'affecter et ce dernier est toujours ravi à l'idée de mener un combat. Sa soif de victoire est sans limite. Il peut manger le métal, adore les gadgets et tout ce qui touche à la technologie. Il déteste par contre avoir le ventre vide et ne s'arrête jamais de manger. Gajil est, comme Natsu et Wendy, un chasseur de dragon naturel, mais à la différence d'eux, il ne possède pas de chat magique. Il décide d'adopter Panther Lily comme son chat magique. Au fur et à mesure qu'il côtoie Reby, il change de comportement, se montrant plus proche envers ses nouveaux camarades et très protecteur envers cette dernière. C'est lors de son combat face à Bloodman d'Arbaless, qu'il va déclarer sa flamme à Reby avant d'être emporté par celui-ci.

#### Panther Lily
Prenom : Panther Lily
Date de Naissance : 20 novembre
Signe astrologique : Scorpion
Genre : Exceed
Panther Lily (パンサーリリー, Pansārirī, 33 ans) (VO : Hiroki Touchi, VF : Antoine Tomé), est un chat noir similaire à Happy. Son plat préféré est le kiwi avec la peau. Il est le partenaire de Gajil Redfox. Sur Edolas, Panther Lily était le capitaine de la 1re division militaire magique et il avait une grande taille par rapport aux autres Exceeds. Il a sauvé le prince d'Edolas, qui n'est autre que Mistgun, quand celui-ci était jeune. Il se retrouve contraint de quitter Edolas et demande ensuite à faire partie de Fairy Tail. Sa taille est désormais semblable à Happy et Carla. Il peut cependant revenir à sa forme originelle pendant quelques minutes pour combattre. Dans l'arc Tenrô, il démasque Mest (un membre du conseil infiltré) et montre une phobie des éclairs. Son caractère rappelle quelque peu celui d'Erza de par son grand sens de l'honneur, mais aussi par son manque d'humour. Comme Erza, c'est un bretteur hors-pair. Lily manie une épée qu'il peut faire changer de taille, objet qu'il a obtenu d'un sbire de Grimoire Heart pendant l’affrontement sur l’île de Tenrô.
Panther Lily ressemble étonnamment au personnage principal de la bande dessinée Blacksad dont l'auteur de Fairy Tail, Hiro Mashima, dit qu'il va prendre soin de l'album dédicacé de Blacksad qu'il vient d'acquérir

#### Macao Combolto
Macao (マカオ・コンボルト, Makao Konboruto, 36 ans puis 43 ans) (VO : Masaki Kawanabe, VF : Emmanuel Gradi), est plus âgé que la plupart des membres de Fairy Tail. Ses flammes sont d'un violet unique au monde et ni l'eau ni le vent ne peuvent les éteindre. Il pratique aussi un peu les sorts de transformation physique. Il est suffisamment doué pour que même Mirajane, la spécialiste dans ce domaine, se laisse prendre. Il s'investit tellement dans son travail que sa femme, fatiguée de ne plus le voir, a demandé le divorce. Bien qu'il semble détester la vie de famille, depuis quelque temps, il a une petite amie qui semble très casanière. Il adore son fils Romeo. Il devient le nouveau maître de la guilde de Fairy Tail après la destruction de l'île Tenrô, mais après le retour des membres disparus sept ans plus tard il décide de redonner sa place à Makarof.

#### Romeo Combolto
Romeo (ロメオ・コンボルト, Romeo Konboruto, 6 ans puis 13 ans) (VO : Mariya Ise, VF : Adrien Solis / Brigitte Lecordier (enfant)), est le fils de Macao. Il aime beaucoup son père. Après la disparition de l'île Tenrô, Romeo est traumatisé par la disparition de ses amis. Il devient un mage de Fairy Tail et a cessé de sourire et de rire depuis ce jour. Le jour où Natsu et les autres reviennent, il retrouve le sourire, on apprend également qu'il peut utiliser la magie du feu, comme Natsu mais qu'il peut en plus créer différents types de flammes (des flammes froides de couleur bleue, des flammes violettes comme son père ou même des flammes puantes jaunes). Il a appris cette magie auprès de Totomaru, un ex-membre des 4 éléments de Phantom Lord devenu professeur de magie.

#### Wakaba Mine
Wakaba (ワカバ・ミネ, Wakaba Mine, 36 ans puis 43 ans) (VO : Daisuke Kageura, VF : Tony Marot), utilise la magie de la fumée, en lui donnant toutes sortes de formes. Sa femme le mène à la baguette, pourtant, il ne travaille pas et drague toutes les petites jeunes de la guilde. Du fait de leur même âge, il s'entend bien et est tout le temps avec son ami Macao. Durant l'absence de Natsu et des autres, il devint l'assistant du maître de la guilde qui était Macao.

#### Luxus Draer
Nom : Draer
Prenom : Luxus
Date de Naissance : 27 décembre
Signe astrologique : Capricorne
Genre : Masculin
Luxus Draer (ラクサス・ドレアー, Rakusasu Doreā, 23 ans), (VO : Hideyuki Hayami (jeune) / Katsuyuki Konishi (adulte), VF : Patrick Béthune), est le petit-fils de maître Makarof. C'est un des mages les plus puissants de la guilde. Il est vaniteux, obsédé par la puissance et aime les forts. Il apparaît pour la première fois lorsque les membres de la guilde s'interrogent sur le fait que personne n'ait vu le vrai visage de Mistgun, à part le maître : Luxus intervient à ce moment en leur disant qu'il le connaît. Il est revu lorsque son grand-père lui ordonne de ramener Natsu et Lucy à la guilde, car ils ont entrepris une mission de rang S, trop difficile pour eux. Luxus n'en a rien à faire et répond sournoisement à Mirajane. Lors de la bataille contre Phantom Lord, il refuse d'y prendre part, sauf si Lucy devient sa petite amie après, ce que Mirajane prend très mal. Après la bataille, il insulte Erza en lui disant que la guilde n'a pas besoin de faibles et esquive l'attaque de Natsu en se moquant de lui. Luxus est ensuite revu dans un bar où il met en fuite des gens qui se moquaient du nouveau bâtiment de sa guilde en écrasant littéralement Zatô, un mage de Naked Mummy, ressemblant à un gorille qui l'a provoqué. Ensuite, il intervient lorsque Jett et Droy attaquent Gajil pour se venger de leur assaut sur la guilde. Furieux, Luxus s'acharne contre le mage en acier et le roue de coups pour avoir humilié et rendu la guilde ridicule. Jett et Droy le supplient d'arrêter, car il va trop loin, mais Luxus leur ordonne de se taire et lance un éclair sur Reby, que Gajil protège en prenant l'éclair de plein fouet avant de repartir en mission. Luxus dirige l'unité de Raijin. Il utilise la magie de la foudre et possède une lacrima dans le corps qui lui permet d'utiliser la magie d'un chasseur de dragon de foudre (c'est donc un chasseur de dragon de 2de génération). Cette lacrima lui a été implantée par son père, car il le trouvait faible. Ayant fait découvrir la véritable identité de Mistgun et vaincu dans un combat acharné par Natsu et Gajil, il fut ensuite exclu de Fairy Tail après avoir tenté de prendre la place de Makarof en organisant la Bataille de Fairy Tail avec Fried, Bixrow et Ever Green, en envisageant des projets obscurs ; s'il était devenu maître, il aurait reconstruit la guilde à sa manière, en bannissant tous les mages les plus faibles. Cependant, Luxus a toujours eu de la rancœur envers son grand-père pour avoir expulsé son père de Fairy Tail.
Il revient plus tard sur l'île Tenrô pour sauver Natsu, Grey, Erza, Lucy et Wendy qui se battaient contre Hades, le maître de Grimoire Heart et aider les membres de la guilde à combattre Acnologia. Sept ans plus tard, il réintègre Fairy Tail, à la demande de Gildarts. Il participe au grand tournoi de la magie, non pas avec l'équipe de Natsu mais avec l'équipe B de Fairy Tail (qui comprend aussi Jubia, Gajil, Mirajane et Jellal qui combat sous le nom et l'apparence de Mistgun). Il affronte le troisième jour les 5 membres de l'équipe de Raven Tail et sortira vainqueur, provoquant ainsi la disqualification de la guilde. On voit alors que les idéaux de Luxus ont littéralement changé, se battant pour sa guilde, reniant son père criminel et vengeant ses camarades. Il fait partie, avec Jubia, Grey, Erza et Gajil, de la nouvelle équipe de Fairy Tail pour continuer le tournoi. Il affrontera par la suite, Jura, l'un des dix mages sacrés de la guilde de Lamia Scale lors du tournoi. Il bat Jura et va affronter Sting avec Grey, Gajil, Erza et Jubia. Sting abandonne, ce qui fait gagner Fairy Tail.
Lors de la bataille contre Tartaros, Luxus vient en aide à son équipe et le vieux Yajima en prise avec Tempester. Il parvient à vaincre le démon et absorbe ses particules de poison pour sauver la ville mais malgré cela, des habitants mourront empoisonnés. Il reste inconscient jusqu'à la fin de la bataille, lorsqu'il se réveille, il serre son équipe dans ses bras, voulant protéger ses amis.
Après la dissolution de Fairy Tail, il intègre temporairement Blue Pegasus avec les membres de son équipe. Lors de la bataille contre Arbaless, il sauve la bande de Natsu, Mest et Makarof pourchassés par Ajeel, le mage du sable. Lorsque les troupes d'Arbaless envahissent Magnolia, il est furieux en voyant que ces derniers ont sérieusement blessé ses trois coéquipiers, et il accepte de rejoindre le front sud où se trouve Wahl Icht, le Spriggan qui dirigeait Badd Man et qui a blessé ses camarades. Plus tard, il est téléporté dans la dimension d'Acnologia avec Natsu, Gajil, Wendy, Sting, Rog et Cobra. Malgré leur supériorité numérique, les chasseurs de dragons ont du mal à tenir tête à leur adversaire. Grâce au plan de Lucy, aidée par les mages du royaume de Fiore, qui consiste à enfermer le dragon noir dans la Fairy Sphere pour l'affaiblir, et ayant conféré ses pouvoirs à Natsu tout comme les autres chasseurs de dragons, le mage de feu parvient à terrasser Acnologia pour de bon et ils sont renvoyés à Magnolia, où il retrouve ses partenaires. Pendant la fête de la victoire, il se rapproche davantage de Mirajane.

#### Makarof Draer
Nom : Draer
Prenom : Makarof
Date de Naissance : 25 avril
Signe astrologique : Taureau
Genre : Masculin
Makarof Draer (マカロフ・ドレアー, Makarofu Doreā, 88 ans),, (VO : Shinichi Kotani, VF : Gilbert Levy), est le 3e, 6e et 8e maître de Fairy Tail, la guilde réunissant les magiciens les plus indisciplinés. Sa puissance est incalculable, il fait partie des dix grands mages sacrés (les plus puissants du continent). Il utilise principalement la magie du gigantisme mais se montre aussi capable d'employer les magies élémentaires (notamment le feu, l'air ou la lumière). Son sort ultime est la Loi des Fées. Même dans la guilde, personne à part Mirajane n'ose vraiment discuter avec lui et il est très discret sur sa vie privée, Luxus est son petit-fils et son fils (Ivan) est un ennemi de la guilde. Il fait parfois des concours de boisson avec Kanna, qu'il perd, ou se plaint des dégâts causés par les mages de Fairy Tail. Il a autorité sur les membres, voire les terrorise, sauf les mages de rang S. Makarof est exaspéré par la conduite de Luxus et Gildarts, mais se fait réprimander par Erza ou Mirajane quand lui-même dépasse les bornes. Lors de l'attaque de Phantom Lord, il bat le maître José, un des dix mages sacrés. Plus tard, lors de l'examen de rang S, Hades, maître de Grimort Heart, affronte Makarof qui se fait battre. Après la défaite de Grimoire Heart, il décide d'annuler l'examen de rang S. Plus tard, avec l’arrivée d’Acnologia, il décide de combattre le dragon pour laisser sa guilde fuir. Il perd le combat mais se fait sauver par Natsu et les autres juste avant qu'Acnologia ne l'achève. Sept ans plus tard, il décide de prendre sa retraite pour léguer sa place à Gildarts en lui montrant le plus grand secret de Fairy Tail mais celui-ci refuse et part en voyage dans le monde en laissant une lettre à la guilde sur ses premiers (et derniers) ordres en tant que maître. Il décide donc de renommer Makarof comme 6e maître de Fairy Tail mais également de réintégrer Luxus dans la guilde. Après la bataille avec Tartaros, il dissout la guilde. Il quitte le continent pour se rendre à Arbaless afin de négocier avec l'empire et faire savoir à son empereur, Spriggan, qu'il n'hésitera pas à utiliser Fairy Heart, la plus puissante magie de sa guilde, pour défendre son pays d'origine, mais il abandonne ce projet dès le retour de l'empereur Spriggan lorsqu'il apprend que ce dernier n'est autre que Zeleph. Avant d'être tué, il est sauvé par les membres de Fairy Tail venus à son secours et retourne à Magnolia où Erza, qui servait de septième maître à la guilde recomposée, démissionne, faisant de Makarof le huitième maître de la guilde. Il utilise plus tard la Loi des Fées et parviendra à détruire 80% de l'armée de Zeleph mais cela le pétrifiera. Même après sa mort, Fairy Tail continue à se battre sous ses encouragements lorsqu'il parle à la guilde, afin d'arrêter le combat de Natsu contre Grey et de remonter le moral des mages.
Après la défaite de Zeleph et d'Acnologia contre Fairy Tail, Makarof revient à la vie.

#### Mirajane Strauss
Nom : Strauss
Prenom : Mirajane
Date de Naissance : 31 octobre
Signe astrologique : Scorpion
Genre : Feminin
Mirajane Strauss (ミラジェーン, Mirajēn Sutorausu, 19 ans),, (V0 : Ryōko Ono, VF : Kelly Marot), est une employée de Fairy Tail. Au début, elle a intégré la guilde en tant que magicienne. À l'époque, Mirajane faisait partie des plus puissants mages de Fairy Tail. Son comportement était totalement différent, laissant une grande place à la vanité et à l'arrogance, cherchant tout le temps l'affrontement et ayant comme grande rivale, Erza Scarlett. Mais à la suite de la «disparition» de sa petite sœur Lisanna, elle a renoncé à utiliser ses pouvoirs. Depuis, sa gentillesse et son sourire ont fait d'elle l'ambassadrice de Fairy Tail. Elle-même n'y attache pas d'importance, mais à force de poser pour des magazines, elle est devenue très célèbre. Elle est la grande sœur d'Elfman. Elle possède comme son frère le pouvoir de transformation qui lui permet de changer d'apparence. Elle a été rang S avant la disparition de Lisanna et était surnommée la «démone», en raison de son pouvoir d'aspiration aux «esprits de Satan». Elle réutilise ses pouvoirs magiques pour la première fois lors du combat contre Fried Justin pour protéger son frère Elfman, dans lequel elle fait preuve d'une force et d'une vitesse incroyable. Elle affronte Azuma contre lequel elle finit par perdre et se trouve gravement blessée, pendant l'examen des mages de rang S. Dans l'arc La Clé du ciel étoilé contre la version de Earthland de Hugues, Mirajane prend l'apparence de son second esprit, le démon Halphas, forme que Makarof lui a interdit d'utiliser. Elle participe au grand tournoi de la magie avec l'équipe B de Fairy Tail (qui comprend aussi Luxus, Juvia, Gajeel et Jellal qui combat sous le nom et l'apparence de Mistgun) où elle bat Jenny de Blue Pegasus lors du deuxième jour en montrant notamment sa troisième transformation : le démon Sytry. Elle révèle lors de son combat contre Kamika qu'elle n'aime pas montrer sa puissance devant ses amis ou quand on la regarde. Étant donné qu'elle était seule contre Kamika dans le palais des Enfers, elle lui fit une démonstration de sa puissance en absorbant au passage sous son Satan Soul, le poison de ses papiers. Pendant l'arc Tartaros, elle est vue avec Erza chevauchant un cerf, se dirigeant chez le président du conseil de la magie afin de le protéger des membres de Tartaros. Quand la maison est attaquée, elle utilise son Satan Soul et combat en duo avec Erza pour la première fois. Le duo sort vainqueur de l'affrontement sans réelle opposition, mais les deux mages s'endorment, ayant été empoisonnées par le président qui collaborait secrètement avec Tartaros. Mirajane est capturée et obligée de subir le processus de transformation de Kyôka visant à lui implanter dans le corps des particules de démon. Cependant, Mirajane se réveille pendant le processus et révèle qu'elle possède déjà les particules de démon qui lui permettent d'utiliser son Satan Soul. Elle est retrouvée par Lisanna, mais elles sont interrompues par Seira qui engage directement Mirajane en combat pour lui faire payer son humiliation face à Kyôka. Elle remporte le combat bien que Seira maîtrise le combat sous sa forme démoniaque grâce à l'aide d'Elfman qui est venu sauver sa sœur.
Maîtrisant la goétie, les noms de ses transformations sont issues des démons Satan, Halphas et Sytry.
Mirajane dispose véritablement d'un caractère paradoxal. Sous son apparence de jeune femme souriante, aimante au visage angélique se cache un démon puissant et sans cœur. L'aspiration de Mirajane aux esprits de Satan est en totale contradiction avec son caractère qui se dit être pacifiste et n'aimant pas combattre comme elle le précise dans son combat de poses contre Jenny pendant le tournoi de la magie. Mirajane est cependant un personnage puissant, rivalisant avec Erza Scarlett, sa rivale, elle n'a pas perdue un seul de ses combats excepté contre Azuma dans lequel elle voulait protéger sa petite sœur et contre Eileen Belserion qui est selon Brandish, la plus forte femme parmi les Spriggan.

#### Elfman Strauss
Elfman Strauss (エルフマン, Erufuman Sutorausu, 18 ans),, (VO : Hiroki Yasumoto, VF : Julien Chatelet), possède un bras droit qui peut absorber et se transformer en la magie de ceux qu'il a vaincus. Il est celui qui a le plus de mal à montrer ses sentiments. Sous son air terrifiant, c'est quelqu'un de très gentil et très sensible. Quand il était petit, sa perruche a disparu. Il limitait sa magie de métamorphose à son seul bras droit après la « mort » de sa petite sœur Lisanna, qui l'avait profondément choquée. Lors du combat contre Phantom Lord, il peut transformer non pas que son bras droit mais également tout son corps. Il se fait écraser par Rusty Rose lors de l'examen de rang S auquel il participe avec Evergreen. Il participe au début du grand tournoi de la magie avec Natsu, Grey, Lucy et Erza en remplaçant Wendy à la suite de l'attaque qu'elle a subie d'un membre de Raven Tail. Il livre un rude combat contre Bacchus et parvient à le vaincre, rapportant 10 points à son équipe. Lors de la bataille contre Tartaros, il est capturé en même temps que Lisanna et devient victime d'un chantage d'un des membres de Tartaros, qui menace de tuer Mirajane et Lisanna s'il ne place pas une lacrima explosif dans le bâtiment de Fairy Tail afin de le détruire. Lors de l'année qui suit la dissolution de Fairy Tail, il travaille en tant que serveur avec ses sœurs, il fut ému et pleure lors de la recomposition de sa guilde lorsqu'il se rend compte qu'aucun de ses camarades ne lui en veut, malgré le fait qu'il ait causé la destruction de leur guilde entière.

#### Lisanna Strauss
Lisanna (リサーナ, Risāna Sutorausu, 17 ans), (VO : Harumi Sakurai, VF : Caroline Combes), est la petite sœur de Elfman et Mirajane. Après qu'Elfman eut réalisé sa propre technique d'une aspiration complète avec l'esprit du roi des bêtes, il perdit le contrôle de son corps et blessa grièvement sa jeune sœur. Celle-ci n'est pas morte, mais a été aspirée par l'anima vers le monde d'Edolas après qu'elle a perdu connaissance. Cependant, toute la Guilde la croit morte, malgré ces conditions particulières. Dans ce monde, elle se rendit compte que la Lisanna d'Edolas était déjà morte au vu des réactions quand la guilde de Fairy Tail d'Edolas l'accueillit. Elle décida de se faire passer pour la Lisanna d'Edolas pour ne pas avoir à faire souffrir son grand frère et sa grande sœur une fois de plus. Quand la bataille d'Edolas fut terminée, elle fut aspirée par l'anima une seconde fois afin de retourner dans son monde. Elle revient à Fiore en compagnie des gens revenus de Edolas retrouver son frère, sa sœur et Fairy Tail. Lors de l'examen de mage de rang S, elle devient la partenaire de Jubia, mais elles perdirent rapidement leur premier combat contre Erza. Comme Mirajane et Elfman, elle maîtrise la magie de transformation. Petite, elle a aidé Natsu à protéger Happy lorsque celui-ci n'était encore qu'un œuf.

#### Gildarts Clive
Nom : Clive
Prénom : Gildarts
Date de naissance : 6 mars
Signe astrologique : Poisson
Genre : Masculin
Gildarts (ギルダーツ ・クライヴ, Girudātsu Kuraivu, 45 ans), (VO : Kazuhiko Inoue, VF : Marc Bretonnière), est le plus puissant mage de la guilde. Il a réussi à compléter plusieurs quêtes de 10 ans, mais a échoué lors d'une quête de 100 ans où il perdit son bras et sa jambe gauche, ainsi qu'un organe lors d'un combat contre le dragon noir de l'apocalypse Acnologia dans les montagnes sacrées de Zonia. Il est le père de Kanna Alperona, mais ne le sait pas. Gildarts utilise la magie d'effondrement qui met en pièces tout ce qu'il touche. Même sans utiliser de magie, il peut maîtriser Natsu. Il semble fort apprécié de toute la guilde, surtout de Natsu et Happy. Magnolia a un mode « route de Gildarts » qui consiste à séparer la ville en deux pour qu'il puisse retourner à la guilde sans détruire des bâtiments sur son passage. Il lui arrive de mettre des maisons en ruine sans s'en rendre compte. Makarof semble penser qu'il a au moins autant de force que Jura Nekis, le 5e Mage Saint, bien que Gildarts ne possède pas ce titre. Lors de l'examen de rang S, il bat très facilement Natsu, mais le laisse passer parce qu'il a reconnu son impuissance, preuve de sagesse selon lui. Il affronte Bluenote un puissant mage de Grimoire Heart et gagne assez facilement, alors même que Natsu, Lucy et Kanna n'ont rien pu faire face à lui. À la fin de l’affrontement avec Grimoire Heart, Kanna lui révèle être sa fille. Sous le choc, celui-ci se rend compte que Kanna est la fille de Cornelia Alperona, la première femme qu'il ait aimé, mais ignorait qu'elle avait eu une enfant. Sept ans plus tard, Makarof décide de lui léguer sa place en tant que maître de guilde mais celui-ci refuse, prétextant qu'il n'est pas fait pour ça. Il décide donc de partir en voyage autour du monde tout en laissant une lettre indiquant ses premiers (et derniers) ordres en tant que maître (il y indique qu'il nomme Makarof comme 6e maître de Fairy Tail et de réintégrer Luxus dans la guilde tout en promettant de revenir à la guilde un jour).

#### Kanna Alperona
Nom : Alperona
Prenom : Kanna
Date de naissance : 5 janvier
Signe : Capricorne
Genre : Feminin
Kanna Alperona (カナ・アルベローナ, Kana Aruberōna, 18 ans),, également typographié Cana Alberona, (VO : Eri Kitamura, VF : Annabelle Roux), a commencé à boire de l'alcool à l'âge de 13 ans alors que dans ce pays, on peut boire à partir de 15 ans. Un tiers de l'alcool consommé dans l'année à la taverne de la guilde l'est par Kanna. Elle utilise des cartes magiques, parfois, elle les utilise comme des projectiles et parfois elle les associe entre elles habilement pour obtenir toutes sortes d'effets pendant les combats. Elle a été retenue cinq fois pour devenir mage de rang S, et a échoué quatre fois à l'examen. Elle est la seule à avoir échoué autant de fois. La cinquième fois, elle choisit de faire équipe avec Lucy. Pendant l'attaque de Grimoire Heart, elle prend la fuite et s'obstine à vouloir passer l'examen, malgré la suspension ordonnée par Makarof. C'est à ce moment-là que l'on apprend que son père est Gildarts. En avouant ses sentiments au maître Mavis, celle-ci lui donne un des trois grands pouvoirs de Fairy Tail, Fairy Glitter. Après la défaite de Grimoire Heart, elle trouve le courage de dire à Gildarts qu'il est son père, elle en sera grandement soulagée. Elle participe au grand tournoi de la magie dans l'équipe B de Fairy tail en tant que réserviste. Le 3e, durant l'épreuve « Pandemonium », elle utilise le pouvoir de Fairy Glitter, prêté exceptionnellement par Mavis et terminera seconde, derrière Erza. Lors du combat contre Tartaros, elle se rend compte du comportement étrange d'Elfman, qui allait déclencher une bombe au milieu du siège de la guilde, et utilise un sort qu'elle a appris récemment pour emprisonner tous les membres de la guilde présents, y compris Elfman et elle-même, dans des cartes et permettre aux Exceeds (Panther Lily, Carla et Happy) de les transporter jusqu'au siège de Tartaros. Lorsque Arbaless attaque Fiore elle capture Brandish, un des 12 Spriggans, avec Lucy, avant d'être emmenée au sous-sol de la guilde par Mavis Vermillion qui lui demande de détruire sa projection astrale grâce au Fairy Glitter pour libérer son corps physique car elle a un plan pour affronter Zeleph.

#### Fried Justin
Fried Justin (フリード・ジャスティーン, Furīdo Jasutīn, 20 ans),, (VO : Junichi Suwabe, VF : Stéphane Ronchewski), est un membre de la bande de Raijin. Fried est capable d'enchanter des secteurs en les entourant avec des runes magiques. Qui marche dans l'enchantement est forcé de se plier aux règles que Fried a fondé à l'avance. Ce type de magie est normalement plus utilisé pour les pièges que les combats directs. Néanmoins, le pouvoir de son œil droit lui permet d'écrire des runes très rapidement. Il peut cependant user de ses runes pour développer des attaques ou encore se transformer, mais même sans sa magie, il sait savamment se battre avec son épée. Bien qu'il soit complice de Luxus lors de la bataille de Fairy Tail, il a tout de même un bon fond en ne voulant pas tuer Kanna et Jubia, car elles sont de la même guilde que lui. Il affronte Mirajane, dans un combat où il est malmené et finit par abandonner. Mirajane lui fait alors prendre conscience de l'importance d'avoir des camarades autour de soi, afin de ne pas se sentir seul. Après cette défaite, il tente en vain de convaincre Luxus de mettre fin à sa mutinerie.
Après l'exclusion de la guilde de Luxus, il se coupe les cheveux en signe de repentance, puis avec ses deux compagnons de l'unité de Raijin, se familiarise avec les autres membres de la guilde. Lorsque Wendy, nouvelle membre de Fairy Tail, effectue une première mission au sein de la guilde, il se porte volontaire pour l'aider. On apprend, pendant l'examen de rang S, que Fried est sensible aux filles. En effet, il est mal à l'aise lorsque Lucy et Kanna l'affrontent en maillot de bain. Il s'agissait cependant d'une simulation destiné à laisser gagner Kanna, pour se racheter du mal qu'il lui a fait le jour de la bataille de Fairy Tail. Fried affronte Rusty Rose sur l'île de Tenro avec son ami Bixrow et remporte le combat. Il est d'un naturel très calme, très strict envers les règles, mais un peu futile sauf lorsque l'on parle de Luxus envers lequel il montre une véritable dévotion (à l'instar des deux autres Raijin).

#### Bixrow
Bixrow (ビックスロー, Bikkusurō, 22 ans), (VO : Yoshihisa Kawahara, VF : Emmanuel Gradi) en français, est un membre de la bande de Raijin. Il est habillé comme un chevalier noir. Sa magie, la possession humaine, lui permet de faire passer les esprits dans ses poupées nommées Fafa, Féfé, Fifi, Fofo et Fufu. Les poupées prennent alors la forme de celui à qui appartient l'âme. Tout comme Ever Green, ses yeux possèdent un pouvoir. Ainsi, il peut extraire et contrôler l'âme des gens qui croisent son regard. Il se fait battre par Lucy (plus précisément par Loki) lors de la bataille de Fairy Tail. Il est également le compagnon de Fried lors de l'examen de rang S. Lors de l'attaque de Grimoire Heart, il se bat contre Rusty Rose avec Fried, et gagne. Il semble prendre un malin plaisir à taquiner Evergreen et Elfman depuis leur retour de l'île Tenrô. Il a le symbole de Fairy Tail tatoué en noir sur sa langue.

#### Evergreen
Evergreen (エバーグリーン, Ebāgurīn, 20 ans), (VO : Saori Seto, VF : Catherine Desplaces) en français, est un membre de la bande de Raijin. Enfant, son rêve était d'être une fée. Elle a donc rejoint Fairy Tail seulement pour le nom, sans intérêt avec autre chose. Elle était solitaire et antisociale étant enfant, en raison du fait de ses yeux étant capables de transformer des personnes en pierre en les examinant. Ses lunettes suppriment et contrôlent son pouvoir immense. Pouvoir qu'elle utilise pour pétrifier des membres de la guilde au début de la bataille de Fairy tail. Elle est facilement vaincue par Erza lors de cette bataille. Elle est la partenaire de Elfman durant l'examen de rang S où ils se font battre par Rusty Rose, lors de l'attaque de Grimoire Heart. Depuis l'examen, il semblerait qu'elle et Elfman soient devenus beaucoup plus proches.

#### Reby MacGarden
Nom : MacGarden
Prénom : Reby
Date de naissance : 3 septembre
Signe astrologique : Vierge
Genre : Féminin
Reby MacGarden (レビィ・マグガーデン, Rebī Magugaden, 17 ans),, également typographié Levy dans l'anime, (VO : Mariya Ise, VF : Annabelle Roux), fait partie des Shadow Gear, la principale équipe de trois de Fairy Tail. Elle a les cheveux bleus, les yeux noisette, et est surtout reconnaissable pour sa petite taille, car elle est très petite, comparée aux autres filles de son âge de Fairy Tail. C'est une linguiste hors pair, elle maîtrise un grand nombre d'écritures anciennes. Sa magie lui permet de donner corps aux écrits et de les envoyer sur ses adversaires. Par exemple, si elle envoie le mot feu sur un adversaire, ce dernier sera brûlé comme s'il avait reçu une boule de feu. Elle travaille généralement avec Jett et Droy au sein de l'équipe Shadow Gear. Toutefois, elle reste insensible aux avances de ses deux partenaires, car elle-même est amoureuse de Gajil. Lucy et elle ayant le même âge et le même amour des livres, elles se sont tout de suite bien entendues. Dernièrement, Lucy lui a fait lire le roman qu'elle est en train d'écrire. Comme elle l'a trouvé intéressant, Lucy l'apprécie encore plus qu'avant. Durant l'examen de sélection des mages de rang S, elle fait équipe avec Gajil Redfox. Durant l'attaque de Grimoire Heart, Gajil et elle combattent deux de ses membres. Poussé dans ses retranchements, Gajil lui demande de partir et de le laisser combattre seul. Elle lui donne du fer en forme de cœur pour qu'il retrouve ses forces. La Reby du futur porte deux cicatrices sur son front et une sur sa joue droite. Gajil se bat contre un membre de Tartaros qui lance une grande vague d'eau empoisonnée, elle vient le sauver en lui faisant du bouche à bouche avant que Gajil ne lui rappelle qu'elle aurait simplement pu utiliser sa magie pour créer de l'air pour eux, ce qui l'embarrasse. Après la victoire de Fairy Tail contre Tartaros et la dissolution de la guilde, elle intègre une brigade sur les ordres du conseil de la magie avec Gajil et Panther Lily. Dans le manga Fairy Tail: 100 Years Quest, on apprend qu'elle est enceinte de Gajil et qu’elle attend des jumeaux.

#### Jett
Jett (ジェット, Jetto, 18 ans puis 25 ans),, (VO : Masaki Kawanabe, VF : Rémi Caillebot), de son vrai nom Sarusuke fait partie des Shadow Gear. Sa magie lui permet d'accélérer sa propre vitesse. Quand il l'utilise, il devient le membre le plus rapide de Fairy Tail.

#### Droy
Droy (ドロイ, Doroi, 18 ans puis 25 ans),, (VO : Eiji Sekiguchi, VF : Julien Chatelet), fait partie des Shadow Gear. Il combat en accélérant la croissance des végétaux. Ses cartouchières renferment des graines secrètes qu'il utilise pour se battre. Jett et Levy sont des amis d'enfance. Il a fait une déclaration à Levy par le passé. Mais il s'est fait jeté en une seconde, battant ainsi le record de Jett. Sept ans après la disparition de Levy sur l'île Tenrô, il se goinfre et devient obèse.

#### Max Alose
Max Alose (マックス・アローゼ, Makkusu Arōze, 17 ans puis 24 ans),, (VO : Yūichi Iguchi, VF : Rémi Caillebot), surnommé le mangeur de sable par lui-même, est un mage dont la spécialité réside dans la magie du sable. Il cherche toujours à réunir des gens autour de lui pour parler de ce qu'il aime. Quand il se trouve dans un bar, il faut qu'il boive et qu'ensuite il dérouille mais en réalité il n'aime pas tant que ça l'alcool. Quand il était petit, il n'avait pratiquement pas d'amis, ce qui fait qu'aujourd'hui il ne sait pas comment engager correctement une conversation. Sept ans plus tard, il provoque Natsu en duel, grâce à ces 7 années d'entrainement en plus, il a bien progressé et parvient à rivaliser avec le chasseur de dragon, il déclare finalement forfait lorsque Natsu hausse son niveau en ayant recours à ses capacites du chasseur de dragon foudroyant. Ce combat est toutefois révélateur de l'absence de la puissance des mages rescapés de l'île Tenrô.
Il fait partie des membres de Fairy Tail qui font des bagarres pour l'esprit festif avec Natsu, Grey, Kanna (la seule femme dans les bagarres), Elfman…

#### Arzak Connel
Arzak Connel (アルザック・コネル, Aruzakku Koneru, 18 ans puis 25 ans),, (VO : Yoshimitsu Shimoyama, VF : Grégory Laisné), utilise une magie des immigrés de l'ouest qui consiste à charger de magie les balles d'un pistolet magique. Il est amoureux de Biska, une fille de Fairy Tail, mais n'arrive pas à le lui dire. Quand il en a parlé à Loki, ce dernier lui a dit en blaguant : « Si tu ne lui dis pas, je peux sortir avec elle, ça te dérange ?! ». Arzak, très jaloux, l'a pris au sérieux et le voit comme un rival depuis ce jour. Au cours de l'arc Battle of fairy tail, lorsque Biska se fit changer en pierre, il se promit de se battre pour la sauver, il fut vaincu par Fried qui lui coupa le souffle avec ses runes. Sans compter les filles, Natsu, Gajeel, et Mistgun qui ont pris part au combat plus tard que les autres, il fut le dernier à tomber au combat. Pendant l'absence de Natsu et des autres, il se marie avec Biska et a une fille avec elle nommée Asuka, il change de look et devient également l'un des mages les plus forts de Fairy Tail avant l'arrivée de Natsu et des autres membres de la guilde.

#### Biska Connel
Biska Connel (Bisuka Koneru, 18 ans puis 25 ans), ou Biska Moulin (ビスカ・ムーラン, Bisuka Mūran, Nom de jeune fille),, (VO : Satomi Arai, VF : Sarah Marot), est une immigrée de l'ouest. La pistolera, sa magie, lui permet de combattre en s'armant de n'importe quelle arme à feu (elle les prend dans une autre dimension). C'est le même principe que la magie d'Erza. Elle aime Arzak mais n'ose pas le lui dire. Quand elle a tenté d'en parler à Erza, cette dernière lui a hurlé qu'elle était lâche. Elle a donc décidé de faire sa déclaration le lendemain mais les Phantom Lord ont attaqué Fairy Tail avant qu'elle n'en ait eu le temps. Elle est pétrifiée par EverGreen dès le début de la batailles de Fairy Tail, quand le sortilège est levé, elle tente de détruire les lacrimas de foudres de Luxus, les autres membres apprennent à ses dépens que les lacrimas sont protégées par un sort de lien vivant, renvoyant à l'attaquant les dégâts qu'elles subissent. Elle se marie avec Arzak et eu un enfant durant la période d'absence de l'équipe Tenro, un an après leur disparition.

#### Vegeta Echo
Vegeta Echo (ビジター・エコー, Bijitā Ekō, 16 ans puis 23 ans),, typographié Visitor dans la version française de l' anime, (VO : Eiji Sekiguchi, VF : Bruno Méyère), utilise la magie de la danse qui lui permet d'augmenter la puissance de ses amis dans un rayon de 10 mètres de lui et fait diminuer celle de ses ennemis. Il voudrait économiser de l'argent pour aller étudier à Minstrel, le temple de la danse, mais il n'y arrive pas. Enfin, il a une centaine de tenues identiques à sa tenue habituelle.
Il affronte Nab lors de la Battle of Fairy Tail lancée par Luxus et perd.

#### Readers Johnner
Readers Johnner (リーダス・ジョナー, Rīdasu Jonā, 27 ans puis 34 ans),, (VO : Yūichi Iguchi, VF : Stéphane Ronchewski), utilise la picto-magie (magie picturale) qui lui permet d'animer ses dessins et de s'en servir comme arme. Toutefois, pour animer un dessin, il ne peut pas dessiner n'importe où. Ça ne fonctionne que s'il dessine sur son propre corps. Pour cela, il faut une grande surface de dessin (un grand corps), c'est pour cela que son maître lui a lancé un sort de gigantisme pour lui donner le corps qu'il a actuellement. Les pinceaux de lumière n'étant pas en vente en magasin, il est allé directement chez le fabricant, mais ça n'a rien changé.
Plus de sept ans après le début de l'histoire, il est redevenu maigre et semble ne plus vraiment pratiquer la magie.

#### Nab Lasaro
Nab Lasaro (ナブ・ラサロ, Nabu Rasaro, 20 ans puis 27 ans),, (VO : Daisuke Endō, VF : Stéphane Ronchewski), utilise une magie de possession. Il en existe de plusieurs sortes, celle de Nab lui permet de s'approprier l'esprit d'un animal pour en utiliser sa force dans les combats. Il aime tourner en rond devant le tableau des petites annonces mais il ne répond jamais à aucune d'elles. Il prétend qu'il recherche une mission que lui seul pourra accomplir. Comme il ne fait jamais, Mirajane lui a demandé s'il serait intéressé par un poste de serveur à la guilde.

#### Volen Rackow
Volen Rackow (ウォーレン・ラッコー, Wōren Rakkō, 23 ans puis 30 ans),, encore typographié Warren Rocko (VO : Daisuke Kagura, VF : Benjamin Pascal), utilise la télépathie qui lui permet de communiquer par l'esprit. Dans un combat, elle permet d'analyser les intentions de l'adversaire. Malgré les apparences, c'est un puissant membre de la guilde capable d'accomplir certaines missions tout seul. Il a le vertige et la dernière fois que sa petite amie lui a donné rendez-vous sur un pont, toute la ville a capté son appel au secours télépathique. Il semblerait aussi que durant les sept années d'absence de Natsu et ses compagnons sur l'île Tenrô, il aurait chaque jour essayé de les joindre par télépathie en espérant qu'ils lui répondent.

#### Lucky Olietta
Lucky Olietta (ラキ・オリエッタ, Raki Orietta, 18 ans puis 25 ans),, (VO : Ikumi Hayama, VF : Caroline Combes), est une mage de Fairy Tail. Sa technique s'appuie sur le modelage du bois. Avec cette technique, elle donne au bois la forme qu'elle souhaite. Elle adore utiliser des expressions bizarres pour s'exprimer et presque personne ne les comprend, Les noms qu'elle donne avec ses sortilèges sont étonnant Elle rempli le rôle de mécanicienne dans la guilde. Durant les sept années d'absence de l'équipe de l'île de Tenrô, elle reste l'une des seules femmes de la guilde avec Kinana et Biska. Lorsque Gildarts la drague, elle menace de tout raconter à Kanna en inventant certaines parties.

#### Kinana
Kinana, (VO : Natsue Sasamoto, VF : Isabelle Volpé), est entrée dans la guilde à la fin de l'arc Oracion Seis mais elle est encore jeune, ce n'est qu'après l'arc Île Tenro que l'on peut la remarquer pour la première fois. N'étant pas une mage, elle devient serveuse au bar de la guilde. En réalité, elle a vécu pendant de nombreuses années sous le nom de Cuberios, le serpent volant de Cobra (membre des Oracion Seis), prisonnière d'un sortilège. Makarof l'a libérera de ce sort et l'acceptera au sein de la guilde pour garder un œil sur elle.

#### Tono Rabbits
Tono Rabbits (トノ・ラビッツ, Tono Rabittsu, 15 ans), est un peu jeune pour faire partie de Fairy Tail, mais il a fait ses preuves et a déjà été gratifié du surnom "Notre Tono". Une fois, il a acheté un sandwich et ne l'a mangé qu'une fois rentré, c'est-à-dire froid. Personne ne sait comment il marche. Il utilise la magie de lumière.

#### Micky Chickentiger
Micky Chickentiger (ミキィ・チキンタイガー, Miki Chikintaigā, 18 ans), utilise la magie sur l'oiseau. Bii, son oiseau magique, fait tout ce qu'elle dit. Il peut se changer en boule de feu, former un bouclier et parler. Elle est la leader de l'équipe Young Megadeath et utilise aussi la magie du combat direct. Elle aime les oiseaux mais déteste s'ennuyer.

#### Mikuni Shin
Mikuni Shin (美國罪, Mikuni Shin, 16 ans), utilise la magie de la terre.

#### Kroff
Kroff (クロフ, Kurrofu) est un mage informateur. Il vient souvent rendre des comptes à la guilde. Aux dents de rats, il adore se méprendre sur Natsu tantôt sur ce qu'il fait ou sur ce qu'il envisage de faire.

#### Rob
Rob (ロブ, Robu) est un grand-père qui faisait partie de Fairy Tail. Il a rencontré Erza lorsqu'elle était plus jeune en même temps que Gerald alors qu'ils étaient fait prisonniers pour aider à construire la tour du Paradis. Lorsque Erza et ses compagnons décidèrent de se rebeller, Rob s'est sacrifié pour sauver la vie d'Erza. Il porte la marque de Fairy Tail sur son dos.

#### Mavis Vermillion
Nom : Vermillion
Prenom : Mavis
Date de naissance : 1er juin
Signe astrologique : Gémeaux
Genre : Féminin
Mavis Vermillion (メイビス ヴァーミリオン, Mēbisu Vāmirion) (VO : Mamiko Noto, VF : Bérangère Jean) fut la fondatrice et le premier maître de Fairy Tail. Sa tombe se trouve sur l’île de Tenrô. Bien que décédée, elle a trouvé le moyen de subsister sous une forme éthérée (spectre), grâce à laquelle elle interviendra lors de l'arrivée d'Acnologia, le dragon noir de l'Apocalypse. À cette occasion, elle usera d'une des trois grandes magies de Fairy Tail : Fairy Sphere, qui consiste à dresser une protection magique imperméable à toute attaque qui sauvegardera l'île Tenrô et les membres de la guilde présents pendant sept ans. Peu après le commencement du grand tournoi de la magie, Mavis vient encourager les deux équipes de Fairy Tail présentes au tournoi, au grand étonnement de tous les membres de la guilde se trouvant dans l'arène, mais seules les personnes qui portent le blason de la guilde peuvent la voir. Au dernier jour du grand tournoi de la magie, elle déploie une stratégie pour que Fairy Tail puisse gagner. Par le passé, elle conduisit son équipe vers de nombreuses victoires. Elle a fondé Fairy Tail en l'an x686 avec l'aide de trois autres mages : Precht, Warrod Seeken, un des quatre dieux d'Ishval et Yuri Draer, le père de Makarof. Elle a également appris la magie lors de sa rencontre avec un mystérieux mage noir, qui s'avéra être Zeleph, et notamment la magie appelée « Law » qu'elle utilisa pour sauver son ami Yuri Draer lors de son affrontement avec Blue Skull, la guilde noire qui dominait la ville de Magnolia à cette époque et qui fut dissoute grâce à Mavis et ses amis. Pour avoir utilisé Law sans le maîtriser, son corps cessa sa croissance, la maintenant avec l'apparence d'une jeune fille de 13 ans. Elle n'apprit plus tard qu'en fait, le blocage de sa croissance n'était pas dut à l'utilisation de Law, mais à la même malédiction qui frappe Zeleph, ce qui la condamne à tuer les gens auxquels elle tient trop. Cette malédiction provoqua la mort de Rita Draer, la femme de Yuri venue accoucher dans le bâtiment de la guilde, lui ayant demandé de choisir un nom pour son enfant, qu'elle décide d'appeler Makarof, en hommage à un héros découvert dans un livre qu'elle a lu. Horrifiée, elle quittera la Guilde et errera seule pendant six mois sans s'alimenter, et en tuant involontairement les personnes et les animaux qui croiseront sa route. C'est alors qu'elle rencontrera une troisième fois Zeleph, qui lui révélera qu'il a commencé à fonder l'empire d'Arbaless et lui dit que la malédiction les condamne à rester seuls pour l'éternité, car elle tue toute personne à laquelle ils s'attachent, mais Mavis lui rétorque que c'est un sort trop cruel, qu'elle veut trouver une solution pour le briser et qu'elle comprend Zeleph. Les deux immortels échangent un baiser, mais la malédiction de Zeleph tue Mavis. Plus tard, après que Zeleph ait ramené le corps de l'ancien Maître de Fairy Tail à Precht, qui devient le second Maître de la guilde, ce dernier enfermera le corps, toujours vivant malgré sa mort apparente, dans un lacrima dissimulé sous le bâtiment de la Guilde, faisant connaître ce reliquaire auprès de son successeur, Makarof, comme le plus puissant pouvoir de la guilde, sa quatrième grande magie : Fairy Heart. 105 ans plus tard, Mavis convaincra Kanna de briser le lacrima contenant son corps pour pouvoir affronter Zeleph, qui a envahi Fiore à la tête de ses armées d'Arbaless afin de s'emparer de Fairy Heart. Elle meurt une nouvelle fois, encore tuée par Zeleph qui meurt également, à la suite d'un nouveau baiser que s'échangent les deux mages maudits. Entre-temps, on apprend qu'elle eut un enfant avec Zeleph Dragnir, qui n'est d'autre qu'August.

### Phantom Lord
La guilde Phantom Lord (ファントムロード, Fantomu Rōdo) (VO :) est depuis longtemps la plus grande rivale de Fairy Tail. Cette rivalité est incarnée par José, le maître de guilde des Phantom Lord, qui nourrit une grande rancœur envers Makarof. Tout comme lui, il fait partie des dix grands mages sacrés. Cette rivalité débouche sur une bataille entre les deux guildes, dont l'excuse pour la débuter était Lucy et son lourd passé.
La particularité de cette guilde est de posséder un quartier général mobile. En effet, grâce à des sortilèges puissants, le bâtiment de la guilde est capable de se mouvoir et de participer à des combats. Outre la mobilité, le bâtiment de la guilde est doté d'un canon très puissant nommé « Jupiter ». Quand on le pousse dans ses derniers retranchements, le bâtiment de la guilde prend alors la forme d'un géant magique, le « MK 2 ». Il agit comme s'il était un mage à part entière et tire sa puissance des quatre mages élémentaires de la guilde. Son sort le plus puissant est la destruction du purgatoire.
En plus de ces détails techniques qui la rendent redoutables, la guilde des Phantom Lord compte des mages très puissants, que l'on pourrait comparer aux mages de rang S de Fairy Tail.
La guilde est dissoute en X784 après un conflit ouvert entre elle et Fairy Tail. Après sa dissolution, deux membres de la guilde intégreront Fairy Tail : Jubia Lokser et Gajil Redfox
Phantom Lord a été fondée par Geoffrey, l'ancien maître de la guilde noire Blue Skull qui tyrannisait la ville de Magnolia en X679. Blue Skull ayant été détruite par les fondateurs de Fairy Tail, Precht, Warrod Seeken, Youri Draer et Mavis Vermillion, la rivalité et l'hostilité entre les deux guildes fondées après la défaite de Blue Skull, Fairy Tail et Phantom Lord, remonte à cette époque.

#### 4 éléments
Les 4 éléments sont l'équipe la plus redoutable de cette guilde. Elle comporte quatre mages maniant chacun un des éléments naturels. Jubia Lokser quitte cette guilde pour rejoindre Fairy Tail car elle est amoureuse de Grey. Ces personnages apparaissent dans l'arc Phantom Lord. Ces quatre mages de rang S sont en quelque sorte le « moteur » de la guilde quand celle-ci se déplace, si les 4 éléments sont vaincus, la guilde redevient immobile.

##### Alya
Alya (アリア, Aria),, surnommé « Alya du ciel », (VF : Benoît Allemane), est un mage du ciel. Il a la capacité d'inhiber les capacités magiques de ses adversaires. Il attaque Makarof par surprise au QG de sa guilde, le privant de sa magie ce qui cause la déroute de Fairy Tail. Il est finalement battu sans difficulté par Erza à la fin de la bataille contre Phantom Lord.

##### Mister Sol
Mister Sol (ソル, Soru),, surnommé « Sol de la terre », (VO : Eiji Sekiguchi, VF : Stéphane Ronchewski), outre le fait qu'il parle en français et en anglais parfois, maîtrise la terre, le sable et la roche. Il est battu par Elfman, qui parvient à maitriser sa transformation complète pour la première fois.

##### Totomaru
Totomaru (兎兎丸, Totomaruī),, surnommé « Totomaru du feu », (VO : Daisuke Endō, VF : Mark Lesser), est un mage de feu. Il est battu par Natsu et Elfman. Il réapparaît sept ans plus tard et donne des cours à Romeo qui pratique désormais la même magie que lui.

#### José Pora
José Pora (ジョゼ・ポーラ, Joze Pōra),, (VO : Takashi Matsuyama, VF : François Siener), est le maître de la guilde et est un grand rival de Makarof. Il a été engagé par le père de Lucy pour la ramener chez elle. Il est l'un des dix mages sacrés, jusqu'à sa défaite contre Makarof.

### Blue Pegasus
Blue Pegasus (ブルーペガサス, Burū Pegasasu) est l'une des meilleures guildes de tout le royaume de Fiore. Elle participe au grand tournoi de la magie. C'est une guilde qui entretient de bonnes relations avec Fairy Tail, son fondateur et actuel maître, Bob, étant un vieil ami de Makarof. Cette guilde mixte est surtout connue pour le fait que tous ses membres, Ichiya excepté, sont des personnes au physique attrayant.

#### Bob
Bob (ボブ, Bobu), (VO : Hiroki Gotō, VF : Gérard Surugue), est le maître de la guilde. C'est un travesti chauve qui se promène en caleçon. Il connait Makarof depuis très longtemps. Il a l'air d'avoir le sens de la justice. Il peut traverser les murs. Avant de fonder Blue Pegasus, il faisait partie de Fairy Tail où il faisait équipe avec Makarof, ce qui explique qu'ils se connaissent depuis longtemps.

#### Ichiya Vandalei Kotobuki
Ichiya Vandalei Kotobuki (一夜=ヴァンダレイ=寿, Ichiya Vandarei Kotobuki, 29 ans puis 36 ans),, (VO : Shō Hayami, VF : Phillipe Roullier), est un mage qui fait sa première apparition lors de l'arc Oracion Seis. Ichiya a alors l'air d'un clown très respecté par ses subordonnés mais ridicule aux yeux des membres de Fairy Tail. Il a la désagréable manie de prendre la pose quand il parle. Il est vaincu par Angel dans les toilettes et finit assez lamentable, avec une crotte sur la tête, la veste déchirée et le pantalon baissé. Gemini, un esprit stellaire d'Angel, prend l'apparence d'Ichiya pour piéger Jura Nekis. Ichiya est amoureux de Erza depuis qu'il l'a vu pour la première fois. Seul problème, Erza le déteste. D'une nature assez joviale, Ichiya est un mage au style unique : il est capable de créer des parfums magiques aux odeurs uniques et variées qu'il met ensuite dans de petites bouteilles. Ces parfums peuvent annuler la douleur, affaiblir l'adversaire ou encore permettre d'utiliser des techniques de foudre. Malgré son physique particulier, son look et son comportement, il est, selon Erza, le plus puissant mage de Blue Pegasus. Il perd souvent lamentablement, mais ses victoires sont éclatantes. Avec ses subordonnés, il avertit les membres de Fairy Tail que ceux disparus sur l'Île Tenrô sont toujours en vie. Il participe au grand tournoi de la magie mais il est dans l'incapacité de continuer à la suite de l'épreuve « Chariot » du deuxième jour des jeux. De retour dans la course, durant le quatrième jour, il participe aux combats en double avec Nichiya, un Exceed venu d'Edolas, caché dans le costume d'un gros lapin bleu, contre Bacchus et Rocker de Quattro Toutous et remporte le combat malgré le K.O de l'Exceed. Il réapparaît lorsque Gajil, Jubia, Kanna, Lisanna, Elfman et Reby sont à la recherche de Luxus pour retrouver Makarof. Avec eux, il pilote le bateau Christina pour sauver Makarof, Mest, Natsu, Happy, Lucy, Erza, Grey, Wendy et Carla sur le point d'être tués par Ajeel, un membre d'élite de l'empire d'Arbaless. Lors de la bataille contre l'empire d'Arbaless et aide Fried, Bixrow et Ever Green a vaincre Badd Mann. Il les apprécie beaucoup étant donné qu'ils ont fait partie de Blue Pegasus après la dissolution de Fairy Tail.

#### Karen Lilika (morte)
Karen Lilika (カレン・リリカ, Karen Ririca), (VO : Chie Sawaguchi, VF : Catherine Lafond), est une constellationniste comme Lucy qui faisait partie de la guilde de Blue Pegasus. Elle possédait deux des douze clés d'or mais était connue pour maltraiter ses esprits dont Aries jusqu'à ce que Léo intervienne en forçant le passage du monde des esprits vers le monde des humains empêchant ainsi Karen d'appeler Aries ou un autre esprit. Après avoir attendu trois mois dans le monde des humains, Léo décide de retourner voir Karen mais Bob lui apprend que Karen est partie et est morte en mission, tuée par Angel de Oracion Seis.

#### Jenny Realight
Jenny Realight (ジェニー・リアライト, Jenī Riaraito) (VF : Catherine Lafond) est une mage réserviste de l'équipe de Blue Pegasus. Elle est la miss Fiore. Elle utilise la même magie que Mirajane, à savoir la magie de transformation. Durant le grand tournoi de la magie, elle remplace Ichiya et affronte durant le deuxième jour Mirajane dans un combat de poses. Elle perd le combat et son pari et doit donc poser nue dans le prochain Sorcerer. Elle participe à l'épreuve « Bataille navale » du quatrième jour dans laquelle elle élimine Rocker de la guilde Quattro Cerberos. Au denier jour, elle est battue par Erza. Elle entretient une liaison avec Hibiki Leithis, les deux étant vus en train de s'embrasser lors du tournoi de la magie.

#### Les Trymens
Les Trymens (トライメンズ, Torai Menzu) sont trois mages dragueurs, caricatures des hosts (gigolos typiquement japonais).

##### Ren Akatsuki
Ren Akatsuki (レン・アカツキ, Ren Akatsuki, 20 ans puis 27 ans),, surnommé « Ren de la Nuit Étoilée », (VO : Masaya Matsukaze, VF : Tony Marot), est le dernier membre faisant partie de l'équipe choisit par Bob pour représenter Blue Pegasus lors de l'alliance de la Lumière. Il possède un teint de peau plutôt bronzé et a une personnalité de tsundere. Ren est un mage qui utilise l'élément du vent pour parvenir à ses fin. Ainsi, il peut faire exploser l'air. Il tombe amoureux de Cherry lors de la mission contre Oracion Seis. Il affronte lors du premier jour du grand tournoi de la magie Alanya de Mermaid Hell et il remporte le combat. Il fait remporter 10 points supplémentaire à Blue Pegasus, qui voit son total de points monté à 14 à la fin du premier jour. Un an après la dissolution de Fairy Tail il semble que sa relation avec Cherry se soit concrétisé car cette dernière va se marier cette année.

##### Hibiki Leithis
Hibiki Leithis (ヒビキ・レイティス, Hibiki Reitisu, 20 ans puis 27 ans),, surnommé « Hibiki des Cent Nuits », également typographié Hibiki Leytis, (VO : Takashi Kondō, VF : Grégory Laisné), est un jeune homme qui fait sa première entrée en même temps qu'Ichiya, c'est-à-dire lors de l'arc Oracion Seis. Il aime les femmes et déteste les bugs. Souvent haut placé dans les classements des « mages que je voudrais comme petit-ami » du magazine Sorcerer, il semble qu'il soit la raison pour laquelle tant de mages féminins s'appliquent à rejoindre Blue Pegasus. Sa magie, Archive est chargée de la gestion de l'information et des demandes de combats. Elle peut également comprimer des informations dans des données magiques et les envoyer à la cible voulue. Il a failli tomber dans les ténèbres lorsqu'il apprend qu'Angel est celle qui a tué sa bien-aimée Karen. Il participe à l'épreuve « Pandémonium » lors du troisième jour du grand tournoi de la magie où il récolte seulement 1 point pour l'équipe Blue Pegasus.

##### Eave Tilm
Eave Tilm (イヴ・ティルム, Ivu Tirumu, 16 ans puis 23 ans),, également typographié Eve Tilm, surnommé « Eave de la Sainte Nuit », (VO : Fuyuka Ōura, VF : Jackie Berger), aime les filles plus âgées que lui et déteste les piments. C'est le plus jeune membre de la guilde. Eave utilise de la neige magique extrêmement puissante. Il peut transformer les environs en un monde de blancheur éclatante en l'espace d'un instant. Il combat en utilisant des attaques telles que les boules de neige ou les avalanches. Au premier jour du grand tournoi de la magie, il participe à l'épreuve de cache-cache et fait gagner les 4 premiers points de l'équipe Blue Pegasus. Au cours du troisième jour des épreuves, il affronte Rufus de Saber Tooth mais perd face à sa magie de modelage.

### Lamia Scale
Lamia Scale (ラミアスケイル, Ramia Sukeiru) est une des quatre meilleures guildes de Fiore. En l'an x791, elle est devenue la deuxième meilleure guilde de Fiore. Elle participe au grand tournoi de la magie.

#### Ohba Baba
Ohba Baba (オーバ・ババサーマ, Ōba Babasāma) (VO : Ako Mayama) est le maître de guilde. C'est une vieille femme qui semble avoir une forte personnalité, et qui veut que sa guilde remporte le grand tournoi de la magie, en ayant marre qu'elle ne finisse que seconde chaque année. Elle aime littéralement faire tourner les gens avec sa magie, jusqu'à ce qu'ils perdent de leurs moyens et tombent littéralement dans les vapes. Un personnage lui ressemblant trait pour trait apparaît dans les pages titres de certains chapitres du manga Rave, le premier manga de Mashima.

#### Leon Bastia
Nom : Bastia
Prénom : Léon
Date de naissance : 26 juillet
Signe astrologique : Lion 
Genre : Homme
Leon Bastia (リオン・バスティア, Rion Basutia, 19 ans puis 26 ans),, ou Lyon Vastia dans la version originale du manga, surnommé Empereur Zero sur l'île de Galuna, (VO : Sayaka Narita (jeune) / Yūki Kaji (adulte), VF : Rémi Caillebot), est l'ancien condisciple de Grey et disciple de Oul. D'une nature peu souriante, il déteste Grey qu'il considère comme responsable de la mort d'Oul. Lorsqu'il veut libérer Deliora, il affronte Grey dans un terrible combat. Grièvement blessé, Grey garde une cicatrice sur le front. Leon garde une rancune contre Grey après sa défaite face à celui-ci et rêve de prendre sa revanche. Après sa défaite, il rentre dans la guilde Lamia Scale où il est déjà considéré comme un grand mage. Son style de magie de glace est différent de celui de Grey car Leon l'utilise pour créer des animaux qui peuvent bouger alors que Grey l'utilise plutôt pour créer des armes. De plus, il n'utilise qu'une seule main, ce qui explique sa défaite face à Grey. Lors de l'alliance des guildes, il utilise ses deux mains pour sa magie. Sept ans plus tard, il aide Grey et Jubia dans la recherche d'une des pièces de l'horloge où il a le coup de foudre pour Jubia. Au premier jour du grand tournoi de la magie, il participe à l'épreuve de cache-cache et fait gagner les 6 premiers points de l'équipe Lamia Scale. Durant le quatrième jour, il affronte aux côtés de Yûka, Miliana et Kagura de Mermaid Heel et termine le combat en match nul, une fraction de seconde avant que Kagura le batte. Pendant le tournoi, il tente de se faire remarquer de Jubia, mais celle ci ne regarde que Grey, ce qui ravive les tensions entre les deux mages de glace. Au grand bal, il admet sa défaite, pour la joie de ses coéquipiers exaspérés.

#### Cherry Brendy
Cherry Brendy (シェリー・ブレンディ, Sherī Burendi, 17 ans puis 24 ans),, (VO : Yuka Iguchi, VF : Sarah Marot), est une jeune femme qui a rejoint la guilde Lamia Scale. Elle était une complice de Leon lors de l'arc de l'île de Galuna et était amoureuse de lui (bien qu'elle ne lui avoue pas). Elle participe avec les autres guildes à la bataille face à Oracion Seis. Marionnettiste, elle peut contrôler tout ce qui se trouve autour d'elle comme les arbres, les roches, les esprits stellaires mais elle ne peut contrôler les êtres humains. Elle tombe amoureuse de Ren Akatsuki, de Blue Pegasus lors de la mission contre Oracion Seis. Cherrya est sa cousine. Elle prépare son mariage avec Ren, l'année suivant la dissolution de Fairy Tail.

#### Cherrya Brendy
Cherrya Brendy (シェリア・ブレンディ, Sheria Burendi), (VO : Yuka Iguchi, VF : Julie Deliquet), est la cousine de Cherry. Elle est plus jeune, mais plus puissante que sa cousine. Elle semble attirée par Léon. Elle utilise la magie céleste des chasseurs de dieux. Elle possède aussi la faculté de résorber ses plaies et ses blessures, mais elle ne peut cependant pas soigner sa fatigue, contrairement à Wendy. Elle participe au grand tournoi de la magie. Elle affronte Wendy durant le troisième jour et le combat se termine en match nul. Après le combat, Wendy et elle se lient d'amitié. Le quatrième jour, elle participe à l'épreuve « Bataille navale ».

#### Jera Nekis
Jera Nekis (ジュラ・ネェキス, Jura Nekisu, 27 ans puis 34 ans),, également typographié Jura Nekis, (VO : Yutaka Aoyama, VF : Éric Peter), est à la fois l'as de la guilde Lamia Scale mais aussi l'un des 10 grands mages sacrés. En 791, il est le 5e mage le plus puissant du continent, mais il ne s'en vante pas et reste plutôt modeste. Utilisateur de la magie tectonique, il est capable de modeler le sable pour lui donner la solidité de l'acier. Aimant beaucoup sa guilde, il s'entend très bien avec Leon et Cherry. C'est d'ailleurs en compagnie de ces deux membres qu'il représente Lamia Scale lors de l'alliance de la Lumière avec les autres guildes. Au premier jour du grand tournoi de la magie, il remporte son match contre Mistgun et fait remporter 10 points supplémentaire à son équipe, qui voit son total de points monté à 16 à la fin du premier jour. Au cours de ce combat il reconnaît son adversaire comme étant Gérard mais ne révèle pas aux autres la supercherie. Il fait remporter 6 points à son équipe lors de l'épreuve « Pandémonium » au troisième jour des jeux. Il bat Jäger et Ichiya le dernier jour du grand tournoi de la magie, ainsi qu’Olga de Saber Tooth. Il est finalement battu par Luxus, qui le qualifie de "monstre", après un rude combat.

#### Toby Ololta
Toby Ololta (トビー, Tobī), (VO : Daisuke Kishio, VF : Tony Marot), est un ex-membre de la guilde. Ses parents ont été tués par Deliora, tout comme Grey, Yûka et Cherry. Il utilise des griffes paralysantes et est battu par Natsu sur l'île de Galuna. En réalité, Natsu prenant Toby pour un crétin, lui dit qu'il a quelque chose sur le front. Toby se touche le front et tombe, paralysé. Par la suite, il s'excuse auprès de Leon. C'est lui ensuite qui active le rituel du « Moon Drip » mais est vaincu facilement par Erza à qui il raconte son histoire. Sept ans plus tard, il est de retour à Lamia Scale. Au deuxième jour du grand tournoi de la magie, il affronte Kurohebi de Raven Tail mais perd le combat. Lors de la dernière épreuve, il écrase Nobarly avec l'aide de Yûka. Par la suite, il est vaincu en un coup, avec Yûka, par la redoutable Kagura.

#### Yûka Suzuki
Yûka Suzuki (ユウカ・スズキ, Yūka Suzuki), (VO : Masaki Kawanabe, VF : Bruno Méyère), est un membre de la guilde. Ses parents ont été tués par Deliora, tout comme Grey, Toby et Cherry. Il utilise la magie de l'énergie et il provoque des ondes magiques qui repoussent la magie. Il est battu par Natsu sur l'île de Galuna. Sept ans plus tard, il est de retour à Lamia Scale. Au deuxième jour du grand tournoi de la magie, il participe à l'épreuve « Chariot » et arrive 4e. Durant le quatrième jour, il affronte aux côtés de Leon, Miliana et Kagura de Mermaid Heel mais le combat se termine en match nul à cause du temps écoulé. Par la suite, il bat Nobarly avec Toby lors de l'épreuve finale mais est vaincu, avec Toby, en un coup par Kagura.

### Cait Shelter
Cait Shelter (ケット・シェルター, Ketto Sherutā),, également typographié Caitshelter dans l’anime, est la guilde à laquelle appartenait Wendy et Carla avant qu’elles ne rejoignent Fairy Tail. La guilde ainsi que tous ses membres sont des illusions qui ont été créés par Lawbawl lorsque Mistgun lui apporta Wendy. Lawbawl décide de les créer à cause de la promesse que Mistgun a faite à Wendy lui disant qu’il l’emmènerait dans une guilde.

#### Lawbawl
Lawbawl (ローバウル, Rōbauru, + de 400 ans), (VO : Kazuya Tatekabe, VF : Benoît Allemane), est le maître de la guilde Cait Shelter. C’est un Nirveat qui a créé il y a 400 ans la magie Nirvana. Devenus incontrôlables, les Nirveats se sont tous entre-tués. Lawbawl en est le dernier survivant. Pour payer son crime, il décida alors de surveiller cette magie en attendant qu’elle soit détruite ce qui sera le cas 400 ans plus tard grâce à l’alliance entre Fairy Tail, Blue Pegasus, Lamia Scale et Cait Shelter. Une fois détruite, Lawbawl se révèle être un simple esprit ayant perdu son corps il y a longtemps et qui peut désormais monter aux cieux. Il a tendance à parler la bouche pleine en oubliant d’avaler.

### Twilight Ogre
Twilight Ogre (トワイライトオウガ, Towairaito Ouga) est une des causes pour laquelle Fairy Tail est tombé jusqu'au rang le plus bas.

#### Banaboster
Banaboster (バナボスタ, Banabosuta) est le maître de la guilde et le créancier de Fairy Tail. Ses hommes ont souvent menacés les membres restants de Fairy Tail où les ont brutalisés, et il n'a éprouvé que du mépris pour la guilde qui représentait autrefois Magnolia. Son mépris s'achève sept ans après la destruction de l'île de Tenro, lorsque Makarof, accompagné par Erza et Mirajane, vient rembourser les dettes de sa guilde en intimidant les membres de Twilight Ogre et en saccageant leur bâtiment. Après les grands jeux de la magie, quand les membres de Fairy Tail reviennent triomphant, il est le premier a les accueillir avec le reste de la population de Magnolia.

### Quattro Cerberos
Quattro Cerberos (四つ 首 の 番犬, Kuwatoro Keruberosu), ou Quattro Kerreros, est l'une des guildes de Fiore, créée par Golmine. Elle participe au grand tournoi de la magie. Depuis la victoire d'Elfman contre Bacchus et jusqu'à la fin des jeux, elle est renommée Quattro Puppies. C'est une guilde entièrement masculine.

#### Golmine
Golmine (ゴールドマイン, Gōrudomain), (Yoshimitsu Shimoyama, VF : Éric Peter) ou Goldmine dans la version originale de l'anime, est le maître de la guilde Quattro Cerberos. C'est un vieil ami de Makarof et Bob. Comme Bob, il faisait autrefois partie de Fairy Tail et faisait équipe avec Makarof, avant de quitter la guilde pour fonder Quatro Cerberus.

#### Bacchus
Bacchus (バッカス, Bakkasu), (VO : Kenjirô Tsuda), est un mage de rang S et le plus puissant membre de la guilde. Il est un mage réserviste de l'équipe de Quattro Cerberos. Il boit beaucoup réussissant à battre Kanna au jeu de celui qui boit le plus. Il concentre de l'énergie magique dans ses mains et le mélange avec un art martial appelé la « paume fendeuse ». Au deuxième jour du grand tournoi de la magie, il finit 1er de l'épreuve « Chariot » mais il perd son combat contre Elfman, à la grande stupéfaction de tous.

#### Jäger
Jäger (イエーガー, Iēgā), (VO : Eiji Sekiguchi), fait partie des cinq membres qui ont participé au grand tournoi de la magie. Il utilise une magie permettant de faire pousser des plantes épineuses. Il finit 6e de l'épreuve de cache-cache du premier jour des jeux.

#### Nobarly
Nobarly (), participe au grand tournoi de la magie. Le 3e jours, durant l'épreuve « Pandemonium », il termine 6e.

#### Rocker
Rocker (), (VF : Benjamin Pascal) participe au grand tournoi de la magie. Durant le quatrième jour, il participe à l'épreuve « Bataille navale » et finit dernier. Puis il affronte Ichiya et Nichiya de Blue Pegasus aux côtés de Bacchus mais ils perdent le combat.

#### Semus
Semus (), participe au grand tournoi de la magie et durant le troisième jour, il perd son combat contre Miliana de Mermaid Heel.

#### Warcry
Warcry (ウォークライ, Wōkurai), (Yoshimitsu Shimoyama), fait partie des cinq membres qui ont participé au grand tournoi de la magie. Il utilise comme magie des larmes magiques. Il affronte Orga lors du premier jour du tournoi mais est battu facilement au bout de quelques minutes seulement.

### Saber Tooth
Saber Tooth (セイバートゥース, Seibaa Tuusu) est la 2e guilde la plus puissante du royaume de Fiore. Après l’accident de l’île Tenrô, le maître de Saber Tooth a engagé cinq mages étranges mais puissants qui forment le top 5 de la guilde et qui ont fait la renommée de celle-ci. Elle participe au grand tournoi de la magie, qu'elle a déjà remporté de nombreuses fois.

#### Yukino Agria
Yukino Agria (ユキノ・アグリア, Yukino Aguria), est une mage de Saber Tooth et est la sœur d'Angel. Elle combat Kagura de Mermaid Heel, la plus forte de cette guilde. Elle met en jeu sa vie contre cette dernière, mais malheureusement, trop sûre d'elle, elle perd et sa vie est entre les mains de Kagura, qui a pitié d'elle. Après cela, elle est bannie par le chef de sa guilde, furieux, et humiliée. Tout comme Lucy de Fairy Tail, c'est une mage constellationniste. Elle possède les clefs de Pisces, Libra et Ophiuchus ainsi que d'autres clefs (Deneb de la constellation du cygne. Après son bannissement, elle devient un agent d'Arcadios. Elle est ensuite arrêtée avec Lucy pour avoir voulu ouvrir la porte Eclipse, et est emprisonnée au château, mais elle est libérée en même temps que Lucy par Natsu, Wendy, Mirajane et les Exceeds. Dans le palais des enfers, elle affronte, avec Lucy, Uosuke, un membre de l'ordre des Loups Affamés et réussissent à le vaincre. À la fin des jeux, durant la fête au château, toutes les guildes se battent pour que Yukino les rejoigne. Elle finit par être réintégrée à Saber Tooth grâce à Sting, devenu le nouveau maître de la guilde.
Durant l'arc Arbaless, elle aide Lucy à affaiblir Acnologia avec Fairy Sphere, en compagnie des autres mages du royaume de Fiore. Plus tard, dans Fairy Tail: 100 Years Quest, sa soeur aînée Sorano intègre Saber Tooth.

#### Rogue Cheney et Sting Youclif (dragons jumeaux)
Nom : Cheney, Youclif
Prénom : Rogue, Sting
Date de naissance : 30 octobre
Signe : Scorpion
Genre : masculin
Rogue Cheney (ローグ・チェーニ, Roogu Cheeni, 400 ans), (VO : Kenichi Suzumura, VF : Jérémy Zylberberg), également typographié Rog Chenny, est l'un des mages de la guilde. Il est nommé Laios par Gajil.
Il utilise la magie de l'ombre des chasseurs de dragons apprise auprès du dragon Skiadram. Il fait équipe avec Sting Youclif, un autre chasseur de dragon. Son équipier et lui-même sont des chasseurs de dragons de troisième génération (ils ont appris leurs magies auprès d'un dragon et ont également un lacrima implanté dans leur corps). Avec Sting, ils auraient tué les dragons qui leur avaient appris la magie pour devenir de véritables chasseurs de dragons. Son Exceed est Frosh, un chat déguisé en grenouille. Il possède un double maléfique, Shadow, qui contrôle la totalité des pouvoirs. Lors d'un combat en équipe durant le tournoi, Sting et lui perdent face à Natsu et Gajil. Il est, plus tard, combattu par Gajil le dernier jour du tournoi, après que celui-ci ait absorbé ses ombres.
Après les Jeux Inter-Magiques, la porte Éclipse est ouverte par le lui futur et des dragons apparaissent dans le monde d'Earthland. Toutes les guildes, qui ont participé aux Jeux Inter-Magiques, s'unissent pour les combattre. Après que la porte Éclipse aie été détruite, le Rogue du futur, avant de retourner dans son époque, révèle à Natsu que Frosh allait être tué par Grey un an plus tard (ce qui, grâce à la fermeture d'Éclipse, n'arrivera pas). Après leur rencontre avec Natsu, Sting et lui réalisent l'importance de la camaraderie, de la solidarité et des liens qui unissent les membres d'une guilde. Après les Jeux Inter-Magiques, Sting devient le nouveau maître de la guilde, qui veut faire de Saber Tooth une guilde semblable à celle de Fairy Tail.

#### Frosh
Frosh (フロッシュ, Furosshu), (VO : Satomi Korogi, VF : Caroline Combes), est une Exceed qui accompagne Rogue dans la guilde. Elle est constamment habillée en grenouille. Elle se surnomme Fro, est un peu niaise et passe son temps à questionner Lecter d'interrogations évidentes. Elle parle à la troisième personne du singulier.

#### Gemma
Gemma (ジエンマ, Jienma) était le maître de la guilde de Saber Tooth, mais aussi le père de Minerva. Il est extrêmement musclé, porte une sorte de couronne sur sa tête, ainsi que de très grandes perles autour de son cou. Sur son front, se situe la marque de sa guilde. Il a une moustache blanche et énormément de barbe. Cruel, il est absolument convaincu que sa guilde est la plus forte et tient plus que jamais à ce que cela ne change pas. Il utilise une magie dévastatrice assez singulière et pouvant créer des déflagrations. Après la défaite de Sting et Rogue face à Natsu et Gajil, il élimine Lecter (qui n'est pas vraiment mort, ce dernier étant sauvé de justesse par la magie de Minerva). Pour le venger, Sting se débarrasse de lui, fou de colère. Il refait ensuite sa réapparition en tant que membre de Tartaros pour défendre Mard Geer d'une attaque de Grey. Selon Mard Geer, grâce à ses nouveaux pouvoirs de démon, il serait devenu plus fort que les neuf portes démoniaques. Il affronte ses anciens élèves, Sting et Rogue et perd face à eux.

#### Lecter
Lecter (レクター, Rekutā), (VO : Akiko Yajima, VF : Jessie Lambotte), est un Exceed qui accompagne Sting dans la guilde. Il est arrogant et prétentieux et imagine toujours que c'est sa guilde qui va gagner lors d'une épreuve ou d'un combat. Malgré cela, il a une confiance aveugle envers Sting et peut se révéler très gentil. Il a été téléporté quelque part par Minerva lorsque Gemma a essayé de le tuer alors qu'il tentait de défendre Sting. Minerva menace d'ailleurs Sting de ne jamais le faire réapparaître pour le motiver à poursuivre le tournoi. Finalement, alors que Sting le croyait perdu à la suite de son abandon du tournoi le dernier jour, il réapparaît : il s'était accroché aux vêtements de Milliana, une membre de Mermaid Heel que Minerva avait également séquestré dans un autre espace, et c'est en s'accrochant à son dos que Lecter s'en est sorti.

#### Rufus Roy
Rufus Roy (ルーファス ロア, Rūfasu Roa), (VO : Tsubasa Yonaga, VF : Jean-Pierre Leblan), également typographié Rufus Lore dans la version originale de l'anime, est l'un des mages les plus puissants de la guilde. Il utilise une magie qui matérialise ses souvenirs, appelé modelage mémoriel. Il fait partie des cinq membres qui participent au grand tournoi de la magie. Au premier jour, il finit premier de l'épreuve de cache-cache en réussissant à frapper tous les participants en une seule attaque. Durant le troisième jour, il affronte Eave de Blue Pegasus et remporte le combat grâce à sa magie de modelage. Il se fait battre par Grey pendant la dernière épreuve du tournoi magique.

#### Orga Nanagia
Orga Nanagia (オルガ・ナナギア, Oruga Nanagia), (VO : Masafumi Kimura, VF : Jochen Hägele), est l'un des mages les plus puissants de la guilde. Il utilise la magie de la foudre noire des chasseurs de dieux. Il fait partie des cinq membres qui participent au grand tournoi de la magie. Au premier jour, il remporte facilement son combat contre Warcry en le frappant de son éclair noir. Il termine 4e de l'épreuve Pandémonium lors du 3e jour. Il se fait battre par Jura lors de la dernière épreuve en seulement un coup de poing. Il n'aura finalement pas pu terminer son affrontement avec Luxus à cause de cette intervention. Sa défaite éclair, alors qu'il était pourtant invaincu, sert à souligner l'immense force de Jura.

#### Minerva Orlando
Minerva (ミネルバ, Mineruba) (VO : Kikuko Inoue, VF : Virginie Ledieu) est une des mages les plus forts de la guilde Saber Tooth. Elle est aussi la fille de Gemma. Elle semble assez sûre d'elle et légèrement sadique. Elle utilise une magie nommée « Territoire », une magie spatiale lui permettant de modifier les propriétés de son environnement alentour. Ainsi, elle peut se téléporter où elle veut et utiliser de très puissantes attaques, comme la magie des 18 dieux de la guerre de Yakuma. Elle se fait cependant battre par Erza lors de la dernière épreuve des Jeux Inter-Magiques, quand cette dernière utilise son armure du Dieu des Destinées.
Après la fin des jeux, elle quitte Saber Tooth, intègre la guilde clandestine Succubus Eye, affronte Erza une seconde fois au village du Soleil, mais leur duel est interrompu par le réveil des géants, la contraignant à s'enfuir. Elle rejoint peu après Tartaros en étant transformée en démon. Elle possède des cornes noires, un look de pirate et se fait appeler Neo-Minerva. Elle affronte à nouveau Erza et se fait battre. Durant le combat, on en apprend plus sur son passé : depuis toute petite, son père la maltraitait, l'insultait, l'obligeant à combattre ses faiblesses pour devenir forte, car Minerva était une jeune fille douce et sensible, ce qui éveilla sa nature démoniaque. Après sa défaite face à Erza, elle révèle enfin son côté bienveillant et se range du côté de la reine des fées, ainsi que de ses compagnons. Elle aide Erza à désactiver Face en achevant Kyôka, mais hélas, le plan a été lancé. Cependant, les mages de Fairy Tail réussissent à déjouer les plans de Mard Geer. Après la victoire sur Tartaros, elle est réintégrée à la guilde Saber Tooth par Sting et Rogue, et accueillie à bras ouverts par les autres membres de la guilde. Un an plus tard, elle croise Lucy et s'excuse auprès d'elle pour son comportement lors des Jeux Inter-Magiques. Elle s'excuse aussi auprès de Kagura, lors de l'arc Arbaless, pour son comportement durant les Grands Jeux Inter-magiques. Elle combat aux côtés de Kagura et Yukino, puis aide Lucy à affaiblir Acnologia avec la Fairy Sphere, en compagnie des autres mages du royaume de Fiore.
En plus d'être douée au combat, Minerva est également une excellente cuisinière.

#### Sting Youclif
Nom : Youclif
Prenom : Sting
Date de naissance : 5 octobre
Signe astrologique : Balance
Genre : Masculin
Sting Youclif (スティング・ユークリフ, Sutingu Yuukurifu, 400 ans), (VO : Takahiro Sakurai, VF : Bruno Méyère), est l'un des mages de la guilde Saber Tooth. Il utilise la magie de la lumière des chasseurs de dragons apprise auprès du dragon Baislogia. Il fait équipe avec Rogue Cheney, un autre chasseur de dragons. Son équipier et lui-même sont des chasseurs de dragons de troisième génération (ils ont appris leurs magies auprès d'un dragon et ont également un lacrima implanté dans leurs corps). Avec Rog, ils auraient tué le dragon qui leur avait appris la magie pour devenir de véritables chasseurs de dragons. Son Exceed est Lecter, un chat prétentieux qui ne doute pas de la gloire de Saber Tooth. Au deuxième jour, il finit dernier de l'épreuve « Chariot », son mal des transports l'empêchant d'avancer. Au quatrième jour, Rogue et lui perdent face à la paire Natsu et Gajil lors de la partie Combat. Le dernier jour, il déclare à Erza que s'il avait abandonné, c'est qu'il savait que Lecter était mort. Cependant, il retrouve ce dernier sous les yeux de l'équipe de Fairy Tail. Il avoue, lorsque le moment de combattre les dragons du futur approche, que c'est Baislogia qui lui a demandé de le tuer. Après le tournoi inter-magiques, il change d'attitude. Il devient le nouveau maître de Saber Tooth et change la physionomie de la guilde en réintégrant Yukino, puis en ramenant Minerva.

### Mermaid Heel
Mermaid Heel (マーメイドヒール, Māmeido Hīru) est une guilde composée uniquement de femmes. Elle participe au grand tournoi de la magie.

#### Risley Law
Risley Law (リズリー・ロー, Rizurī Rō) (VF : Jessie Lambotte) utilise la transformation de la gravité qui lui permet ainsi de courir sur les murs autant verticaux qu'horizontaux et de contrôler son poids. Elle finit 3e lors de l'épreuve « Chariot » au deuxième jour des jeux et participe également à l'épreuve « Bataille navale » durant le quatrième jour.

#### Kagura Mikazuchi
Kagura Mikazuchi (カグラ・ミカヅチ, Kagura Mikazuchi), (VO : Saori Hayami), est la plus puissante mage de Mermaid Heel. C'est une jolie jeune femme de 23 ans aux longs cheveux noirs, elle porte une veste blanche, une chemise blanche, une cravate rouge, un pantalon noir et des bottes blanches. Elle vient du village Rosemary, tout comme Erza et avait un frère, Simon. Elle est assez discrète et très sûre d'elle. Elle utilise une épée nommée « Archenemy » pour se battre, mais elle ne l'enlève pas de son fourreau. D'après Miliana, si elle sortait la lame de son fourreau, il y aurait un cataclysme. Elle a appris à Risley le contrôle de la gravité, ce qui lui sert contre Libra, un esprit de Yukino. D'ailleurs, elle bat Ophiuchus en un coup, alors que cet esprit est le plus fort des esprits stellaires, surpassant les 12 esprits du Zodiaque. Elle veut tuer Jellal, car celui-ci a tué son frère Simon. Lors du deuxième jour du grand tournoi de la magie, elle affronte et bat Yukino de Saber Tooth. Durant le quatrième jour, elle affronte aux côtés de Miliana, Leon Bastia et Yûka de Lamia Scale. Elle termine le combat en match nul à cause du temps écoulé tout en étant supérieure à Leon et Yûka. Elle est battue par Erza lors d'un combat titanesque, le dernier jour du tournoi de la magie, bien qu'elle a dégainé son épée. Elle reconnaît alors celle qui l'a sauvée et abandonne le combat avant d'être poignardée par Minerva. Lors du grand bal, elle est ivre et s'oppose à Sting, car elle veut que Yukino rentre à Mermaid Heel. Petite, elle a été sauvée par Erza lors de l'attaque de son village par une secte noire cherchant des enfants pour travailler à la Tour du Paradis. Erza l'a cachée dans une poubelle, lui évitant une capture assurée. Erza quant à elle fut capturée et passa son enfance comme une esclave. Lorsqu'Erza lui demande, après la fin des combats contre les dragons et lors du bal de clôture du tournoi, d'être son amie, elle refuse en disant qu'elle préfère considérer Erza comme sa grande sœur.

#### Miliana
Miliana (ミリアーナ, Miriāna), également typographié Millianna, (VO : Yukiyo Fujii, VF : Jessica Barrier) est une amie d'enfance d’Erza lorsqu'elles étaient dans la tour du Paradis. Elle adore les chats et Happy. Après s'être sauvée de Gerald et de la tour du Paradis, elle renonce à rejoindre Fairy Tail pour un tour du monde. Après les sept années d'absence de Fairy Tail, elle rejoint Mermaid Heel. Elle a rejoint cette guilde pour pouvoir se venger de Jellal, en suivant Kagura. Au troisième jour du grand tournoi de la magie, elle participe à l'épreuve « Pandémonium » et fait remporter à son équipe 3 points, auxquels se rajouteront les 10 points remportés lors de son combat contre Semus de l'équipe Quattro Toutous. Durant le quatrième jour, elle affronte aux côtés de Kagura, Leon Bastia et Yûka de Lamia Scale. Elle affronte, au début du combat, ses deux adversaires seule, mais Leon la bat avec sa magie de glace. Le cinquième jour, elle est faite prisonnière par Minerva qui la torture, puis la ramène avec Lector qui s'était accroché à ses vêtements.

#### Beth Vanderhood
Beth Vanderhood (ベス・バンダーウッド, Besu Bandāuddo) utilise une magie capable de transformer des aliments en armes (comme des pluies de carottes), et est capable de se cacher sous terre. Elle participe au premier jour des jeux, à l'épreuve de cache-cache et termine 5e.

#### Alanya Web
Alanya Web (アラーニャ・ウェブ, Araanya Webu) projette et contrôle des toiles d'araignées. Elle est battue par Ren lors du premier jour des jeux.

### Raven Tail
Raven Tail (レイヴンテイル, Reivun Teiru), également typographié Raven's Tail, est une guilde noire indépendante de l'alliance de Baram, qui devient une guilde officielle un an avant de participer au grand tournoi de la magie. Elle est dirigée par le père de Luxus qui l'a fondée après avoir été banni de Fairy Tail où il aurait attenté à la vie d'un de ses camarades. Sept ans après les évènements de l'île Tenrô, la guilde participe au grand tournoi de la magie. La guilde est disqualifiée et interdite de participation pour les trois prochaines années pour tricherie et est dissoute peu après. Le symbole de Raven Tail semble être inspiré de celui de Fairy Tail.

#### Iwan Draer
Nom: Draer
Prénom : Iwan
Date de naissance : 31 juillet
Signe astrologique : Lion
Genre : Homme
Iwan Draer (イワン・ドレアー, Iwan Doreā), doublé par Masaharu Satō en japonais, est le maître de Raven Tail, fils de Makarof et père de Luxus. Il a implanté une lacrima dans le corps de son fils Luxus lorsque celui-ci était petit pour qu’il devienne le chasseur de dragon de la foudre parce qu'il le trouvait faible. Il participe au tournoi sous le nom d'Alexei et affronte Luxus avec l'aide des autres membres de sa guilde, mais se font battre un par un par ce dernier.

#### Frea Corona
Frea Corona (フレア・コロナ, Furea Korona) ou Flare (VF : Isabelle Volpé) affronte Lucy lors du deuxième jour des jeux et gagne en trichant deux fois de suite. La première fois, elle menace de blesser Asuka, la petite fille d'Arzak et de Biska à l'aide de ses cheveux. La seconde fois, c'est grâce à l'intervention d'Ohbra qui a annulé la magie de Lucy, qui s’apprêtait à lancer l'Urano Métria, lui permettant de remporter le combat. Elle possède une magie qui lui permet de manipuler ses cheveux, les agrandir, les rendre brûlant et les durcir. Dans un chapitre hors série, elle s'excuse auprès de Lucy. Une fois la guilde arrêtée et les jeux terminés, elle arbore désormais le symbole de son village d'origine : le village du Soleil, à la place de celui de Raven Tail. Elle aide Lucy et Wendy à battre les trois chasseurs de trésors de la guilde Sylph Labyrinth. C'est une humaine, mais pour une raison non expliquée, elle s'est retrouvée orpheline et a grandi dans le Village du Soleil, un village uniquement peuplée par des géants dont elle est partie pour voir le monde extérieur, car elle se sentait trop différente des autres villageois. C'est à la suite de son départ du village, qu'elle a rencontré Raven Tail et qu'elle l'a intégrée. Après que l'équipe de Natsu ait réussi à libérer son village de la glace magique qui l'emprisonnait, elle décide de rester avec les géants qui la considèrent comme faisant partie de leur famille malgré son départ.

#### Kurohebi
Kurohebi (クロヘビ, Kurohebi), dit le serpent noir, arrive 2e à l'épreuve « Chariot » et bat Toby, lors du deuxième jour des jeux. Il fait remporter à lui seul 18 points à l'équipe Raven Tail. Sa magie Mimic lui permet de copier la magie de n'importe quel mage dans les alentours et de s'en servir.

#### Nalpuding
Nalpuding (ナルプディング, Narupudingu) participe à la première épreuve du grand tournoi de la magie. Au premier jour des jeux, il s'en prend particulièrement à Grey au cours de l'épreuve de cache-cache et essaie contre Rufus mais perd. Il termine second de cette épreuve et fait donc remporter les huit premiers points de son équipe. Sa magie consiste à agrandir ses membres et à avoir des épines dessus.

#### Ohbra
Ohbra (オーブラ, Ōbura) participe au grand tournoi de la magie. Il a la faculté d'annuler la magie d'une personne. Il s'en prend en premier temps a Wendy pendant qu'elle visitait la ville, l’empêchant de participer aux éliminatoires dans le labyrinthe puis il intervient de façon extérieure au combat opposant Frea et Lucy en annulant la magie de celle-ci, permettant à Frea de remporter la victoire. On ne sait rien de sa puissance magique brute car il fait un score de 4 durant l’épreuve « Pandemonium ». Il est tout le temps accompagné d'un animal et se sert de lui pour annihiler la magie des autres. Celui-ci s'échappe pendant l'arrestation de la guilde Raven Tail et est en fait l'animal espion de Zeleph qui rejoint son maître après la fin du grand tournoi de la magie.

## Guildes clandestines

### Avatar
Avatar est un ordre religieux vénérant la magie noire ainsi que le mage maléfique Zeleph. Son but est de conquérir le monde en son nom et de détruire tous ceux qui refusent de se soumettre à lui. Cette secte est composée d'une branche principale ainsi que de plusieurs branches parallèles. Celle que Grey a infiltrée en tant qu'espion compte sept membres. Ils ne sont pas affiliés à l'Alliance Baram (Oracion Seis, Grimoire Heart et Tartaros) dont la chute équivaudrait au commencement de leur ère. Leur quartier général se trouve dans une vieille église abandonnée au milieu d'une forêt, la nature ayant pris le dessus puisque l'église est presque couverte d'arbres. Le but d'Avatar est de sacrifier les vies de tous les fidèles d'Avatar pour les offrir à Zeref, les vies des habitants non croyants ne valant rien selon Arlock. Finalement, la guilde Avatar subit une défaite écrasante face à Natsu, Grey, Lucy, Erza, Wendy et Carla (Happy ne sachant pas combattre) et tous finirent emprisonnés par Gajil Redfox dans les prisons du Conseil.

#### Arlock
Arlock est un moine et le chef du culte noir Avatar, il est vêtu d'une soutane et porte un masque métallique recouvrant l'intégralité de son visage. De la fumée sort de sa bouche lorsqu'il s'énerve. Il déteste être dérangé pendant ses prières. Mary le surnomme « Papy ». Lors de son combat contre Natsu, il est révélé que son visage est brûlé lorsque son masque est brisé. Il utilise diverses magies : une magie d'explosion permettant de tirer des rayons d'énergie, une magie permettant de créer des barrières d'énergie et une magie d'invocation qui lui permet d'invoquer Ikusa-Tsunagi, l'un des dix-huit dieux de la guerre de Yakuma. Finalement, le terrible dieu est facilement vaincu par Natsu, tout comme Arlock qui finit emprisonné par les soldats du Conseil.

#### Abel
Abel est un membre du culte de petite taille, il porte des vêtements à motifs léopard, est maquillé comme un clown et porte un turban plus gros que sa tête. Il joue avec M. Maléfice, la marionnette que Kain Hikaru de Grimoire Heart lui a donné. Il est vaincu rapidement par Natsu au repaire d'Avatar. Leur lien est une référence à la Bible où Abel et Cain sont les fils d'Adam et Ève. Il est vaincu par Gajil.

#### Braiya
Braiya est une membre du culte, une jeune femme à la peau sombre, elle porte peu de vêtements, semble avoir une personnalité très détendue et a l'habitude de donner des surnoms. Elle utilise une magie de clonage et d'ondes de choc. Elle s'apprête à affronter Grey qui se faisait passer pour un membre d'Avatar mais est vaincue par Jubia, jalouse après avoir entendu le clone amoureux parler à Grey.

#### D-6
D-6 est un membre du culte, une personne de grande taille, il porte une armure ornée de crânes et un masque orné d'un œil unique au milieu du front. Il est vaincu par Panther Lily, le chat Exceed de Gajil sous sa forme de panthère bipède. C'est le membre d'Avatar le moins développé par l'auteur puisqu'il n'a pas le temps de montrer ses techniques.

#### Gômon
Gômon est un membre du culte de forte corpulence, il est chauve à des sourcils prononcés au-dessus desquels sont inscrits des idéogrammes, un bouc, et est chauve, il utilise une magie liée aux instruments de torture. Il est vaincu par Natsu qui venait juste de vaincre Abel. Il fut chargé d’interroger Natsu, Lucy et Happy sur là raison de leur venu en soumettant Lucy, ligotée et bâillonnée, à la torture du léchage de pieds, mais Grey le congèle, montrant à Natsu, Lucy et Happy qu'il espionnait Avatar. La fin de Gômon est la plus ridicule d’Avatar.

#### Jerome
Jerome est un membre du culte, il arbore un physique de jeune homme et semble posséder une personnalité très sérieuse. Grey le surnomme "Monsieur Lame des Ténèbres". Son pouvoir réside dans son sabre qui corrode tout ce qu'il touche. Il est facilement vaincu par Erza et alors qu'il est emmené par les soldats du Conseil, remarque que Grey les avait dupés.

#### Mary
Mary est une membre du culte, une jeune femme assez petite et arborant des traits enfantins, traits que l'on retrouve dans sa personnalité qui semble assez tordue du fait qu'elle trouve la soif de revanche de Grey Fullbuster cool. Sa magie consiste à créer un virus dans n'importe quelle partie du corps de son adversaire. Elle est vaincue par Lucy.

### Loups affamés
Les loups affamés (饿狼骑士団, Garo Kishidan) est une unité indépendante au service du royaume de Fiore qui agit dans l'ombre. Ils sont les bourreaux du palais de l'Enfer, et exécutent tous les criminels qui y sont envoyés.

#### Cosmos
Cosmos (コスモス, Kosumosu) (VF : Sarah Marot) excelle dans les techniques servant à prendre la vie des autres. Elle semble apprécier tout ce qui est beau ou mignon, comme elle le montre face à Wendy. Cosmos utilise la magie des plantes qui permet d'invoquer des plantes qu'elle utilise durant les combats. Chaque plante possède des effets et des attaques différentes, et elles apparaissent à l'endroit souhaité par son invocateur. Elle invoque entre autres des spores explosifs et qui provoque un sommeil éternel ainsi que des plantes carnivores qui emprisonnent ses ennemis et des lianes pour immobiliser ceux-ci. Elle se bat contre Wendy dans le palais des Enfers contre qui elle perd. Elle se fait ensuite engloutir par l'ombre du Rog du futur, mais on la revoie lors du bal de clôture du grand tournoi de la magie.

#### Kamika
Kamika (コスモス, Kamika) (VF : Mélanie Anne) utilise la magie des papiers, une magie qui lui permet de manipuler des papiers afin de créer différents effets comme brûler, empoisonner ou entraver ses ennemis. Elle peut aussi modeler son corps avec du papier. Elle se fait battre par Mirajane qui la rend impuissante en absorbant son poison sous son esprit de Satan. Kamika se fera engloutir par l'ombre du Rog du futur peu après, mais on la revoie lors du bal de clôture du grand tournoi de la magie.

#### Uosuke
Uosuke (ウオスケ, Uosuke) utilise la magie d'effets de terrain. Cette magie lui permet de manipuler les phénomènes terrestres dans une zone spécifique. Il se fait engloutir par l'ombre du Rog du futur, mais on le revoie lors du bal de clôture du grand tournoi de la magie.

### Mercenaires du Loup du Sud

#### Vanish Brothers
Les Vanish Brothers (バニッシュブラザーズ, Banisshu Burazāzu),, doublés par Daisuke Endō (jeune) et Jun Konno (aîné) en japonais et Bruno Méyère en français, sont des mercenaires qui ont entraînés leurs corps jour et nuit. Pour le combat, ils utilisent leurs rapidités et leurs forces. Leur technique ultime se nomme « Gommages terre-ciel » : quand on regarde en l'air, ils attaquent en bas et quand on regarde en bas ils attaquent du haut. L'un des deux utilise une poêle géante qui renvoie les flammes et se dit lui-même spécialiste des magiciens du feu.

### Eisen Wald
Eisen Wald (アイゼンヴァルト, Aizenvaruto) est une guilde clandestine sous les ordres de la guilde Oracion Seis. Son siège est un grand bâtiment en briques délabré au milieu d'une forêt d'arbres morts. C'était à l'origine une guilde légale mais qui acceptait (Eligoal surtout) des missions d'assassinat. Ces missions ont été déclarées interdites par le Conseil de la Magie, le maître d'Eisen Wald a été arrêté et mis en prison. La guilde a reçu l'ordre de dissolution mais a désobéi et est devenue une guilde clandestine.

#### Eligoal
Eligoal (エリゴール, Erigōru),, (VF : Kōichi Tōchika, VF : Emmanuel Gradi), est connu pour accepter des missions d'assassinat d'où son surnom de « Shinigami » (死神, Shinigami, litt. « Dieu de la Mort »). Il est le mage le plus fort de la guilde d'Eisen Wald. Il a de longs cheveux argentés, un visage démoniaque, porte une faux, est torse nu avec un large hakama noir. Il maîtrise la magie du vent. Son but est de se venger des maîtres de guilde qui ont supprimé les droits d'Eisen Wald en les tuant grâce à une flûte démoniaque, la Lullaby, qui tue tous ceux qui entendent sa mélodie. Cruel, il tranche les oreilles de son subordonné Kageyama car par sa faute, Natsu a vu la flûte Lullaby. Kageyama dit de lui à Lucy et Grey qu'il est sans cœur et qu'il laisserait volontiers un otage mourir. Avec sa guilde, il réquisitionne le train où se trouve Kageyama et en chasse le personnel et les passagers. Par la suite, il crée une puissante barrière de vent autour de la gare pour éviter que Natsu, Grey, Happy, Lucy et Erza ne le suivent. Il se déplace en volant pour atteindre la réunion des maîtres de guilde mais Natsu le rattrape. Après un combat difficile, Natsu parvient à vaincre Eligoal.
Durant l'arc Oracion Seis (uniquement dans l'anime), il se range à leur côté pour stopper Natsu et Grey mais se fait vaincre facilement par Natsu. Par la suite, il se fait voler ses vêtements par Gerald ressuscité alors que dans le manga, Gerald vole les mêmes vêtements à un simple homme de main.
Sept ans plus tard, toujours dans l'anime, il fait partie des Oracion Seis, la guilde ayant été reformée. Il a le crâne rasé et se fait appeler Grim Reaper. Sa magie n'est plus affiliée qu'au vent mais à la météo, ainsi il peut lancer des éclairs ou encore des trombes d'eau. Sa mémoire a été altérée car il oublie rapidement les événements passés. Wendy réussit à lui rendre la mémoire, et ainsi la nouvelle Oracion Seis perd un de ses membres.

#### Billard
Billard (ビャード, Byādo),, appelé "Beard" dans la version française du manga, (VF : Éric Peter), est un des lieutenants d'Eligoal. Il est de grande taille, à les cheveux noirs et des moustaches d'animal. Il porte une veste de survêtement et un pantalon noir. Sa magie n'est pas dévoilée car il a été battu par Erza en un seul coup. Il doit cependant être assez fort et haut-placé dans la guilde. C'est lui qui donne pour mission à Karakka de tuer Kageyama afin qu'il ne soit pas contrait par Erza d'annuler la barrière de vent d'Eligoal. Il est ensuite emmené en prison avec ses coéquipiers.

#### Kageyama
Kageyama (カゲヤマ, Kageyama),, (VO : Anri Katsu en japonais, VF : Benjamin Pascal), est un des lieutenants d'Eligoal. Il déteste ceux qui ignorent les guildes clandestines. Kageyama est souriant voire moqueur mais peut vite s'énerver s'il perd le contrôle de la situation. Il a défait le sceau qui scellait la flûte. Pour combattre, il utilise son ombre soit comme une porte pour se déplacer, soit en la matérialisant sous la forme de coup de poing par exemple. Il rencontre Natsu dans le train et l'affronte, sauf que l'affrontement est interrompu, car le train s'arrête, ce qui fait sortir une flûte de son sac, appelée Lullaby, vue par Natsu. Par la suite, Eligoal lui tranche les oreilles car c'est par sa faute que Natsu a vu la flûte. Il observe Natsu dans la gare avant de l'affronter pour la deuxième fois. Natsu parvient à vaincre Kageyama. Ce dernier est vite maîtrisé par Erza qui veut l'obliger à annuler la barrière de vent pour poursuivre Eligoal. Cependant, Karakka poignarde son camarade selon les ordres de Billard avant de s'enfuir et d'être mis au tapis par Natsu. Ensuite, Kageyama est soigné et emmené par ses ennemis. Il leur demande pourquoi ils l'emmènent mais Grey lui propose de le tuer, ce qui le refroidit. Lorsqu'Erza, Grey et Lucy rejoignent Natsu qui vient de battre Eligoal, Kageyama s'enfuit avec le carrosse magique et arrive au bâtiment de la réunion des maîtres. Il tente de jouer de la flûte mais il est trouvé par Makarof. Les membres de Fairy Tail, retenus par Bob, le maître de Blue Pegasus et Golmine, le maître de Quattro Cerberus observent la réaction de Kageyama raisonné par Makarof. Le jeune homme craque et admet sa défaite. Il est ensuite emmené en prison avec ses coéquipiers.
Que ce soit par son apparence ou son style de combat, il ressemble beaucoup à Shikamaru Nara du manga Naruto.

#### Karakka
Karakka (カラカ, Karaka), est un des lieutenants d'Eligoal. Il est capable de se déplacer à travers les murs. Karakka est très gros, n'a pas de nez et a de grosses lèvres. Il porte un haut trop court. Il parait très peureux, mais finit tout de même par poignarder Kageyama selon l'ordre de Billard pour éviter que Kageyama ne soit pas obligé par Erza d'annuler la barrière de vent. Après avoir poignardé Kageyama, il tente de s'enfuir mais Natsu le met au tapis, furieux de voir que quelqu'un blesse son propre coéquipier. Karakka est ensuite emmené en prison avec ses coéquipiers, on le voit tenter de s'excuser auprès de Kageyama.

#### Rayure
Rayure (レイユール, Reiyūru),, (VO : Eiji Sekiguchi, VF : Tony Marot), est un des lieutenants d'Eligoal. Il utilise son ombre comme des chaînes. Il combat contre Grey et est vaincu assez facilement dans le studio de diffusion de la gare. Il est ensuite emmené en prison avec ses coéquipiers.

#### Personnages exclusifs à l'anime
Vers la fin de l'épisode 2 de l'anime, des membres d'Eisen Wald font leur apparition en kidnappant Happy pour le manger mais se font tous battre facilement par Natsu et Grey puis certainement tuer par Kageyama qui, avec son ombre, les fait disparaître eux ainsi que l'arbre auquel ils étaient ligotés.
Ces personnages étaient :
- un petit à l'apparence de démon qui utilise la Magie du Sable, vaincu par Natsu.
- un poulet géant vêtue d'une salopette qui ne sait dire que le mot "Viande", vaincu par Grey.
- deux frères jumeaux utilisant des Saï (arme), vaincus par Grey.
- un grand brun qui crée une boule d'énergie… qui donne l'horoscope, vaincu par Grey.

### Assassins des Skulls
La guilde des assassins des Skulls (髑髏会, Dokuro Kai) apparaît lorsque Gerald fait appel à l'unité spéciale des Trinity Raven pour empêcher Erza de l'affronter. C'est une guilde clandestine qui, comme elle ne trouvait pas de quêtes honnêtes, s'est spécialisée dans l'assassinat.

#### Trinity Raven
Les Trinity Raven (トリニティレイヴン, Toriniti Reivun) sont un trio de mages composé de Le hibou, Vidaldus et Ikaruga

##### Ikaruga
Ikaruga (斑鳩, Ikaruga),, (VO : Naomi Shindō), est à la tête de l'unité spéciale Trinity Raven. C'est une guerrière qui manie un sabre qui semble pouvoir trancher n'importe quoi, même à distance. Elle met hors course très facilement Shaw puis affronte Erza, qui s'est libérée de l'enchantement de Shaw (elle était coincée dans une carte magique), dans un combat acharné et réussit à détruire plusieurs armures d'Erza. Cette dernière décide de ne porter que du tissu sur elle et réussit finalement à battre Ikagura. Ikagura meurt des suites de ses blessures mais réapparaît sous la forme d'Historia à l'arc Arbaless lorsque Neinhart la "ramène la vie" mais elle est vaincue rapidement par Erza.

##### Owl
Owl (梟, Fukurō), dit Le hibou, (VO : Rikiya Koyama, VF : Julien Chaletet), est un homme avec une tête de hibou. Il combat Simon et Natsu, réussit à les battre avant de se faire battre lui-même par Grey. Ce combattant utilise la propulsion des deux missiles attachés dans son dos pour augmenter sa vitesse et entraîner ses ennemis dans les airs pour ensuite les projeter au sol. Il possède aussi une technique lui permettant d'avaler un mage pour lui voler ses pouvoirs.

##### Vidaldus Taka
Vidaldus Taka (ヴィダルダス・タカ, Vidarudasu Taka),, doublé par Hikaru Midorikawa en japonais et Benjamin Pascal en français, est un magicien qui affronte Jubia et Lucy qui réussissent à le battre grâce à leur Unisson Raid, avec l'aide d'Aquarius. Il possède des cheveux extrêmement longs qui absorbent les liquides. Il utilise une guitare pour se battre. Son premier accord magique est Rock of Succubus qui fait pénétrer un succube dans un mage pour prendre le contrôle de son corps. Vidaldus est un fan de rock.

### Oracion Seis
Oracion Seis (オラシオンセイス, Orashion Seisu) est considérée comme l'une des trois plus puissantes guildes sombres qui composent l'alliance Baram. Elle est dirigée par Zero qui cherche à détruire le monde grâce au Nirvana, cité antique créée par les Nirveats. Le Nirvana est équipé d'un canon magique en plus de sa capacité à inverser la lumière et les ténèbres. À la suite de leur défaite contre l'alliance de la Lumière, leur guilde est dissoute et tous les membres sont arrêtés par le conseil de la magie.
Dans l'anime, la guilde est reformée pendant les sept années d'absences de Natsu et des autres. Elle est formée des cinq membres initiaux, soit Angel, Cobra, Kurodoa (sous la forme de Jackpot), Midnight (sous le nom de Brain II) et Racer, et de deux nouveaux Grim Reaper et Imitatia. La guilde manipule les membres de Fairy Tail et de la Légion afin de rassembler les pièces de l'horloge de l’éternité.
Le nom de la guilde vient du nom d'une unité d'élite antagoniste apparaissant dans le premier manga de Mashima, Rave

#### Angel
Angel (エンジェル, Enjeru),, de son vrai nom Sorano Agria, (VO : Fuyuka Ōura, VF : Isabelle Volpe), est une mage constellationniste et la sœur de Yukino. Elle a vaincu et tué Karen puis qui a récupéré ses clés. Une fois Angel vaincue, Lucy obtient les trois clés d'or qu'Angel avait en sa possession. Elle connait bien les relations qu'entretiennent les esprits stellaires entre eux. Elle se sert d'ailleurs de ces relations durant les combats contre d'autres constellationistes, comme lors de son combat contre Lucy, lorsqu'elle bat Aquarius rien qu'en faisant apparaître Scorpio, son fameux petit-ami. Mais quand Lucy appelle Loki, elle appelle Aries, l'ancien esprit de Karen avec Loki, qui sont forcés de se battre pour leur maîtresse.
Sept ans plus tard, elle fait partie de la nouvelle Oracion Seis et elle utilise une magie angélique d'invocation. Mais pour utiliser cette magie, elle doit payer de sa vie : plus elle l'utilise, plus elle perd des morceaux de sa vie. Angel rêve de devenir un ange car elle a honte d’être né humaine. Elle est battue par Grey, avec l'aide de Dan. Pour gagner en puissance, Angel a sacrifié son espérance de vie.
Elle est libérée avec ses coéquipiers par Dranbalt en remerciement d'avoir donné des informations sur Tartaros. En réalité, Dranbalt compte sur Gerard et Meldy pour mater les Oracion Seis et les contrôler. Angel n'ayant plus ces clés, elle crée des "Angels", de petits monstres qui volent et explosent. Gerald parvient à vaincre les Oracion Seis et les recrute dans sa guilde Crime Sorcière.
Elle réapparaît dans un sous-marin en tant qu'espion pour Dranbalt, de son vrai nom Mest, accompagné de Natsu, Happy, Wendy, Carla, Grey, Lucy et Erza. Elle leur donne des informations sur la situation du maître Makarof qui se trouve dans l'empire d'Arbaless, empire qui menace le continent d'Ishgar, où se trouve le royaume de Fiore.

#### Brain
Brain (ブレイン, Burein),, ou Zero (ゼロ, Zero), (VO : Tetsu Inada, VF : Emmanuel Gradi), est un ancien mage qui travaillait dans le domaine de la recherche magique pour le Conseil. Il est relié psychiquement aux membres de sa guilde qui, en réalité, servent de clé pour libérer Zero, sa deuxième personnalité. Il est à l'origine de la magie d'auto-destruction ainsi que bien d'autres. Une fois les six clés vaincus, Zero est libéré. Il a un énorme goût pour la destruction et sa magie lui en permet. Il est vaincu une première fois en tant que Brain par Jera, puis une seconde fois en tant que Zero par Natsu, qui est aidé du pouvoir de Jellal (des flammes dorées). Brain est aussi connu pour être le plus fort dans le domaine des invocations.
Il est libéré avec ses coéquipiers par Dranbalt en remerciement d'avoir donné des informations sur Tartaros. En réalité, Dranbalt compte sur Jellal et Meldy pour mater les Oracion Seis et les contrôler. Brain n'a pas été libre longtemps puisqu'il est tué en un éclair par Cobra qui se souvient de ce qu'a dit Brain auparavant : que les membres d'Oracion Seis n'étaient que des pions pour lui. Gerald parvient à vaincre les Oracion Seis et les recrute dans sa guilde Crime Sorceror. Brain, lui, est sans doute mort, le fait que Zero s'est battu avec Gerald n'était qu'une illusion de Midnight.

#### Cobra
Prénom : Cobra
Date de naissance : 19 novembre
Signe astrologique : Scorpion
Genre : Homme
Cobra (コブラ, Kobura),, de son vrai nom Erik, (VO : Atsushi Imaruoka, VF : Bruno Méyère), est un chasseur de dragon de deuxième génération, celui du poison. En plus d'utiliser du poison, il est capable d'entendre les pensées des gens et donc de contrecarrer leurs plans. Il est accompagné de Cuberios, un serpent volant cracheur de venin. Cobra n'hésite pas à manger le venin de son serpent pour récupérer des forces. Il est vaincu par Natsu qui découvre que Cobra possède une ouïe très fine et l'utilise contre lui (Natsu utilise un hurlement du dragon surpuissant).
Sept ans plus tard, il fait partie de la nouvelle Oracion Seis. Sa magie lui permet, en plus de toujours entendre les pensées et les gestes de ses adversaires, d'amplifier ces pensées et ainsi de générer une vibration de l'air assez puissante pour repousser ses ennemis. Il est à la recherche de Cuberios, son serpent volant. Pour gagner en puissance, Cobra a sacrifié sa vue en n'ayant plus qu'un œil qui fonctionne. Alors qu'il menait le combat face à Erza, il est distrait en entendant la voix de Cuberios, se fait battre puis se fait arrêter par Lahar et Dranbalt. Il réapparaît grâce à l'initiative de Gerald, qui demande à Lahar et Dranbalt de le sortir de prison momentanément pour aider les chasseurs de dragons à combattre les sept dragons sortis de la porte Éclipse. Après la disparition des dragons, il se rend de son gré aux gardes pour être bien vu et espérer une négociation pour sa liberté ainsi que celle de ses coéquipiers. Cependant, durant sa liberté, il a acquis des informations sur la guilde noire Tartaros et compte s'en servir pour négocier une possible liberté.
Il est libéré avec ses coéquipiers par Dranbalt en remerciement d'avoir donné des informations sur Tartaros. En réalité, Dranbalt compte sur Gerald et Meldy pour battre les Oracion Seis et les contrôler. Gerald parvient à vaincre les Oracion Seis et les recrute dans sa guilde La sorcière criminelle.

#### Hot-Eye
Hot-Eye (ホットアイ, Hottoai),, de son vrai nom Richard Bucchanan, (VO : Kazuya Ichijō, VF : Julien Chatelet), adore l'argent, il est décrit comme capable de tuer une garnison entière s'il y a une récompense à la clé. Sa magie lui permet d'ameublir la terre, c'est-à-dire de la rendre à l’état liquide. Il est toujours avec un livre ressemblant à une bible entre les mains. Il devient gentil grâce au pouvoir de Nirvana mais se fait quand-même arrêter par les chevaliers runiques du conseil. Après être devenu gentil il ne parle plus d'argent mais d'amour, ce qui reste agaçant pour son interlocuteur. Il dit qu'il cherche son frère qui n'est autre que Wolly.
Il est libéré avec ses coéquipiers par Dranbalt en remerciement d'avoir donné des informations sur Tartaros. En réalité, Dranbalt compte sur Gerard et Meldy pour mater les Oracion Seis et les contrôler. Contrairement à ses compagnons, Hot-Eye ne souhaite plus agir en criminel et décide d'obéir à Gerald de son plein gré. Même s'il n'a pas le même avis, Midnight respecte son choix, étant donnés qu'ils sont enfin libres. Gerald parvient à vaincre les Oracion Seis et les recrute dans sa guilde Crime Sorceror.
Pouvoirs
- Magie de terre
Cette capacité lui permet d'utiliser la terre pour se défendre et attaquer
- Yeux du paradis
Lui permet de voir tout et n'importe quoi à travers des choses
- Clone de terre
Il crée un clone fait de terre
- Emprisonnement par la terre
Il immobilise l'adversaire en le bloquant au sol

#### Imitatia
Imitatia (イミテシア, Imiteshia), dans l'anime, fait partie de la nouvelle Oracion Seis. Elle se dit être la maîtresse de la tromperie et du mimétisme. Elle se fera passer, pendant plus de la moitié de l'arc de La Clé du ciel étoilé, pour Michelle Lobster, la cousine de Lucy. C'est elle qui est venue à la guilde afin de lui apporter un coffre que Jude Heartfilia lui aurait demandé de donner à sa fille. Elle est démasquée quand Gildarts et Lucky découvrent la véritable Michelle Lobster plongée dans le coma. Sous son apparence de combat, elle dispose d'un cache-œil floral entouré par une liane et elle porte une tenue ressemblant a des feuilles, elle utilise des lianes et des vignes pour immobiliser ses ennemis. Elle utilise comme arme une épée avec laquelle elle vise les points vitaux de ses ennemis et un bouclier en forme de fleur doté de pétales tranchantes qu'elle peut utiliser comme un grappin. En découvrant ce qui allait se passer si Lucy fusionnait complètement avec l'horloge de l'éternité, elle tente de la sauver mais Brain II la vainquit en un coup et Imitatia repris sa vraie forme : la poupée de Lucy qui lui fut offerte par ses parents pour son anniversaire, mais qu'elle a délaissée après la mort de sa mère. Michelle était tout le temps sincère avec Lucy, celle-ci la considérait comme sa petite sœur étant petite.

#### Jackpot
Jackpot (ジャックポット, Jakkupotto), dans l'anime, devient sept ans plus tard un membre de la nouvelle Oracion Seis. Il utilise la magie du hasard. Il est en réalité Kurodoa, le septième membre de la nouvelle Oracion Seis, caché sous le costume de Jackpot.

#### Kurodoa
Kurodoa (クロドア, Kurodoa), (VO : Yutaka Aoyama), est le septième membre de la guilde. C'est le bâton de Brain qui est en fait vivant, capable de parler et de bouger un peu mais est détruit par Zero qui a eu un moment de folie.
Sept ans plus tard, il apparaît sous la forme de Jackpot. Il a survécu à l'attaque de Zero et est celui qui libère Midnight et les autres Oracion Seis. Il est vaincu par l'héroïne du livre La Clé du ciel étoilé après qu'il s'est enfui du vaisseau de l'éternité.
Il réapparaît lors de l'OAV 6 Fairy Tail x Rave où il est l'antagoniste principal, utilisant la force d'un Dark Bring avec sa magie du hasard, mais il est vaincu par Natsu et Haru qui s'allient pour le battre.

#### Midnight
Midnight (ミッドナイト, Middonaito),, de son vrai nom Macbeth, puis Brain II, (VO : Kōki Uchiyama, VF : Thomas Sagols), est le plus puissant membre des Oracion Seis après Brain, son père. Il apparaît comme un personnage étrange qui dort sur un tapis volant et qu'il ne faudrait pas réveiller. Midnight a un look ambigu, il ressemble à une fille gothique. Sa puissance se trouve libérée une fois Brain vaincu. Sa magie nommée Déflecteur lui permet de réfléchir les attaques magiques, les objets et la lumière pour créer des illusions. Il a un goût prononcé pour voir la douleur des gens. Il est vaincu par Erza.
Sept ans plus tard, il est le maître de la nouvelle Oracion Seis et se fait appeler Brain II. Il met très facilement hors course Arzak et Biska et détruit les restes du corps de Will Neville, qui repose à la cathédrale Kardia, ainsi il brise l'anti-link. Il se débarrasse facilement de Gajil quand ce dernier voudra se mesurer à lui. Il redonne sa vraie forme à Imitatia mais est vaincu par Natsu. Pour gagner en puissance, Brain II a sacrifié son futur avec son père.
Il est libéré avec ses coéquipiers par Dranbalt en remerciement d'avoir donné des informations sur Tartaros. En réalité, Dranbalt compte sur Gerald et Meldy pour battre les Oracion Seis et les contrôler. Il lance une illusion sur Gerald dans laquelle Zero le tue, mais le mage des Astres se blesse les yeux afin de briser l'illusion. Gerald parvient à vaincre les Oracion Seis et les recrute dans sa guilde "La sorcière criminelle". Midnight lui demande de l'achever, mais Gerald lui demande de l'aider à détruire le mage noir Zeleph.

#### Racer
Racer (レーサー, Rēsā),, (VO : Junji Majima, VF : Benjamin Pascal), de son vrai nom Sawyer, est le membre le plus rapide des Oracion Seis. Il porte une combinaison de pilote de bolide, a une crête jaune, des lunettes noires et un long nez pointu. En réalité, il utilise un sort de distorsion du temps qui permet de modifier la perception du temps à ses adversaires et ainsi faire croire qu'il est rapide dans un certain périmètre. Il utilise aussi des motos magiques pouvant se déplacer seules et il peut invoquer des roues qu'il lancent sur ses adversaires. Il est vaincu par Leon et Grey et est le premier des six à tomber. Petit comme Erza, il a travaillé dans la Tour du Paradis.
Il a sous ses ordres Harpuia, sa guilde personnelle dont les membres sont tous vaincus en un coup par Natsu.
Sept ans plus tard, il fait partie de la nouvelle Oracion Seis. Il n'utilise plus sa magie qui faisait croire à ses adversaires qu'il était rapide car désormais, il est réellement rapide. Il est battu par Mirajane sous sa forme de démon Halphas. Pour gagner en puissance, Racer a sacrifié son cœur.
Il est libéré avec ses coéquipiers par Dranbalt en remerciement d'avoir donné des informations sur Tartaros. En réalité, Dranbalt compte sur Gerard et Meldy pour mater les Oracion Seis et les contrôler. Racer n'aime pas que Gerald l'appelle par son vrai nom, Sawyer. Gerald parvient à vaincre les Oracion Seis et les recrute dans sa guilde Crime Sorceror.

### Naked Mummies
Naked Mummies (ネイキッドマミー, Neikiddo Mamii) est une des trois guildes clandestines sous les ordres des Oracion Seis. Cette guilde est essentiellement composée d'hommes-singes utilisant des pistolets magiques. Elle possède étrangement deux chefs frères qui s'appellent entre eux chef Gatow et chef Zatow ainsi qu'un sous-chef qui se fait sévèrement punir par Gatow. Gatow répète les mêmes choses et semble étrange, Zatow est plus tolérant et est déguisé en Elvis Presley. Zatow est apparu un peu plus tôt dans l'histoire, il s'est moqué de Luxus dans un bar et s'est pris la raclée de sa vie par le mage de Foudre. Par la suite, elle attaque la guilde de marchands Love and Lucky mais Lucy intervient pour sauver son père qui devait la rejoindre. À l'aide de ses esprits Cancer et Sagittarius, Lucy parvient à vaincre les membres de Naked Mummies sans trop de difficultés. Lors de la chasse aux Oracion Seis, Naked Mummies est vaincue facilement par Natsu et Grey, Carla étant époustouflée.

### Red Hood
Red Hood () est une des trois guildes clandestines sous les ordres des Oracion Seis. Tous leurs membres ont une capuche rouge, d'où leur nom, et utilisent tous la picto-magie (magie d'invocation par le dessin). Ils sont capables d'invoquer tout ce qu'ils dessinent. Elle est vaincue par Leon, Cherry et Jera.

### Black Unicorn
Black Unicorn () est une des trois guildes clandestines sous les ordres des Oracion Seis. Tous les membres ont une coiffure ressemblant à la corne d'une licorne et utilisent des épées et autres bâtons. Eave et Ren viennent facilement à bout de cette guilde.

### Grimoire Heart
Grimoire Heart (グリモアハート, Gurimoa Hāto) est considérée comme l'une des trois plus puissantes guildes sombres composant l'alliance de Baram. Elle est dirigée par Hades qui cherche à réveiller le mage noir Zeleph. Après leur défaite sur l’île Tenrô, elle est toujours active.

#### Hades
Hades (ハデス, Hadesu), de son vrai nom Precht Gaebolg (Purehito Gêbogu), (VO : Masashi Hirose, VF : Gérard Surugue), est le maître de la guilde sombre Grimoire Heart. Il a été le second maître de Fairy Tail. Dans l'arc Fairy Tail zero, il est un chasseur de trésor, qui rencontre Mavis sur l'île Tenrô. Hades fait sa première apparition, dissimulé dans l'ombre lors de l’arc Oracion Seis, à bord du dirigeable de Grimoire Heart en compagnie d'Ultia ainsi que de Kawazu et Yomazu, dans l'ombre. Il réapparaît pendant l’arc de l’île Tenrô, où il affronte Makarof qu'il vainc assez facilement. Il est finalement vaincu par Natsu(après avoir absorbé la foudre de Luxus) avec l'aide d'Erza, Grey, Lucy et Wendy. Après sa défaite, il repart de l’île Tenrô mais est tué par Zeleph pour avoir tenté de l'utiliser dans un but maléfique. Son âme est absorbée par Franmalth, un membre de Tartaros. Il réapparaît momentanément quand son âme est libérée de l'emprise de Franmalth à la suite de sa défaite contre Natsu.
À propos du nom
Son nom est une référence à Hadès, le dieu de la mort dans la mythologie grecque.

#### Kawazu
Kawazu (カワズ, Kawazu), (VO : Yuuichi Iguchi), est un des membres de Grimoire Heart ressemblent à un poulet et utilisant la magie des œufs. Il est sous les ordres de Capri, l'un des sept frères d'armes du purgatoire. Il travaille aux côtés de son partenaire Yomazu. Il est battu par Gajil. Il réapparaît plus tard et se fait de nouveau battre par le trio Fried, Bixrow et Elfman.

#### Sept chevaliers du purgatoire
Les sept chevaliers du purgatoire (煉獄の七眷属, Rengoku no nana kenzoku) sont menés par Ultia et chacun des membres maîtrise une magie perdue. À la fin de l'arc Tenrô, Ultia et Meldy quittent la guilde, ainsi que Capri libéré de Zoldy.

##### Azuma
Azuma (アズマ, Azuma), (VO : Hoshiro Shirokuma, VO : Emmanuel Gradi), utilise la magie perdue de l'arche de l'arbre qui lui permet de se cacher dans les arbres, d'absorber de la magie et de créer des explosions en condensant son pouvoir magique dans des fruits. Durant l'attaque de Grimoire Heart, il vainc Mirajane sous sa forme Satan Soul et Lisanna mais est vaincu par Erza. Il finit par mourir, victime des effets secondaires des magies interdites, transformé en arbre.

##### Kain Hikaru
Kain Hikaru (華院＝ヒカル, Kain Hikaru), (VO : Ryou Sugisaki), utilise une poupée vaudou nommé M. Maléfice. Il peut contrôler les mouvements de son adversaire ou augmenter ses capacités. Il est vaincu par Natsu et Lucy. Il réapparaît plus tard et se fait de nouveau battre mais cette fois par un trio féminin composé de Lisanna Strauss, Kanna Alperona et Reby MacGarden.

##### Rustyrose
Rustyrose (ラスティローズ, Rasutirōzu), (VO : Kazuma Horie, VF : Jean-Pierre Leblan), utilise l'arc de la matérialisation (S3 Ép35). Tous ce qu'il imagine est créé automatiquement. Durant l'attaque de Grimoire Heart, il vainc assez facilement Elfman et Ever Green. Il est vaincu par Bixrow et Fried, aidé de Lisanna et de Elfman.

##### Thuncrow
Thuncrow (ザンクロウ, Zankurou), (VO : Tetsu Shiratori), est un garçon qui utilise la magie perdue de chasseur de dieu, semblable à celle du chasseur de dragon. Cruel, il n'hésite pas à tuer ses alliés en cas d'échec ou lorsqu'il les considère comme faibles. Ses pouvoirs, en tous points semblables à ceux de Natsu, se manifestent sous la forme de flammes noires. Il est vaincu par Natsu aidé par le maître Makarof. Il se fait tuer par Zeleph.

###### Zoldio
Zoldio utilise la magie d'Asservissement des humains. Elle permet de diminuer provisoirement la magie et la force physique des humains, on l'appelle aussi "magie des rois"(S3 Ép35). Cette magie ne fonctionne pas sur les esprits (magie des constellations). Après s'être fait confier la clef de Capri de la constellation du capricorne par Layla Heartfilia il se sert de magie pour s'approprier le corps de Capri, il est vaincu par Loki de la constellation du lion.

#### Bluenote Stinger
Bluenote Stinger (ブルーノート・スティンガー, Burūnōto Sutingā), doublé pas Gérard Surugue en français, est le commandant adjoint de Grimoire Heart. Il utilise la magie de la gravitation pour combattre. Il se fiche d'éliminer Fairy Tail ou de retrouver Zeleph, ce qui l'importe est de retrouver la tombe du premier maître de Fairy Tail, Mavis Vermillion, pour avoir la magie Fairy Giltter. Il est battu par Gildarts. Il effectue sa réapparition un an après la bataille contre Tartaros en tant que maître de la guilde de la Nageoire d'Orochi pour attaquer la ville de Margaret, où se situe le quartier général de Lamia Scale. Il affronte Natsu qui parvient a le vaincre facilement, à la stupéfaction des autres membres de sa guilde comme des membres de Lamia Scale assistant au combat.

#### Yomazu
Yomazu (ヨマズ, Yomazu), doublé par Daisuke Kageura en japonais, est un des membres de Grimoire Heart. Il est sous les ordres de Capri, l'un des sept membres du purgatoire. Il travaille aux côtés de son partenaire Kawazu. Il utilise la magie des mots, comme Reby sauf que ces mots sont en japonais (ceux de Reby sont en anglais). Il est battu par Gajil. Il réapparaît plus tard et se fait de nouveau battre par le trio Fried, Bixrow et Elfman.

### Tartaros
Tartaros (タルタロス, Tarutarosu) est l'une des trois grandes guildes noires de l'alliance de Baram composée exclusivement de démons issus du livre de Zeleph.
À propos du nom
Son nom est une référence au Tartare, un lieu de châtiment dans la mythologie grecque.

#### E.N.D
E.N.D est le maître de Tartaros. D'après Cobra, il serait le démon le plus puissant du bestiaire de Zeleph. Ignir n'a pas pu le tuer quatre cents ans auparavant. Pour le libérer, il faut détruire le sceau qui le contient dans le livre E.N.D de Zeleph, mais personne ne sait ce qui arriverait dans ce cas. Bien plus tard, Zeleph confesse à Natsu qu'en réalité, E.N.D a été créé à partir du corps du véritable Natsu qui est en réalité le petit frère de Zeleph.
E.N.D est le diminutif d'Etherias Natsu Dragnir.

#### Ezel
Ezel (エゼル, Ezeru) est un membre de Tartaros et une des neuf portes démoniaques. Il possède quatre bras et quatre tentacules. Il est chargé d'activer Face, la bombe annihilante de magie. Sa malédiction consiste en une épée qui peut tout trancher. Il se fait battre par Wendy, après que celle-ci a activé le pouvoir du dragon, malgré sa transformation démoniaque.

#### Franmars
Franmars (フランマルス, Furanmarusu) est un membre de Tartaros et une des neuf portes démoniaques. C'est une créature ronde et machiavélique, protégée par une armure. Il est capable d'allonger ses bras afin d'absorber la magie de ses adversaires. Sous son armure, son corps est hérissé de pics. Il est également capable s'absorber les âmes et la magie pour les intégrer, comme les esprits stellaires. Il possède d'ailleurs l'âme d'Hades, l'ancien maître de Grimoire Heart. Il est vaincu par Natsu mais survit néanmoins à la destruction du cœur de l'enfer et se réincarne en champignon sur la tête de Happy.

#### Jackal
Jackal (ジャッカル, Jakkaru) est un membre de Tartaros et une des neuf portes démoniaques. Il ressemble, comme Miliana, à un homme-félin. Il utilise une malédiction explosive et toute personne le touchant devient une bombe. Il a pour mission de détruire le siège du conseil de la magie et de tuer tous les membres, y compris les anciens. Il tente de tuer l'ancien membre du conseil Michelo mais se fait interrompre par Natsu qui le bat dans sa forme démoniaque. À chaque suicide, il s'auto-explose. Il est ressuscité par Lamy. Il est mis hors d'état de nuire peu après en subissant de plein fouet le sort Urano Metria de Lucy.

#### Keith
Keith (キース, Kīsu) ou ‘’’Keyes’’’ est un membre de Tartaros et une des neuf portes démoniaques. Il ressemble à un squelette et possède un sceptre. Il possède des pouvoirs de nécromancie, il a en effet ramené à la vie le père de Grey (dans le cadre d'une expérience) ainsi que l'ex-président du conseil pour qu'il puisse activer toutes les Faces. Il est vaincu par Jubia.

#### Kyôka
Kyôka (キョウカ, Kyouka) est un membre de Tartaros et une des neuf portes démoniaques. Elle possède des pattes, des serres et des oreilles de hiboux. Elle a pour mission de rassembler les troupes et les rendre plus fort et d'éliminer tous ceux qui sont faibles. Elle recrute Minerva pour la transformer en démon. Elle utilise une malédiction nommée « Renforcement », qui lui permet d'augmenter son pouvoir à chaque seconde, elle est également capable d'accentuer la sensation de douleur de ses ennemis pour les torturer et d'allonger ses griffes. Elle affrontera Erza, mais s'enfuit, laissant la place à Minerva. Elle fait sa réapparition avec Seila afin d'achever le plan d'activation de toutes les Faces. Peu de temps après, elle reprend son combat contre Erza. Malgré être passé sous sa forme démoniaque, elle se fait battre par Erza, aidée sur la fin par Minerva.

#### Lamy
Lamy (ラミー, Ramī) est un membre de Tartaros appartenant à l'escouade de Kyôka. Elle ressemble à une jeune femme possédant des oreilles de lapins noires. Elle possède deux personnalités : une très frivole et l'autre plutôt sérieuse. Elle semble liée à la résurrection des démons et à la transformation des humains en démon car elle est responsable du remodelage de Tempester, Jackal et Minerva. Sa malédiction consiste à la rendre ultra-glissante. Elle se fera tuer par Jackal qui voulait se réserver le plaisir de torturer Lucy. Mais contrairement aux autres démons de Tartaros, elle n'était pas limitée à un seul exemplaire, une foule de Lamy attaquant ensuite les membres de Fairy Tail présent.

#### Mald Gheer
Mald Gheer (マルド・ギール, Marude Guhirudo) ou Mard Geer dans la version originale de l'anime, est un membre de Tartaros où il est connu sous le nom du roi des enfers. Il a une apparence semblable à celle d'un jeune homme d'une vingtaine d'années, toujours affublé du livre d'END. Il utilise une malédiction nommée « Épines fleurissantes sans fin », lui permettant de transpercer ou d'immobiliser son ennemi en se servant de sortes de lianes parsemées d'épines pointues. Il paraît être le leader des neuf portes démoniaques, Kyôka s'inclinant quand elle se présente à lui. D'une grande confiance envers lui et ses pouvoirs, presque sinistre, il a l'habitude de parler de lui à la troisième personne du singulier. Utilisant la télépathie, il lance le sort Alegria afin de piéger les membres de Fairy Tail à l'intérieur du Plutogrim. À la suite de la destruction de ce dernier, il affronte en duel le roi des esprits mais se fait pétrifier. Plus tard, il confronte Erza et Minerva avant d'affronter en duel Sting et Rog. À la suite de l'apparition d'Acnologia, il s'isole pour l'observer combattre Ignir. Peu de temps après, il entame un duel contre Natsu, Sting et Rog. Après l'intervention de Gemma, pour le protéger d'une attaque de Grey, il entre sous sa forme démoniaque et entame un combat contre Natsu et Grey. Malgré avoir lancé son sort ultime, Memento Mori, il est défait par Grey. Alors que les dragons détruisent Face, et qu'Ignir affronte Acnologia, Zeleph fait son apparition pour récupérer le livre d'END et scelle Mald Gheer dans son livre, qu'il brûle en disant à Natsu et Grey qu'il n'a plus besoin de lui.

#### Seila
Seila (セイラ, Seira) est une membre de Tartaros et une des neuf portes démoniaques. Elle a l'apparence d'une jolie jeune fille aux longs cheveux noirs, mais avec des cornes de démon, elle porte un kimono à motif panthère. Elle peut contrôler les corps humains, même morts, ainsi qu'utiliser des grimoires pour attaquer ses ennemis. Elle manipule Elfman et lui ordonne de détruire la guilde avec une lacrima, mais grâce à Kanna, tous les membres sont sauvés transformés en cartes, ainsi qu’Elfman. À la suite de cet échec, dont elle s'est sentie humiliée, elle devient folle de rage et décide de s'en prendre à Mirajane. Bien qu'étant en position de force après sa transformation démoniaque, elle est vaincue par surprise par Elfman, venu au secours de sa sœur. Elle fait néanmoins sa réapparition avec Kyôka afin d'achever le plan d'activation de Face en contrôlant le corps de l'ex président du conseil, mais se fait mettre hors d'état de nuire par Mirajane qui lui assène un puissant coup de poing. Elle réapparaît lors de la bataille contre l'Empire d'Arbaless, Mirajane se servant de son corps et de son pouvoir via le Satan Soul.

#### Silver Fullbuster
Silver (シルバー, Shirubā) est une des neuf portes démoniaques de Tartaros. C'est le père de Grey. Il a été ramené à la vie par Keith dans le cadre d'une expérience. Il utilise la magie du chasseur de démon de glace. Il a gelé tout le village du Soleil, ainsi que la flamme éternelle par erreur, en pensant que cette dernière était d'origine démoniaque. Pendant son combat contre Grey, il se fait passer pour le démon Deliora ayant pris possession de son corps défunt, avant de se faire battre. Le jeune garçon découvre la supercherie à la fin de leur combat. En effet, Silver est bien mort 17 ans auparavant. Cependant, Keith, le nécromancien, l'utilise comme sujet d'expérience afin de connaitre les limites des corps ressuscités. Silver est un agent double, il joue cavalier seul afin de détruire les démons qui l'ont enlevé à sa famille. Il demande à son fils de l'achever, mais ce dernier ne peut se résoudre à le tuer. Fondant tous deux en larmes, il prend Grey dans ses bras en lui disant être heureux qu'il soit devenu quelqu'un de bien, et que sa femme et lui sont très fiers de ce qui advenu de leur enfant. Avant de disparaître, car Jubia a réussi à battre Keith, il transmet sa magie de chasseur de démon de glace à son fils.

#### Tempester
Tempester (テンペスター, Tenpesutā) est un membre de Tartaros et une des neuf portes démoniaques. Il utilise une magie basé sur les éléments comme le vent, le feu et la foudre. Il avait pour mission de tuer Yajima étant anciennement membre du conseil. Il se fait interrompre par Luxus qui le bat assez facilement. Il est aussi immortel. À chaque suicide, il libère des particules magiques nuisibles contaminant la magie présente dans l'air empoisonnant ainsi les mages. Il sera ressuscité par Lamy. Son apparence a radicalement changé, il ressemble à un jeune homme à la peau bronzé, et il semble qu'il perd la mémoire à chaque nouvelle résurrection. Il est vaincu par Grey. Ce dernier est venu sauver Gajil des griffes de Tempester mais Grey, qui est devenu un chasseur de démons de glace, le bat en une attaque. Dans l'anime, il est vaincu par Luxus, mais il libère des particules magiques nuisibles. Grey arrive et gèle ses particules pour les neutraliser.

#### Traphzer
Traphzer (トラフサー, Torafusā) ou Trafzer, est un membre de Tartaros et une des neuf portes démoniaques. Il ressemble à un lézard, avec des caractéristiques d'amphibien. D'après ses dires, il est surtout reconnu pour son habilité défensive. Sous sa forme démoniaque, il peut invoquer la mer d'Hadès, composé d'une eau de couleur noire et toxique. Il est vaincu par Gajil, après que ce dernier a absorbé une dose de carbone contenu dans les toxines de l'eau noire pour le mélanger au fer de son corps et utiliser de l'acier au lieu de simple fer.

#### Yack Driger
Yack Driger (ヤクドリガ, Yakudoriga) est une créature au service de Kyouka, il est le geôlier et également le bourreau dans les prisons de Tartaros. Il ressemble à un batracien possédant des antennes d'insectes et des tentacules électrifiées. Il est vaincu par Erza.

## Guilde indépendante

### La sorcière criminelle
La sorcière criminelle (クリムソルシエール, Kurimu Sorushiēru) est une guilde indépendante créée, pendant l'absence de l'équipe Tenrô de Fairy Tail, par Gerald, après qu'il a été libéré de prison par Ultia et Meldy. Elle se donne pour mission de mettre hors d'état de nuire toutes les guildes clandestines. Elle est aussi à la recherche de Zeleph, le mage noir.

### Jellal Fernandez
Nom : Fernandez
Prenom : Jellal
Date de naissance : 25 juin
Signe astrologique : Cancer
Genre : Masculin
Jellal Fernandez (ジェラール・フェルナンデス, Jerāru Ferunandesu, 19 ans, puis 26 ans), également typographié Jellal dans la version française de l’anime, doublé par Daisuke Namikawa en japonais et Thierry Bourdon en français, est la véritable identité de Jycrain, ce dernier étant en fait sa projection astrale qui faisait partie du conseil de la magie. Il a été capturé jeune par une guilde sombre vénérant Zeleph pour aider à la construction du Système R. C'est là qu'il a rencontré les personnes qui l'aideront à accomplir son objectif d'utiliser la Tour du Paradis, ainsi qu'Erza Scarlett dont il restera proche (et en tombe amoureux). Ultia lui fait subir un lavage de cerveau, lui faisant croire qu'il entend Zeleph. Il rentre parmi les dix grands mages saints sous la fausse identité de Jycrain et avait pour objectif d'utiliser une arme de la station satellite pour frapper la tour du Paradis, l'Aetherion. Ayant échoué à la reconstruction de la tour, la guilde sombre Oracion Seis va utiliser Wendy pour le ressusciter. Cette guilde compte sur les connaissances de Gerald pour retrouver le Nirvana. Ayant cependant perdu la mémoire, il aide Fairy Tail à battre Oracion Seis puis se fait arrêter par le nouveau conseil de la magie pour ses précédents actes de traîtrise. Pendant la disparition des membres de Fairy Tail sur l'île Tenrô, il retrouve intégralement la mémoire. Un an après, il s'évade grâce à l'aide d'Ultia et de Meldy et forment tous les trois une guilde indépendante appelée Sorcière Criminelle. Il aide Erza, Wendy, Natsu, Lucy, Grey, Reby et Jubia, à développer leurs pouvoirs magiques grâce à Ultia pour compenser le temps perdu par les membres de Fairy Tail dans le monde des esprits stellaires. Alors qu'Erza et lui allaient s'embrasser, la nuit précédant le départ des membres de Fairy Tail pour rejoindre la capitale de Fiore, il lui avoue qu'il a une fiancée, et quand Ultia et Meldy lui demandent pourquoi il a menti a Erza, il leur répond qu'il estime ne pas mériter son amour à cause de ce qu'il lui a fait endurer dans le passé. Mistgun étant son double sur Edolas, il participe au grand tournoi de la magie dans l'équipe B de Fairy Tail en se faisant passer pour lui. Au premier jour des jeux, il perd face à Jera, à cause d'Ultia. Plus tard, il affrontera seul toute la guilde des Oracion Seis qui s'est échappé de prison (à l’exception de Brain, tué par Cobra et de Hot-Eye qui lui s'est tourné vers le bien après avoir été frappé par le Nirvana) et réussira à les battre après avoir contré l'illusion de Midnight en s'attaquant directement à ses propres yeux, puis il proposera à ces derniers de rejoindre sa guilde.
Techniques
Il peut utiliser la magie astrale qui se base sur les corps célestes tels que des trous noirs, des étoiles ou encore des météorites, mais aussi des magies élémentaires et quelques autres.

#### Ultia Milkovich
Ultia Milkovich (ウルティア・ミルコビッチ, Urutia Mirukobicchi), doublée par Miyuki Sawashiro en japonais et Jessica Barrier en français, faisait partie du conseil de la magie avant sa trahison et est la fille du maître de Grey : Oul. Jeune, elle possédait un grand pouvoir magique qui la rendait malade, et sa mère dût la confier à un centre de recherches scientifiques pour la guérir. Faisant croire à Oul que sa fille est morte, les scientifiques gardèrent Ultia pour continuer les recherches. Ignorant ces détails, Ultia pensait que sa mère l'avait abandonnée et s'est mis à la haïr, ainsi que ses deux disciples. Une fois le centre quitté, elle est recrutée par Hadès pour rejoindre Grimoire Heart et devient plus tard le chef des sept frères du purgatoire. Elle rencontre Meldy, une des survivantes de ses attaques, et décide de l'élever comme sa fille. Dans le but de retrouver Zeleph pour ses ambitions personnelles et les ambitions de sa guilde, elle contrôle Jellal en se faisant passer pour Zeleph. Sur l'île Tenrô, elle retrouve Zeleph et rencontre Grey. En affrontant Grey, elle découvre la vérité sur son passé avant d'être vaincue. Elle disparaîtra ensuite de l'île avec Meldy. Sept ans plus tard, avec Meldy, elles aident Gerald à s'évader et tous les trois forment une guilde indépendante appelée Crime Sorciere, qui lutte contre les guildes noires et recherche Zeleph. Elle aide les membres de Fairy Tail grâce à l'arche du temps en libérant leur Seconde Origine, leur permettant d'avoir plus de magie pour participer au tournoi de la magie. Pendant la bataille contre les Dragons, elle sacrifie sa durée de vie pour remonter le temps d'une minute, permettant d’empêcher la mort de Grey et beaucoup d'autres mages. En sacrifiant sa durée de vie, elle devient ainsi une personne âgée.
À propos du nom
Son prénom, qui peut également se traduire par Ultear, est une composition du prénom de sa mère « Ul » (Oul dans la version française) suivi du mot « Tear » qui signifie « Larme » en anglais.
Techniques
Elle utilise la magie perdue « Arche du temps », qui lui permet d'altérer le cours du temps, relatif à un objet (c'est-à-dire le vieillir pour le détruire, ou le rajeunir pour le réparer) et utilise également la magie de glace de la même façon que sa mère.

#### Meldy
Meldy (メルディ, Merudi), doublée par Saori Gotō en japonais et Lucille Boudonnat en français, est le plus jeune chevalier du Purgatoire. Elle utilise des lames magiques et une magie sensorielle qui lui permet de relier ses sentiments avec ceux d'autrui, dont cette magie était autrefois une magie perdue. Jeune, elle survit à une des attaques de Grimoire Heart et est recueillie par Ultia, où elle rejoint les rangs des frères du purgatoire et désirait plus que tout éliminer Grey, pensant que c'est de sa faute si la mère d'Ultia est décédée. Elle se fait battre par Jubia dans un duel acharné et réalisa à quel point, elle avait eu tort. Elle apprend ensuite, par Ultia, la vérité concernant la mort de sa famille et ses amis. Sept ans plus tard, avec Ultia, elles aident Gerald à s'évader et tous les trois forment une guilde indépendante, Crime Sorciere. Après la disparition d'Ultia, elle suivra Jellal lorsqu'il affronte Oracion Seis, sortis de prison par Dranbalt et les feront intégrer leur guilde.

## Empire d'Arbaless
Également typographié Alvarez, Albareth ou encore Albaress, cet empire est situé sur le continent d'Aracitacia, un continent voisin d'Ishgar sur lequel se trouve Fiore. Aracitacia a un jour tenté d'envahir Ishgar mais ils ne réussirent pas, effrayés par la technique Lumen Histoire, de son vrai nom Fairy Heart qui peut rendre n'importe quelle magie, éternelle. Désormais, Fairy Heart est leur cible, ils veulent s'en emparer pour tuer définitivement Acnologia, le dragon noir de l'Apocalypse avant d'envahir Ishgar et de semer le chaos dans le monde, pour venger Zeref de ses années de solitude, rejeté par le monde. L'Empire d'Albaress est constitué de 730 guildes réunies, légales et clandestines. Sa puissance a effrayé Makarof Drear, le maître de Fairy Tail. Après avoir mis Dranbalt dans la confidence, il dissout la guilde pour pouvoir protéger ses subordonnés et part à Albaress pour négocier un pacte de non-agression avec le chef d'Albaress, l'empereur Spriggan. Ce dernier a sous ses ordres les 12 Spriggan, douze mages surpuissants pouvant écraser les 10 Mages Saints dont les 4 Dieux Célestes d'Ishgar. La puissance militaire de l'empire est conséquente car il compte sur une armée professionnelle comptant plus de deux millions de soldats en plus de s'appuyer sur une flotte navale et aérienne puissante.

### L'Empereur Spriggan
Il est le chef d'Arbaless. Il y a été absent pendant un an et est acclamé par tous les habitants pour son retour. Il accepte de recevoir Makarof. Ce dernier remarque que Spriggan n'est autre que le Mage Noir, Zeleph.
Nom : Dragnir
Prénom : Zeleph
Date de naissance : 1er Décembre
Signe astrologique : Sagittaire
Genre : Masculin
Après s'être entretenu avec lui, Makarof comprend que Zeleph n'a jamais eu l'intention de négocier. Le Mage Noir, qui veut envahir et détruire Ishgar, tente de tuer Makarof tout en le remerciant d'avoir pris soin de Natsu (qui s'avère être son petit-frère), mais Mest parvient à téléporter Makarof loin du palais.
Zeleph réunit les 12 Spriggan, mais seuls 7 sont présents à la réunion. Il souhaite mettre la main sur Fairy Heart, la magie éternelle qui se trouve être le corps de Mavis, fondatrice de Fairy Tail et son ex-compagne, puis détruire Ishgar.
Par la suite, Natsu, aidé de Happy pour voler, fonce sur son armée et inflige d'énormes dégâts seul en écrasant de sa puissance de nombreux soldats. Il affronte ensuite Zeleph, avec un pouvoir spécial qu'Ignir lui a légué et qui se manifeste par une puissance accrue, une marque représentant un dragon sur son bras droit et une aura de feu.
C'est ainsi que Natsu parvient à tenir tête à Zeleph, ce dernier va alors lui révéler la vérité : ils sont frères, lui étant l'aîné, Natsu et ses parents ayant été tué par un dragon. C'est en cherchant des ingrédients pour ses expériences afin de ramener son petit frère à la vie que Zeleph rencontre Ignir, le dragon de feu, et établit un plan avec lui après avoir ramené son frère à la vie sous la forme d'un de ses démons, d'où le nom E.N.D (Etherious Natsu Dragnir).
Il dit que Natsu et le démon E.N.D sont la même personne, il le prouve en transperçant le livre de E.N.D, ce qui cause une grande douleur au torse de Natsu.
Il révèle aussi que Natsu, Gajil, Wendy, Sting et Rogue sont en réalité des personnes d'il y a 400 ans, ayant été envoyés dans le futur le jour où ils ont pensé que leurs dragons disparurent, tout cela pour vaincre Acnologia. Ce plan a été établi par Zeleph, Ignir, Grandiné, Metallicana, Baislogia, Skiadram et la mage constellationniste Anna Heartfilia, l'ancêtre de Lucy et de Leyla, il y a 400 ans. Mais Layla Heartfilia, la mère de Lucy, y a participé dans son époque en ouvrant la Porte Eclipse. Cette Porte a servi à envoyer Natsu et les autres dans un futur se déroulant 400 ans plus tard.
Natsu tente de tuer Zeleph pour empêcher la destruction d'Ishgar. Tuer Zeleph signifierait la mort pour Natsu, car il est E.N.D, un démon créé par Zeleph donc si le créateur meurt, la créature aussi. Ne voulant pas que son ami meure, Happy emporte Natsu en volant, ce dernier ne résiste pas, perturbé par les révélations de son frère et de la supplique de son chat.
Zeleph, quant à lui, est certain que Natsu ne peut pas le battre, il prend alors sa personnalité démoniaque aux yeux rouges et ordonne à Invel de lui apporter des vêtements neufs, les siens étant abîmés par le combat. Par la suite, il se trouve aux côtés d'Invel et de ses troupes. Il est très inquiet par ce que projette de faire Eileen, l'une des Spriggan. Grâce à la technique surpuissante de cette dernière qui a modifié totalement la région de Fiore, Zeleph se retrouve dans le bâtiment de Fairy Tail et nargue Mavis, qui vient de ressusciter. Par la suite, on apprend que Zeleph est le père de Rakheid, membre des Douze Spriggan, mais plus tard l’identité de Rakheid se dévoile, ce n'était juste qu'un démon des livres de Zeleph. Plus tard, on apprendra que le véritable fils de Zeleph est August Dragnir, le roi de la magie. Enfant que Zeleph Dragnir a conçu avec Mavis Vermillon (même s'ils ne l'ont jamais su).

### Yazir Ramal
Il est le Premier Ministre d'Albaress. C'est un vieil homme à la tête allongée qui s'appuie sur un bâton. Il ne semble pas un combattant et tient à ne pas se tenir trop près de Spriggan alias Zeleph, pour éviter d'être tué par la malédiction d'Ankhseram de son empereur. Pendant un an, il reste auprès de Makarof venu en Aracitacia pour négocier avec l'empereur Spriggan. En attendant l'Empereur, Yazir et Makarof jouent a Leyenca, un jeu de cartes typique d'Aracitacia où Yazir excelle.
Yazir est le grand-père d'Azir, l'un des 12 Spriggan ; il est d'ailleurs très peiné par la défaite de son petit-fils face à Erza Scarlett.

### Les Douze Spriggan

#### God Serena
C'est un homme à la puissance infinie faisant partie des 12 Spriggan. Il faisait partie des 10 Mages Saints et des 4 Dieux Célestes d'Ishgar avec Hybérion, Wolfheim et Warrod Seaken avant de les trahir pour rejoindre Albaress et intégrer les Spriggan. D'après Hybérion, sa puissance surpasse celle des 10 Mages Saints réunis. Sa trahison semble secrète, en effet Jera Nekis et Reby Macgarden l'ignoraient avant qu'Hybérion ne leur dise. Il apparaît clairement lors de la réunion des Spriggan. Il semble excentrique et faire des poses. Makarof dit de God Serena qu'il paraît être quelqu'un de pitoyable, mais de surpuissant. Il fait face aux quatre dieux d'Ishgar à savoir Draculos Hybérion, Wolfheim, Warrod Seaken et Jura Nekis (qui remplace God Serena), aux côtés d'August et de Jacob. Les 4 mages saints sont tous terrassés, le combat n'est pas montré mais God Serena a vaincu ses adversaires à lui seul, ce qui prouve son effroyable puissance. Il s'apprête ensuite à tuer Warrod. Ce dernier utilise sa magie des arbres qui crée des arbres géants qui emprisonnent God Serena, frappé par Wolfheim en mode Bête puis par les roches de Jura et par une technique d'Hybérion. Jacob souhaite aider God Serena mais August lui conseille de laisser God Serena montrer sa puissance totale. God Serena révèle alors son pouvoir : il possède 8 lacrimas de Chasseur de Dragon, il maîtrise notamment le pouvoir du Dragon de Terre, du Purgatoire, de l'Eau et du Vent. Hybérion, Wolfheim, Warrod et Jura sont vaincus. God Serena, August et Jacob s'apprêtent à partir pour Fairy Tail. Cependant, Acnologia apparaît sous forme humaine et tue God Serena en un coup. Après sa mort, Neinhart le ramène à la vie grâce à son pouvoir, comme Bradman et Wahl Icht. Par la suite, alors que les membres de Fairy Tail affrontent l'armée d'Arbaless, la guilde prend l'avantage grâce à la puissance désormais célèbre d'Erza Scarlett et de Gildarts Clive. God Serena intervient pour changer la donne et écrase Fairy Tail avec de gigantesques dragons d'énergie. Le Spriggan affronte alors Gildarts, le mage le plus puissant de Fairy Tail. Au cours d'un combat de haut-niveau, Gildarts lance une puissante technique qui envoie God Serena au loin. Étant donné que Neinhart perd connaissance après avoir été frappé par Natsu, God Serena est reparti dans le monde des Morts avec Bradman et Wahl mais il est trop tôt pour dire que le plus fort mage originaire d'Ishgar possédant 8 lacrimas de Chasseurs de dragon a disparu pour de bon. Ses formes de magies sont: terre, eau, vent, feu

#### Brandish Myuh, la démolisseuse de nation
C'est la première Spriggan que Natsu et ses amis ont le malheur de rencontrer sur l'île Caracall. Elle porte une tenue très légère sous un long manteau. Dès son apparition, Natsu et Grey ressentent sa terrible puissance mais elle se comporte comme une enfant capricieuse et narcissique. Elle semble ne pas aimer se battre, préférant vouloir acheter et manger de la glace à la mangue plutôt que d'arrêter les mages de Fairy Tail. Elle finit par les laisser partir et fait miniaturiser Marin, son subordonné lorsque Natsu exprime son mécontentement en voyant que Marin a blessé Mest et enfin, elle réduit la taille de l'île de façon considérable et mettant en garde Fairy Tail. L'île ne pouvant soutenir que Brandish elle-même, les autres gens sont secourus par des navires pêcheurs. Elle réapparaît lors de la réunion des Spriggan, elle semble ne pas apprécier Dimaria. D'après Makarof, elle déteste se battre mais à sa puissance suffisante pour détruire un pays entier. Lors de l'offensive contre Fairy Tail, elle se baigne dans la baignoire de Lucy, à la grande surprise de cette dernière. Brandish demande alors plusieurs fois à Lucy de venir la rejoindre, après avoir enfermé Marin dans une petite capsule. La jeune constellationniste tente de poignarder Brandish dans le dos avec ce qu'il reste de la clé d'Aquarius. Brandish prend alors un air effrayant en disant que Lucy est la fille de Layla Heartfilia (ce qui est vrai). Ensuite, elle miniaturise la maison de Lucy mais cette dernière parvient à en sortir. Kanna arrive pour prêter main-forte à Lucy. Marin ayant toujours une taille minuscule est attaqué et assumé permettant à Lucy d'utiliser la Robe d'Aries. Par la suite, la tempête de sable provoquée par Ajeel affaiblit Brandish qui a le rhume des foins. Elle est alors capturée et emprisonnée. Lucy lui demande comment elle connaît sa mère mais Brandish lui demande de la tuer pendant qu'elle est prisonnière. Après avoir manqué de se faire tuer par Marin qui s'est rebellé, Brandish attaque Lucy à l'infirmerie, accusant Layla, la mère de Lucy, d'avoir assassiné sa mère Grammy. Mais Aquarius apparaît et lui révèle que c'était pas Layla qui a tué Grammy mais Zoldio, l'héritier de la clé du Capricorne qu'il la tenait responsable du fait que Layla était mourante. Par la suite, elle sauve Natsu en rétrécissent une tumeur de magie dont il souffrait après son combat contre Zeref puis retourne dans sa cellule. Lors du combat de Jacob contre Natsu et Lucy, cette dernière fait remarquer au Spriggan que ses alliés Brandish et Marin sont emprisonnés dans sa dimension en même temps que les membres de Fairy Tail que Jacob a absorbés. Immédiatement, il libère Brandish et Marin, Lucy envoie Gemini se transformer en Marin pour qu'il libère les membres de la guilde. Ensuite, Brandish retourne dans sa cellule et avertit Natsu, Lucy et Happy qu'August se rapproche. Lucy et Natsu insistent pour que Brandish soit libérée. La Spriggan décide, sans toutefois trahir son pays, d'aider Fairy Tail car elle doit une faveur à Lucy. Elle avertit les membres de la Guilde de la puissance d'August et d'Eileen. N'ayant pas vu souvent Eileen mais côtoyant August depuis son enfance, elle va négocier avec August pour qu'il ne s'attaque pas à la guilde. Seul Mest ne lui fait pas confiance. Brandish agrandit Happy pour qu'il l'emmène avec Natsu et Lucy pour voir August, Mest les suivant. Le groupe rencontre le vieux mage, déçu par l'attitude de Brandish. Mest implante l'ordre de tuer August dans la mémoire de Brandish, elle poignarde le vieux mage avec un couteau. Natsu est furieux contre Mest car la négociation est ratée. Furieux, August laisse exploser sa puissance et crée une gigantesque tornade de feu mais la technique d'Eileen empêche l'attaque de tuer qui que ce soit. Par la suite, on retrouve Brandish qui a soigné August. Les deux Spriggan retrouvent Eileen. Brandish soigne Mirajane en réduisant la blessure qu'August lui a causée pour l'achever et éviter qu'Eileen ne la torture. Lorsque l'armée d'Arbaless se rassemble au bâtiment de la guilde Fairy Tail, Brandish retrouve sa rivale Dimaria, qui lui avoue qu'elle tient à elle, espérant qu'elle n'a pas été maltraitée lorsqu'elle était prisonnière de Fairy Tail, Dimaria ayant été prisonnière de Lamia Scale et ayant vécu cela comme une humiliation. Lors de la confrontation entre Natsu, Grey, Lucy, Jubia face à Invel, Brandish apparaît en géante, enlève Natsu, Happy et Lucy et les emmène au loin. Pour les remercier de lui avoir fait confiance, elle souhaite leur permettre de fuir avant de retourner sur le champ de bataille. Lucy souhaite rester amie avec Brandish mais devant le refus de celle-ci, Natsu souhaite la combattre. Mais Neinhart enchanté par Eileen intervient, sa puissance de combat a été augmentée mais Natsu le bat en un coup. Brandish agrandit alors la tumeur anti-ethernano dans le corps de Natsu pour le neutraliser. S'ensuit un combat entre Lucy et Brandish où la constellationniste prend l'avantage avec s'appropriant les pouvoirs de ses esprits mais la Spriggan met fin au combat en se battant sérieusement. Ensuite, Dimaria arrive et poignarde Brandish pour ce qu'elle juge comme une trahison, lui disant qu'aurait pu tuer Natsu en agrandissant ses organes pour le faire exploser, au lieu de le rendre malade avec la tumeur. Alors que Brandish se fait soigner par Polyussica et Evergreen, Dimaria s'apprête à torturer Lucy et Natsu qu'elle a attachés sur des chaises dans une cellule de prison. Au moment où Dimaria allait crever les yeux de Lucy, Natsu devient END et met Dimaria hors d'état de nuire avant de partir à la recherche de Zeref pour le tuer, conformément à son instinct de démon. Polyussica, Evergreen et Brandish retrouvent alors Lucy ainsi que Dimaria, choquée et encastrée dans un mur. La tumeur anti-ethernano que Brandish avait rendu sa taille normale n'en était pas une, c'était une tumeur d'énergie de démon qui était apparue lorsque Zeref avait percé le livre d'END avec une lame d'énergie. Brandish conseille à Evergreen d'attacher Dimaria pendant qu'elle est encore hors combat.
- Pouvoirs :
Brandish peut réduire, agrandir et changer la masse et la taille des choses.

##### Marin Hollow
Il fait partie des troupes d'attaques d'Albaress, et c'est le subordonné de Brandish. Il la flatte sans arrêt mais a peur de son pouvoir et de ses états d'âme. Marin apparaît sur l'île Caracall et détruit un petit bar. Il confronte Natsu, Grey, Lucy et Erza pour venger les soldats d'Arbaless (L'équipe de Fairy Tail avait attaqué les soldats qui allaient tuer un petit garçon à la recherche de son père en prison). Il réduit à néant les pouvoirs d'Erza et Lucy avant de les téléporter dans sa "dimension spéciale". Marin fait apparaître Mest, inconscient et blessé. S'ensuit un combat contre Natsu et Grey où il agace fortement ces derniers. Finalement, alors que Marin domine le combat, Brandish arrive mais ne cherche pas le combat, elle veut simplement de la gélatine de mangue mais Marin ayant détruit le bar, elle souhaite se retirer. Marin accepte de libérer Erza et Lucy puis se fait miniaturiser par sa supérieur, le réduisant à la taille d'un insecte. Par la suite, il est présent, toujours miniaturisé, sur le bord de la baignoire de Lucy où Brandish se baigne. Marin est ensuite enfermé dans une capsule pour que Lucy vienne dans le bain de Brandish. Par la suite, la capsule est subtilisée par Lucy, Marin finit écrasé par cette dernière. Mais il n'est pas mort puisqu'il est vu en train d'échafauder une stratégie pour libérer Brandish. Il pénètre dans le cachot de Brandish où il a retrouvé sa taille normal, mais au lieu de la libérer il tente de la tuer en l'étranglant pour se venger d'avoir été traité comme un esclave. Il est arrêté juste à temps et emprisonné. Lors du combat de Jacob contre Natsu et Lucy, cette dernière fait remarquer au Spriggan que ses alliés Brandish et Marin sont emprisonnés dans sa dimension en même temps que les membres de Fairy Tail que Jacob a absorbés. Immédiatement, il libère Brandish et Marin pour éviter que Dimaria ne se moque de lui, Lucy envoie Gemini se transformer en Marin pour qu'il libère les membres de la guilde.
Il n'arrête pas de prononcer les phrases "Tu passes" lorsque quelqu'un lui plaît ou "Tu es recalé à l'examen" lorsque quelqu'un ne lui plaît pas.
- Pouvoirs :
Marin utilise la Magie Spatiale : il peut tout contrôler dans l'espace autour de lui, ainsi, Erza ne peut plus invoquer d'armures, Lucy ne peut plus invoquer ses Esprits, Natsu et Grey sont dépassés par les mouvements du mage d'Arbaless et il peut s'introduire dans la cellule de Brandish. Bien que cette technique lui a permis de mettre en échec Erza, Lucy, Natsu, Mest et Grey, Marin reste un mage plutôt faible, étant copié par Gemini et maîtrisé par Kanna et Lucy.

#### Invel Yura, le général d'hiver
C'est un jeune homme qui porte des lunettes et un long manteau. Il fait partie des 12 Spriggan et est le conseiller le plus proche de Zeleph, connaissant la réelle identité du mage noir, il est toujours à ses côtés et tient beaucoup à ce qu'autrui respecte Zeleph ainsi que ses ordres. D'après Makarof, il maîtrise la glace tout comme Grey. Il est l'un des 6 Spriggan que Makarof a rencontré lorsqu'il était à Arbaless. Il assiste plus tard au duel entre Zeleph et Natsu. Après la fin du combat, Inbel part chercher de nouveaux vêtements pour son Empereur. Lorsque le sort Universe One est activé, téléportant Zeleph et plusieurs de ses hommes au bâtiment de Fairy Tail, Invel gèle Mavis Vermillion qui discutait avec Zeleph, considérant qu'elle menaçait l'empereur. Il la dégèle sur ordre de Zeleph, mais lui applique un collier magique qui empêche à l'ancien maître de Fairy Tail d'élaborer une stratégie et la force à obéir au moindre ordre de Zeleph. Par la suite, il se retrouve face à Natsu, Lucy, Happy, Grey et Jubia. Il les congèle tous, sauf Grey qui est résistant à son sort. Natsu parvient à dégeler, lui et ses compagnons peu après. Alors que Brandish enlève Natsu, Lucy et Happy, Invel lie Grey et Jubia avec une chaîne de glace qui contrôle mentalement ceux qu'elle touche. Cela les conduit inconsciemment à s'entre-tuer. Mais chacun décide de se suicider pour sauver l'autre. Grey est sauvé de peu par Jubia qui lui donne son sang, et voyant qu'il ne peut rien faire en retour pour sa camarade, il sombre dans le désespoir en voyant Jubia mourir pour lui. Son énergie de Chasseur de Démon prend le dessus et s'acharne violemment sur Invel qui subit une défaite écrasante. À terre, le Spriggan révèle la vérité à Grey : E.N.D, le démon que Grey veut tuer est en réalité Etherious Natsu Dragnir, son meilleur ami.

#### Dimaria Yester, la princesse de guerre
C'est une jeune femme blonde faisant partie des 12 Spriggan. Elle vient accueillir Zeref avec Ajeel, un autre Spriggan. Dimaria réapparaît à la réunion des Spriggan, après s'être invitée dans la chambre de Brandish pour l'en avertir. Brandish et Dimaria se détestent. Elle est l'une des 6 Spriggan que Makarof a rencontré lorsqu'il était à Arbaless. Makarof ne sait rien sur sa magie mais elle a survécu à de nombreuses guerres. Plutôt calme, elle est cependant très sûre d'elle et peut se montrer arrogante. Lors de l'assaut contre Ishgar, elle envahit la ville maritime d'Harujion avec Wahl et ses soldats. Dimaria affronte Kagura à l'épée et la domine rapidement. Elle met le kimono de Kagura en miettes sans la toucher, laissant cette dernière à moitié nue ce qui amène à la retraite de Lamia Scale et Mermaid Heel. Le jour suivant, elle s'attaque à Sherrya Brendy de Lamia Scale qui subira le même sort que Kagura. Mais cette fois, Dimaria ayant remarqué les compétences en soin de la jeune fille, tente la tuer. Wendy s'interpose et frappe Dimaria au visage. Furieuse, Dimaria va affronter les Sœurs célestes et utilise son pouvoir : la magie de contrôle du temps. Cependant, Ultia Milkovich, via un couloir du temps, intervient pour aider Wendy et Sherrya. Elle libère chez Sherrya sa Troisième Origine : le niveau de puissance le plus haut qu'un mage pourra atteindre dans le futur. Dimaria utilise le God Soul pour se transformer en Déesse du Temps mais elle est vaincue par Sherrya. Cependant, la Troisième Origine fait perdre pour toujours le pouvoir d'utiliser la magie. Elle est enfermée dans une cellule, ligotée sur une chaise et menottée avec des menottes anti-magiques, ce qu'elle vit comme une véritable humiliation. Elle finit par s'évader puis est retrouvée par deux mages de Lamia Scale. Mais Rakheid Dragnir intervient pour la sauver et tue les deux mages avec sa magie du Plaisir Mortel. Après le remodelage du pays par Eileen, Dimaria retrouve Brandish et lui avoue qu'elle tient à elle. Après que Brandish ait vaincu Lucy et Natsu, Dimaria la poignarde car elle aurait pu les tuer au lieu de les laisser en vie. Alors que Brandish se fait soigner par Polyussica et Evergreen, Dimaria s'apprête à torturer Lucy et Natsu qu'elle a attachés sur des chaises dans une cellule de prison. Elle provoque Lucy mais cette dernière lui tient tête. Furieuse, Dimaria s'apprête à crever les yeux de Lucy mais Natsu devient END et met Dimaria hors d'état de nuire avant de partir à la recherche de Zeref pour le tuer, conformément à son instinct de démon. Polyussica, Evergreen et Brandish retrouvent alors Lucy ainsi que Dimaria, choquée et encastrée dans un mur. La tumeur anti-ethernano que Brandish avait rendu sa taille normale n'en était pas une, c'était une tumeur d'énergie de démon qui était apparue lorsque Zeref avait percé le livre d'END avec une lame d'énergie. Brandish conseille à Evergreen d'attacher Dimaria tant qu'elle est hors-combat.
- Pouvoirs
Elle peut arrêter le temps, agir pendant qu'il est figé, puis le relancer. Ceci donne l'impression qu'elle peut toucher sa cible sans qu'on comprenne comment. Toutefois elle l'utilise surtout comme un amusement pour vaincre son adversaire en le dénudant sur le champ de bataille (Kagura, puis Cherrya). Elle peut aussi acquérir la puissance de Chronos, la déesse du Temps.

#### Azir Ramal, le roi du désert
Egalement typographié Ajil ou Ajeel (dans la version originale de l'anime). C'est un jeune homme aux longs cheveux hérissés faisant partie des 12 Spriggan. Il est assez excentrique et très sûr de lui. Son visage a quelques similitudes avec celui de Bacchus Glow. Il vient accueillir Zeref avec Dimaria. Par la suite, il traque Makarof, Natsu, Grey, Lucy, Mest, Erza, Wendy, Carla et Happy qui cherchent à s'enfuir. Il réduit en sable les épées d'Erza avant de créer un gigantesque monstre de sable pour poursuivre les mages de Fairy Tail. Après les avoir piégés, il se moque d'Ishgar avant d'être frappé par Natsu. Il contre-attaque mais les membres de Fairy Tail sont sauvés in-extremis par Luxus. Ce dernier est présent avec Gajil, Panther Lily, Mirajane, Lisanna, Kanna, Jubia, Ichiya, Ever Green, Elfman, Fried et Bixrow dans le bateau volant d'Ichiya pour sauver leurs coéquipiers. Il réapparaît lors de la réunion des Spriggan et semble plus détendu et moins pointilleux qu'intel. Azir est l'un des 6 Spriggan que Makarof a rencontré lorsqu'il était à Arbaless. Azir est l'un des rares Spriggan qui cherche sans arrêt la bagarre. C'est qui débute l'assaut contre Fairy Tail où il est au commandement de plusieurs bateaux volants. Il est confronté en duel par Erza. Cette dernière est en grande difficulté car le sable d'Azir l'empêche d'utiliser sa magie. Lorsque Bakyll traverse le bateau volant, envoyé dans le ciel par Natsu, Erza parvient à blesser Azir, découvrant ainsi sa faiblesse : l'eau. Cependant ce dernier finit pas se déchainer en créant une tempête de sable surpuissante qui recouvre toute la ville de Magnoria, ce qui est en défaveur des membres de Fairy Tail. Alors qu'Erza est hors-course, elle utilise l'Armure de l'Étoile du Matin, ce qui permet à Biska de voir la lumière qu'elle dégage même à travers la tempête. Biska tire alors un puissant rayon d'énergie avec le Canon Jupiter, Azir se prend le rayon de plein fouet, ce qui le déséquilibre. Il est vaincu ensuite par Erza avec l'Armure de Nakagami. Azir est le petit-fils de Yazir, le Premier Ministre d'Albaress. Après le remodelage du pays par Erza, Azir retrouve ses camarades Spriggan. Lors de la bataille qui s'ensuit, il domine complètement Elfman et Lisanna lors d'un combat à l'intérieur d'une tempête de sable.
- Pouvoirs
À la manière de Gaara de Naruto et de Max Alose mais bien plus puissant, Azir peut contrôler le sable : il peut réduire les armes ennemies en sable, créer des monstres, des dragons et des oiseaux de sable et engloutir ses adversaires dans un trou de sable à la manière du fourmi-lion.

Le nom de famille d'Azir, Ramal signifie sable en arabe.

##### Karim
Subordonné d'Azir et haut-placé dans l'armée du Roi du Désert. Calme et réfléchi, il est assez petit et porte un turban.Il affronte Gajil et crée des sortes de flammes noires qui sortent du sol. Il est vaincu par Gajil et décide de rester allongé à terre en voyant la façon dont Natsu envoie Bakyll au loin.

##### Bakyll
Subordonné d'Azir et haut-placé dans l'armée du Roi du Désert. Il est le total opposé de son camarade Karim : excentrique, grand, très musclé avec un bandeau qui lui cache les yeux et une cicatrice qui entoure sa bouche. Lors de l'offensive contre Fairy Tail, il affronte Natsu mais les attaques du Mage de Feu ne lui font rien. Il est vaincu par Natsu mais se relève. Natsu l'envoie alors au loin une bonne fois pour toutes, le corps de Bakyll transperçant le bateau sur lequel Erza affronte Azir.

#### August, le roi des mages
C'est un vieil homme à la barbe blanche faisant partie des 12 Spriggan dont il est le Général, il est également le fils de Zeleph Dragnir et de Mavis Vermillon. Avec Eileen
et Rakheid, il fait partie des exceptions parmi les Spriggan. Il porte un sceptre et avertit Zeref au sujet de "Ragnarok", la fête du Roi Dragon. Il est l'un des 6 Spriggan que Makarof a rencontré lorsqu'il était à Arbaless. D'après Makarof, sa magie est infiniment plus forte que celle des autres Spriggan et peut maîtriser tous les éléments, même les plus anciens, et même plus que Zeref lui-même. D'une nature très calme, il accompagne God Serena et Jacob Lessio contre les 4 dieux d'Ishgar. Après qu'Acnologia ait terrassé God Serena, August calme Jacob et lui rappelle qu'il ne peut pas le vaincre, que seul Zeref le peut avec le pouvoir de Fairy Heart. Brandish souhaite négocier avec lui mais cela échoue à cause de Mest. Ce dernier envoie l'ordre de tuer August dans le subconscient de Brandish, cette dernière poignarde le vieil homme. Ce dernier explose de colère, devient tout noir et crée une gigantesque tornade de feu. Natsu et les autres sont sauvés par le fait qu'Eileen remodèle le pays avec sa magie. Ensuite, Brandish soigne August en réduisant sa blessure. Les deux Spriggan retrouvent Eileen qui torture Mirajane. August n'aime pas la torture et tue Mirajane en lui transperçant le torse, pour lui éviter des souffrances. En réalité, Mirajane est toujours en vie grâce à l'intervention de Brandish qui rétrécit la blessure. Lors du rassemblement d'Arbaless, August boude lorsque Rakheid parle. Invel révèle à Rakheid que la raison pour laquelle August ne l'aime pas est qu'il ne vient jamais aux réunions. Par la suite, August affronte la guilde Crime Sorcière sauf Meldy, Angel et Ultia, à savoir Gerald, Midnight, Cobra, Racer et Richard. Le Spriggan domine totalement le combat, la guilde indépendante se fait battre à plate couture. Ressentant que Rakheid utilise sa magie du Plaisir, il donne son avis en disant que c'est une magie vulgaire. Lorsqu'il entend Gerald essayer de continuer le combat pour Erza, la Lumière qui l'a sauvée des Ténèbres, August lui dit que la Lumière et les Ténèbres ne sont pas le Bien et le Mal, seul l'Amour régit la Justice. Il illustre ses propos en parlant du fils de Zeref, Rakheid qui utilise la Lumière et qui n'a jamais été aimé comme un fils. En effet, si Zeref approuve de l'amour pour quelqu'un, ce dernier va mourir à cause la Magie de la Mort et de la malédiction d'Ankhseram. Rakheid a donc été un soldat pour son père, qui lui préfère son oncle Natsu. August ajoute que seule Mavis, la mère de Rakheid pourrait vaincre ce dernier. Mais en réalité c'est lui le fils de Zeleph et Mavis, sa naissance s'est déroulée dans des circonstances inconnues dans les sous-sols de Fairy Tail, Precht avait hésité à le tuer ou à l'épargner c'est alors qu'il l'a abandonné. Quelque temps plus tard, August était forcé de se débrouiller seul alors qu'il était encore un enfant c'est alors qu'il rencontre son père, Zeleph.
- Pouvoirs
Il maîtrise absolument toutes les formes de magie non propriétaire dont celle du feu. Lorsqu'il utilise sa magie, il devient tout noir avec des marques claires.

#### Bloodman
C'est un démon Etherious qui fait partie des 12 Spriggan. Makarof ne l'a pas rencontré. Il tue un grand nombre de membres des guildes Sabertooth et Blue Pegasus, au Nord de Fiore. Il est alors dissimulé par une imposante armure et ressemble au Dieu de la Mort le rendant particulièrement effrayant. Il met ainsi en déroute les deux guildes citées précédemment. Ses subordonnés se promènent avec les membres des deux guildes crucifiés. Il affronte Gajil et Reby et finit par perdre contre le chasseur de dragon d'acier, mais tente de l'emporter avec lui dans la mort. Il est ramené à la vie par la magie de Neinhart et rejoint le reste des 12 Spriggans. Il affronte Rog Chenny de la guilde Saber Tooth. Lorsque Neinhart est vaincu par Natsu, sa puissance baisse et il se fait battre puis disparaît.
- Pouvoirs
Il maîtrise toutes les malédictions de la guilde Tartaros ainsi que la magie de la Mort : crânes volants, mer de crânes et particules empoisonnées.

#### Neinhart
Il fait partie des 12 Spriggan. Makarof ne l'a pas rencontré mais a entendu parler de lui. Il ne participe pas à la réunion de Zeleph, ce qui révolte Inbel. D'après la case qui le représente en partie, il a une apparence humaine. Il est de nouveau cité par Wahl et Dimaria, cette dernière déplore que Neinhart ne soit pas coopératif. En effet, il est resté sur un des bateaux de l'Empire tandis que Wahl, Dimaria et leurs soldats ont déjà conquis la ville d'Hargion. Neinhart pourrait être dissimulé dans une armure, il semble être de sexe masculin, grand et musclé, seule sa silhouette est visible car il reste assis dans l'ombre. Mais il s'agit en réalité de Simon Mikazuchi, le frère de Kagura et l'ancien camarade d'Erza et Gerald, censé être mort depuis que Gerald l'a tué. Le vrai Neinhart, assis sur le mât du bateau, a l'apparence d'un jeune homme raffiné aux longs cheveux. Il utilise son pouvoir qui peut donner forme aux souvenirs en ramenant à la vie des mages qui ont compté pour ses adversaires, que ce soit en tant qu'allié ou ennemi. Ainsi, Simon fait face à Kagura, Gerald et Erza avant de disparaître. Neinhart attaque Gerald et Kagura qui tombent à l'eau. Kagura s'est aperçue que Gerald l'a sauvée avant l'attaque, elle décide de lui faire le bouche à bouche pour le sauver de la noyade au lieu de le tuer, délaissant ainsi sa vengeance. Pour affronter Erza, Neinhart recrée trois puissants mages qu'elle a vaincus par le passé : Ikaruga de Trinity Raven, Azuma de Grimoire Heart et Kyôka Reiseiten de Tartaros. Pour Grey et Leon, c'est leur ancienne maîtresse Oul qui apparaît. Pour Meldy, c'est son ancien coéquipier Zancrow de Grimoire Heart. Pour Jubia, c'est le nécromancien Keith de Tartaros qu'elle avait vaincu. Keith comprend que cette magie est différente de sa magie de manipulation des morts. Wendy va devoir protéger Sherrya et Carla du démon Ezel de Tartaros qu'elle avait vaincu avec le Dragon Force. Luxus, encore mal en point à la suite de son combat contre Wahl, voit apparaître devant lui Precht dit Hades, ancien maître de Fairy Tail et de Grimoire Heart, qu'il a affronté auparavant. Hades reconnaît en Luxus le petit-fils de son camarade Yuri. Neinhart jubile en voyant Erza complètement massacrée par ses anciens rivaux. Cependant, elle reprend ses esprits et leur fait peur : ils disparaissent. Neinhart remarque qu'elle ressemble à une certaine Eileen. Grey et Leon s'unissent pour vaincre Oul, Meldy et Jubia s'unissent avec Maguilty Water pour battre Zancrow et Keith, Carla porte Wendy pour l'aider à pulvériser Ezel, Luxus écrase Hades tandis que Gerald, furieux, fait face à Neinhart. Ce dernier invoque Simon mais Kagura le tue car il n'est qu'une pâle copie de son frère. Gerald ne se retient pas et lance son attaque suprême Grande Ourse : Neinhart est vaincu et tombe dans la mer. Il survit et rejoint Zeleph et les autres 12 Spriggans au siège de Fairy Tail, où il utilise sa magie pour ramener à la vie les trois Spriggans définitivement morts: Wahl Icht, God Serena et Bradman. Il leur précise, alors qu'ils se réjouissent de leur retour, qu'ils ont intérêt a le protéger s'ils ne veulent pas disparaître définitivement. Lorsqu'Eileen tente d'extraire Fairy Heart du corps de Mavis, Neinhart lui annonce qu'il a retrouvé Erza. Il est alors enchanté par Eileen pour que sa puissance soit augmentée et attaque Brandish pour sa trahison. Il finit vaincu par Natsu en un coup.
Paradoxalement à sa magie, sa puissance de combat est limitée, c'est pourquoi il est protégé par quatre démons formant l'Escadron de l’Étendard. Cependant, deux sont vaincus par Erza et Kagura, les deux autres sont battus par Gerald.
- Pouvoirs
Sa magie, Historia, peut matérialiser les souvenirs de l'adversaire, ramener à la vie des personnes qui l'a jadis fréquenté ou affronté. Lors de la Grande Bataille, il crée des avatars de plusieurs mages et démons puissants décédés qui ont un jour aidé ou affronté les mages de Fairy Tail.

#### Wahl Icht et Badd Mann, le juge
Il fait partie des 12 Spriggan. Makarof ne l'a pas rencontré, il ne connaît que son nom. Wahl Icht est un Machias, un hybride humain-machine, soit un cyborg. Il ressemble beaucoup à Cobra des Orasion Seis. Il est un alchimiste spécialiste dans les avatars, la technologie et les robots. Son principal avatar se nomme Badd Mann dit le Juge qui apparaît lors de la réunion des Spriggan, Wahl le contrôlant à distance. Makarof ne connaît que le nom de Badd, il ignore son apparence et qui tire les ficelles dans l'ombre. Lors de l'offensive contre Fairy Tail, Wahl se servira de Badd Mann qui, n'étant pas humain, crée un trou dans la barrière de défense de Fried accompagnée de son unité. Badd invoque ensuite des robots pour affronter Grey, Jubia, Mirajane, Elfman et Lisanna. Ces robots sont faits pour exploiter le point faible de leurs adversaires. Il va à la rencontre de la bande de Raijin et crée deux robots pour affronter Ever Green et Bixrow. La magie oculaire des deux membres de Fairy Tail n'a aucun effet ni sur les cyborgs, ni sur Badd. Ichiya intervient mais le Spriggan se débarrasse facilement de lui mais le membre de Blue Pegasus revient à la charge avec des parfums de tonnerre mais cela ne fait que renforcer le robot qui se métamorphose. Ever, Bixrow et Ichiya sont projetés et sont hors course. Fried, qui ne peut pas bouger afin de maintenir la barrière de protection, veut se battre et du coup annule ses runes de protection, ce à quoi Luxus, par l'intermédiaire de la télépathie de Warren lui dit de maintenir sa barrière pour protéger la ville des attaques venant de l'Ouest. Ever et Bixrow réaffronte les cyborgs de l'unité "points faibles". C'est alors qu'Elfman à l'idée de changer d'adversaire, cette tactique est un succès tous les cyborgs sont détruits. Ichiya et Fried s'allient et détruisent l'avatar.
C'est après cette victoire que les protagonistes comprennent la véritable nature de Badd Mann, un cyborg utilisé par le véritable Wahl Icht qui se situe aux côtés de Dimaria sur un navire. Alors que les restes de Badd Mann explosent dans la cathédrale, blessant la bande de Rajin, Wahl montre ainsi sa soif de destruction en créant un canon ciblant directement Fairy Tail mais l'attaque est contrée par le bateau volant Christina de Blue Pegasus, blessant grièvement Ichiya. Par la suite, il accompagne Dimaria où ils prennent facilement la ville d'Hargeon. Les deux Spriggan font face avec leurs troupes aux forces combinées de Lamia Scale et Mermaid Heel. Il terrasse plusieurs de ses ennemis à distance en envoyant des missiles magiques et Beth Vanderhood en fait partie. Le jour suivant, il est toujours aux côtés de Dimaria dans Hargeon avant que les troupes de la Coalition des Guildes ne contre-attaquent. Wahl, resté à l'écart, est alors violemment attaqué par Luxus, voulant venger ses amis. On remarque qu'il ne craint toujours pas la foudre. Il affronte Luxus qui semble prendre d'abord le dessus jusqu'à ce que Wahl se transforme en cyborg mode "Assaut". Mais Luxus souffre des particules toxiques de Tempester, un démon de Tartaros. Pour se débarrasser des particules, Luxus crée une barrière de particules magiques, technique que Fried lui a apprise. Wahl annule la barrière, et ainsi annihile les particules dans le corps de Luxus. Malgré sa transformation, Wahl se fera battre par Luxus qui utilise une technique secrète, la foudre écarlate, hérité de son arrière-grand-père Yuri, le père de Makarof. Plus tard, Neinhart le ramène à la vie en utilisant sa magie de Historia of Corpses. Il affronte Minerva Orlando de la guilde Saber Tooth. Lorsque Neinhart est vaincu par Natsu, sa puissance baisse et il se fait battre puis disparaît.
- Pouvoirs : Alchimie
Sa magie est l'Alchimie, il peut créer un immense canon ou encore des missiles à tête chercheuse à partir de différents composants dans l'air. Il peut également cibler ses cibles via son regard. Wahl peut également annuler les barrières de particules magiques ainsi qu'utiliser toutes sortes des attaques cybernétiques.

La magie de Badd Mann, son avatar est la Magie de la Faiblesse, elle lui permet de créer des soldats qui exploitent les faiblesses de l'ennemi. Badd possède trois modes : un mode de base et deux modes de combat, il ressemble alors à un robot de combat sous ses deux dernières formes, il est notamment invulnérable à la Foudre.

#### Jacob Lessio
Il fait partie des 12 Spriggan où il apparaît pour la première fois, aux côtés de God Serena et August face aux 4 dieux d'Ishgar. Il serait un spécialiste de l'assassinat magique. Jacob porte un complet noir, lui donnant une allure de majordome et des gants qu'il étire comme un chirurgien. Il a un visage allongé, un début de barbe, des yeux cernés de noir lui donnant un regard meurtrier et une marque en forme de crâne sur le front. Il ne manque pas d'humour car il se moque ouvertement de Jera Nerkis vis-à-vis des cheveux qu'il n'a pas. Jacob est impressionné par la puissance de God Serena qui a repris facilement le dessus sur les mages saints mais assise impuissant à l'attaque d'Acnologia qui terrasse God Serena en un instant. Solidaire envers ses camarades, il voudra aider God Serena face aux Mages Saints puis, tente d'attaquer Acnologia pour venger son camarade avant qu'August l'en empêche. Ensuite, il entre dans le bâtiment de Fairy Tail et téléporte tous les membres de la guilde dans une dimension. Il menace l'esprit de Mavis pour qu'elle lui remette Fairy Heart mais Lucy et Happy interviennent, ils ont été protégés par Horologium. Natsu les rejoint. Les deux mages affrontent Jacob. Lucy fait remarquer au Spriggan que ses alliés Brandish et Marin sont emprisonnés dans sa dimension en même temps que les membres de Fairy Tail que Jacob a absorbés. Immédiatement, il libère Brandish et Marin, Lucy envoie Gemini se transformer en Marin pour qu'il libère les membres de la guilde. Makarof est furieux, il frappe violemment Jacob et l'envoie au loin, Natsu le finit avec une puissante technique de feu. L'assassin se retrouve en caleçon, la tête plantée dans le sable.
- Pouvoirs
Il peut disparaître et réapparaître à sa guise mais aussi téléporter quelqu'un dans une dimension spéciale et le tuer.

#### Eileen Belserion
Egalement typographié Irène Belserion dans la version française de l'anime, Eileen est selon Brandish, la plus forte femme parmi les Spriggan, elle serait aussi puissante qu'August. Neinhart pense qu'Erza lui ressemble beaucoup. C'est une jeune femme aux très longs cheveux écarlates en tresses, elle est légèrement vêtue, à un grand chapeau avec des manches pour ses tresses et tient un sceptre à motif panthère. Elle est accompagnée de deux de ses subordonnés, de jeunes filles qui se révèlent à leur défaite être en fait des épées enchantées pour prendre forme humaine, sur le front nord de Fiore où elle accompagne Bradman. Elle quitte le front pour lancer son sortilège après avoir rencontré Acnologia, elle explique par la suite que son sort était prévu pour amener Zeleph auprès de Fairy Heart au plus vite, alors qu'elle prend une pause au palais Mercurius, où elle massacre les gardes et change la princesse Jade en souris pour narguer le roi Thomas de Fiore. C'est à ce moment qu'elle aperçoit Erza, dont la chevelure écarlate la trouble, avant de se rendre au siège de Fairy Tail pour rejoindre les autres Spriggans et pour extraire Fairy Heart du corps de Mavis. En s'apercevra, grâce à Zeref, que le corps de Mavis n'est pas réel, ce qui explique le temps mis à extraire Fairy Heart. Furieuse d'être dupée par les illusions de Mavis, elle entre dans la bataille et fait face à Erza, qu'elle appelle son alter-ego. Lors de sa bataille face à Erza, elle lui révèle qu'elle n'est autre que sa mère et qu'elle est la reine des dragons.
- Pouvoirs
Sa magie peut enchanter quoi que ce soit, et tout contrôler. Sa technique Universe One, crée récemment change totalement un pays, téléporte tout et n'importe quoi. Elle peut aussi séparer les choses, et donc extraire le pouvoir de Fairy Heart du corps de Mavis. Une autre de ses capacités est de faire apparaître dans le ciel une version géante de son œil gauche, avec une modification de sa pupille qui arbore une croix blanche, pour observer une zone donnée.

#### Rakheid Dragnir
Egalement typographié Larcade dans la version française de l'anime. C'est celui que l'on croyait être le fils de Zeleph, c'est un homme à l'apparence jeune et aux cheveux blonds. Avec August et Eileen, il fait partie des exceptions parmi les Spriggan, trois mages surpuissants dans un groupe d'élite déjà surpuissant. Il sauve Dimaria en tuant ses poursuivants en leur faisant subir un Plaisir mortel grâce à sa magie. Zeref dit de lui qu'il est son « arme secrète » contre Acnologia. Après que Makarof se soit sacrifié pour détruire une partie de l'armée d'Arbaless avec la Loi des Fées, Rakheid se retrouve face à Angel, Yukino, Lector et Frosh. Il utilise sa magie du Plaisir qui neutralise tous ceux qui ont connu le Plaisir, ennemis comme alliés, ce qui conduit Zeref à raisonner son fils pour éviter que leurs alliés soient atteints. Il attaque Yukino mais elle est sauvée par Kagura. Cette dernière affronte Rakheid mais malgré sa puissance, elle est vaincue et gravement blessée. Au cours du combat, Rakheid a révélé son identité : il est le fils de Zeref et le neveu de Natsu. August dit à Gerald, totalement hors-combat, que Rakheid n'a jamais été aimé comme un fils, car toute personne que Zeref aime meurt selon la malédiction d'Ankhseram. Il ajoute que seule Mavis, la "mère" de Rakheid pourrait le battre. Rakheid continue d'utiliser sa magie sur Kagura, Yukino, Lector et Frosh. Alors que Yukino est à deux doigts de mourir, Lector désespère et implore la venue de son meilleur ami, Sting. Et ce dernier, guidé par les conseils de Fried, intervient et frappe Rakheid qui bloque son coup de pied sans aucune difficulté. Il bloque aussi le coup de poing de lumière de Sting avant d'envoyer les "tentacules" de lumière sur le jeune mage. Ce dernier avale les "tentacules" car en tant que Chasseur de Dragon Blanc, il peut avaler tout ce qui est blanc ou lumineux, et l'utiliser pour devenir plus fort. Sting s'apprête à affronter Rakheid et remarque qu'il a la même odeur que Natsu. Yukino et Lector lui font remarquer que Rakheid est le fils de Zeref et que Zeref est le frère de Natsu. Sting est troublé car même les membres d'une même famille ont une odeur différente. Rakheid ajoute que le Natsu actuel est E.N.D., soit un démon créé par Zeref à partir du cadavre du Natsu original. Sting utilise deux puissantes techniques, Holy Ray et Holy Nova mais Rakheid ne s'avoue pas vaincu et utilise Soul of Forbidden Meal : une magie de la Faim qui fait subir une sensation de faim insupportable pour l'adversaire. Ensuite, il lance la croix métallique sur son dos comme un shuriken géant et blesse Sting. Sous l'emprise de la magie de la Faim, ce dernier confond Lector avec une cuisse de dinde. Yukino tente alors de dévorer Kagura qui la mord à son tour, Frosh est aussi sous l'emprise mais veut attendre l'arrivée de Rog pour manger quelqu'un. Sting parvient à se libérer de la technique et frappe Lector, Frosh, Kagura et Yukino pour les assommer et les empêcher de s'entre-dévorer. Complètement laminé par Rakheid, Sting se fait même transpercer par le shuriken du Spriggan. Le maître de Saber Tooth veut se battre pour Fairy Tail et Natsu, ceux qui ont fait changer sa guilde et soudainement, Yukino disparaît pour laisser place à Rog. C'est la magie du Territoire de Minerva qui a échangé Yukino et Rog de place. Bien que le Chasseur de Dragon de l'Ombre soit affaibli et blessé, il donne ce qui lui reste de magie à Sting pour qu'il l'avale. Sting se transforme alors en Chasseur du Dragon Blanc Ténébreux et atteint le Dragon Force avec les deux éléments. Rakheid quant à lui révèle que ses pouvoirs du Plaisir et de la Faim sont identiques et qu'il y en a une troisième : le Sommeil. Ces magies sont réunies en une Magie : celle du Désir. Sting se transforme en ombre pour le prendre par surprise, mais Rakheid dit au chasseur de dragon qu'il est toujours visible. Rakheid est sur le point d'utiliser son sort R.I.P, mais avant d'avoir pu le faire, il est vaincu par Sting.
- Pouvoir :
En plus de sa puissance hors norme et de son talent au corps à corps qui surpasse largement Sting ou Kagura (il peut trancher avec sa main nue), Rakheid utilise deux magies : celle de la Lumière qui crée des rayons destructeurs ainsi que celle du Désir : elle exploite les trois désirs primaires de l'Humain chez l'adversaire : le sexe, la faim et le sommeil. La première fait subir un plaisir intense à tous ceux qui ont déjà connu le plaisir sexuel dans une immense zone. Si l'adversaire n'a pas connu le plaisir sexuel, il envoie des "tentacules" lumineux pour que l'effet soit atteint. La deuxième impose une faim insoutenable à l'adversaire, qui est tenté de dévorer ses propres compagnons, eux aussi atteints. La troisième, celle du Sommeil, impose un sommeil éternel.

## Constellations

### Roi des esprits
Le roi des esprits (星霊王, Seirei-ō),, doublé par Norio Wakamoto en japonais, se représente comme étant le chef de toutes les constellations or et argent. Il apparaît la première fois au milieu des chutes d'eau où se trouve la tombe de Karen Lilika pour juger du sort de Loki. Il réapparaît quand Lucy, Natsu, Happy, Grey, Erza, Wendy, Carla et Reby sont exceptionnellement invités au royaume des esprits pour fêter le retour de Lucy de l'île Tenrô après sept ans d'absence. Pendant la bataille contre Tartaros, il est invoqué par Lucy par le biais de l'invocation par substitution. Comme il n'existe pas de clé physique, il est nécessaire de posséder une certaine quantité de puissance magique et un lien fort avec une clé d'or. En brisant la clé d'or, le roi des esprits apparaît. Lucy brise donc la clé d'or d'Aquarius pour le faire apparaître et affronte le roi des démons, Mald Gheer.

### Clés d’or
Les clés d’or servent à ouvrir la porte des douze voies d’or appelée l’ôdôjûnimon mais il existe une treizième clé qui surpasserait toutes les autres : Ophiuchus. Même si cette constellation est classée parmi les portes du zodiaque, sa clé est totalement différente des autres. Contrairement aux clés d'argent, les clés d'or sont uniques, ne pouvant exister qu'en un seul exemplaire.

#### Aquarius
Pour les articles homonymes, voir Aquarius.
Aquarius (アクエリアス, Akueriasu),, doublée par Eri Kitamura en japonais et Annabelle Roux en français, est la constellation du Verseau. Elle est comme son nom l'indique dotée de pouvoirs basés sur l'eau mais ne peut être invoquée que s'il y a de l'eau dans les parages. Elle peut ainsi, par exemple, provoquer des raz-de-marée dévastateurs, mais ses attaques ne prennent pas compte de la présence de ses alliés, donc elle est aussi dangereuse pour eux que pour ses ennemis. Celle-ci était l'esprit le plus puissant de Lucy après Léo. Et comme toute constellation associée à Lucy, elle lui manque souvent de respect à cette dernière, en agissant de manière très snob avec elle, lui parlant avec dédain, ou la menaçant carrément. Ayant un petit copain, l'esprit stellaire de la constellation du scorpion Scorpio, elle tente aussi de rendre Lucy jalouse et se moque d'elle en insistant bien sur ce point, car Lucy n'en a pas. Elle est une des trois anciennes clés de Layla. Lors du combat contre Jackal, elle ordonne à Lucy de briser sa clé afin d'invoquer le roi des esprits dans le but de sauver les membres de Fairy Tail, piégés dans l'Alegria. Dans l'arc "éclipse des esprits stellaires" (uniquement dans l'anime), Aquarius apparaît comme une enfant gâtée et armée d'un gros vase "bazooka" qui expulse de grands jets d'eau, elle affrontera Wendy dans un parc d'attraction. Lors de la bataille contre Arbaless, elle réapparaît un court moment auprès de Lucy pour la sauver de Brandish et profite pour dissiper le malentendu entre elles depuis tant d'années, elle indique ensuite à Lucy que si elle a réapparu, c'est parce qu'un an s'est écoulé depuis la destruction de sa clé et qu'une nouvelle clé d'or du verseau ait apparu dans le monde. Lucy lui fait la promesse de trouver cette clé pour qu'elles soient de nouveaux réunies.

#### Aries
Aries (アリエス, Ariesu),, doublée par Sayaka Narita en japonais et Caroline Combes en français, est la constellation du Bélier. Elle appartient à Angel qui a tué Karen et l'a récupérée avec Scorpio et Gemini. Aries est utilisée contre Léo et n'hésiteront pas à se combattre malgré leur sentiment d'amitié. À la suite de la défaite d'Angel contre Lucy, Aries devient une des esprits de Lucy. Aries ressemble à une jeune fille plutôt jolie aux cheveux roses, habillée de pelotes de laine, et qui s'excuse tout le temps. Elle possède une magie nommée bombe de laine qui projete de la fumée rose, elle peut ainsi envelopper ses adversaires d'un nuage de laine réconfortante qui leur ôte tout désir de combattre. Lors de l'arc "éclipse des esprits stellaires" (uniquement dans l'anime), Aries est une fille au caractère d'adolescente voire grossière par rapport au caractère anodine de son alter-égo, Jubia la battra plutôt facilement bien qu'elles soient dans un désert.

#### Cancer
Cancer (キャンサー, Kyansā),, (VO : Yoshimitsu Shimoyama), est la constellation du Crabe. Il est l'esprit stellaire de Lucy auquel Happy et Natsu vouent une admiration inexplicable. Il est le coiffeur émérite de Lucy, grâce à son maniement esthétique des ciseaux. Mais c'est surtout une constellation redoutable au combat. Cela ne l'empêche pas, comme la plupart des constellations de Lucy de manquer de respect à cette dernière, ne cessant ainsi de l'appeler « ma crevette ». Il est une des trois anciennes clés de Layla. Dans l'arc "éclipse des esprits stellaires" (uniquement dans l'anime), il apparaît comme un disco-groover muni de vraies pinces de crabe et combat Grey sur une piste de danse: son expression devient « mon crabe » et il a le pouvoir de sectionner les personnalités: c’est ce qu’il a fait sur Grey pour pouvoir le défier à la danse.

#### Capri
Capri (カプリコ, Kapuriko) est la constellation du Capricorne. Il est un esprit stellaire disparu depuis 17 ans. Avant sa disparition, sa dernière maîtresse était Layla Heartfilia, la mère de Lucy. Une fois la clé confié à Zoldio par Layla, celui-ci utilisa la magie de soumission humaine, Human Rise pour s'approprier le corps de Capri et disparut pendant 17 ans. Il apparaît sur l'île Tenrô et montre la capacité de mettre les personnes dans des bulles pour pouvoir mieux les transporter. Il fait partie de la guilde noire, Grimoire Heart et a la capacité d'invoquer des humains, de la même façon qu'un constellationiste peut invoquer un esprit. Loki sauve ce dernier et, à la suite du vœu de Layla pour protéger sa famille, Capri rejoint l'équipe de Lucy. Il commence d'ailleurs à l'entraîner après son retour de l'île de Tenro et son absence de sept ans, et semble beaucoup plus respectueux envers elle que la plupart de ses autres esprits. Dans l'arc "éclipse des esprits stellaires" (uniquement dans l'anime), il apparaît plus chétif et son passe-temps est de défier ses opposants dans des jeux de devinettes.

#### Gemini
Gemini (ジェミニ, Jemini),, (VO : Kanami Satō et Yukiyo Fujii), est la constellation des Gémeaux. Il est composé de deux petits êtres, Gemi et Mini. Ils peuvent prendre l'apparence de n'importe quelle personne et utiliser sa magie pendant cinq minutes. Ils peuvent retenir des informations sur deux personnes qu'ils touchent. Appartenant au début à Angel, Gemini va rejoindre Lucy avec les clefs célestes de son ancienne maîtresse pour les lui donner.

#### Léo
Léo (),, surnommé Loki (ロキ, Roki),, (VO : Daisuke Kishio, VF : Tony Marot), est la constellation du Lion. Il était autrefois l'esprit stellaire de Karen Lilika, un membre de la guilde Blue Pegasus. Karen était une magicienne réputée pour sa très grande beauté ayant énormément de soupirants, qu'elle traitait d'ailleurs très mal. Pour se débarrasser d'eux, elle envoyait ses esprits stellaires, surtout Aries. Elle se comportait avec ses esprits d'une manière infiniment cruelle ne respectant pas ses contrats avec eux et allant même jusqu'à les torturer. Après un désaccord avec le maître de sa guilde, Léo, de par sa présence dans le monde des humains, empêcha Karen de faire appel à Aries. Elle dut se résoudre à partir en mission sans ses esprits et mourut empêchant ainsi Léo de revenir dans le monde des esprits.
Léo devient donc un membre de Fairy Tail sous le nom de Loki. Au bout de trois ans, ayant perdu toutes ses forces, il se rend sur la tombe de Karen. Finalement, Lucy ayant compris que Léo était un esprit et sachant qu'il avait été en lien avec Karen le retrouva et pour le sauver alla jusqu'à faire appel au roi des esprits qui au bout du compte accepta de laisser Léo rentrer. Depuis ce jour, Léo est un des esprits de Lucy.
Il est le coéquipier de Grey lors de l'examen de sélection des mages de rang S. Après l'intervention de la guilde sombre Grimoire Heart, il combat avec les autres face à la guilde noire. Il bat Capri, l'un des sept frères du purgatoire lors de la guerre contre Grimoire Heart.
Il est également le leader des 12 portes d'or. En combat, il utilise le pouvoir de la lumière du roi, Regulus. Il peut ainsi se doter de griffes de lumière, aveugler ses ennemis et projeter de puissants boulets d'énergie. Cela fait de lui l'esprit de Lucy le plus fort. C'est le seul esprit qui puisse garder forme humaine. Étant un esprit combatif et le leader des esprits, Léo peut franchir la porte des esprits et venir à son maître constellationniste sans que celui-ci l'invoque.

#### Libra
Libra (ライブラ, Raibura) (VF : Mélanie Anne) est la constellation de la Balance. Elle ressemble à une danseuse du ventre portant le plateau d'une balance à chaque main. Son pouvoir consiste à manipuler la masse d'un adversaire.

#### Ophiuchus
Ophiuchus (オフィウクス, Ofiukusu) est la constellation de Ophiuchus aussi appelé le Serpentaire. Il est le treizième signe du zodiaque. C'est Yukino qui fait appel à cette constellation durant son match contre Kagura lors du grand tournoi de la magie. Selon Lucy, cette constellation est légendaire, plus puissante que les douze autres constellations du zodiaque. Elle se manifeste sous la forme d'un serpent géant. Même si cette constellation est classée parmi les portes du zodiaque, sa clé est totalement différente des autres.

#### Pisces
Pisces (パイシーズ, Paishiizu) (VF : Grégory Laisné) est la constellation des Poissons. Ils peuvent apparaître sous leur vraie forme, celle d'une femme et de son fils portant un trident et vêtus tous deux de tenues de combat avec des écailles, ou sous la forme de deux monstres marins, un noir et un blanc ayant la forme d'anguilles et surgissant d'une flaque d'eau. À la différence d'Aquarius, l'eau n'est pas requise pour son invocation. Pisces utilise des attaques physiques et retourne à l'état de poissons s'il a un contact avec de l'eau.

#### Sagittarius
Sagittarius (サジタリウス, Sajitariusu),, (VO : Masaki Kawanabe), est la constellation du Sagittaire. Il est l'esprit stellaire gagné dans l'arc Deliora. Cette clé d'or invoque un homme déguisé en cheval bipède et grand adepte du tir à l'arc. Très poli, il est très précis et a souvent de bonnes idées stratégiques même s'il met du temps avant de les donner.

#### Scorpio
Scorpio (スコーピオン, Sukōpion), (VF : Bruno Méyère) est la constellation du Scorpion. Anciennement possédé par Angel, il est le fameux petit-ami d'Aquarius. Il est équipé d'une queue robotique armée d'un canon qui tire un rayon de sable. Il parle de lui à la première personne du pluriel (parlant ainsi de lui-même et de sa queue-canon).

#### Taurus
Taurus (タウロス, Taurosu),, (VO : Eiji Sekiguchi, VF : Benoît Allemane), est la constellation du Taureau. Puissant, il est armé d'un intimidant labrys. Il est aussi obsédé par les formes plus qu'agréables de Lucy et ne supporte pas que l'on insulte le physique de sa maîtresse. Il est pervers et s'il se bat contre une fille ayant de « jolies » formes, il peut rentrer dans le monde des esprits pour ne pas avoir à se battre contre cette fille.

#### Virgo
Virgo (バルゴ, Barugo),, (VO : Miyuki Sawashiro, VF : Catherine Desplaces), est la constellation de la Vierge. Mégère d'apparence rude, elle servait de maîtresse de maison au comte Ebar. Sa première apparence (repoussante) n'est que l'image de la soi-disant beauté féminine selon le comte Ebar. Elle décide de passer un contrat avec Lucy après que celle-ci ait battu le comte. Quand Lucy passe un contrat avec elle, elle apparaît sous un physique bien plus agréable car Virgo se doit de travailler avec une apparence qui convient à son propriétaire. Elle est très serviable, insistant pour donner à son maître actuel le titre le plus honorifique qui soit et elle a la faculté de creuser sans la moindre difficulté des trous ou des tunnels dans la terre ou la pierre mais pas dans la glace. Elle semble avoir des tendances masochistes, demandant constamment si ce qu'elle fait mérite une punition et insistant pour être punie par sa maîtresse très souvent. Dans l'arc "éclipse des esprits stellaires", son alter-égo est bien plus sadique et n'hésite pas à torturer Lucy de toutes formes possibles.

### Clés d’argent
Les clés d’argent s’obtiennent le plus généralement en les achetant en magasin. Contrairement aux clés d'or, celles d'argent existent en plusieurs exemplaires.

#### Caelum
Caelum (カエルム, Kaerumu) est la constellation du Burin. Il appartient à Angel et, dans l'anime, à Katja. Pour une clé d'argent, c'est un esprit puissant pouvant tirer un rayon d'énergie ou tout simplement être équipé comme une arme.
Le « ciseau » est la traduction moderne de la constellation « Caelum », mais n'est pas tout à fait exact. Le mot est ambigu. En latin, il signifie à la fois « Les cieux » et « Burin », qui est un instrument utilisé pour la gravure sur le cuivre et les métaux précieux. C'est cet instrument que Lacaille avait en tête quand il a nommé la constellation. Si Hiro Mashima voulait le nommer « ciseau », le nom correct aurait dû être « Scalprum », ce qui signifie « ciseau » en latin.

#### Horologium
Horologium (ホロロギウム, Hororogiumu),, (VO : Masaki Kawanabe, VF : Stéphane Ronchewski), est la constellation de l'Horloge. Il est utilisé par Lucy qui s'en sert pour se protéger en se réfugiant à l'intérieur de lui. Lucy ne pouvant être entendue lorsqu'elle y est enfermée, Horologium retranscrit alors ses paroles. Il s'invoque parfois tout seul, sans que Lucy ne l'ait appelé, lorsqu'elle est en danger de mort, et abrite automatiquement Lucy à l'intérieur de son corps… cependant lorsqu'il fait ça il laisse les vêtements de Lucy à l'extérieur, ce qui arrive également lorsqu'il prend plus d'une personne dans son corps pour la protéger.

#### Kross
Kross (クルックス, Kurukkusu),, surnommé Kro, également typographié Crux dans la version française de l'anime, (VO : Masafumi Kimura), est la constellation de la Croix du Sud. Appartenant à Lucy, il est un spécialiste des études sur les esprits, il sait également quel mage a appelé quel esprit par le passé. Il ressemble à un humain à l'exception de sa tête qui a la forme d'une croix. Il semble toujours endormi, aussi bien lorsqu'il fait une recherche dans sa base de données que lorsqu'il n'en fait pas, mais étonnement Lucy peut distinguer les moments où l'esprit est en train de faire une recherche dans sa mémoire des moments ou il dort réellement.

#### Lyra
Lyra (リラ, Rira),, (VF : Megumi Nakajima, VF : Caroline Combes), est la constellation de la Lyre. Elle est un esprit représenté sous la forme d'une toute jeune fille avec une lyre, très joyeuse, qui semble avoir comme pouvoir de chanter et jouer sur sa lyre de merveilleuses mélodies. Habituellement, elle chante des chansons qui correspondent à ce que ressentent les gens au plus profond de leur cœur.

#### Nikola
Nikola (ニコラ, Nikora),, baptisé Plue (VO : Saori Goto, VF : Caroline Combes), est la constellation du Chien. Elle se dit « constellation d'agrément » et ressemble étrangement à un certain animal, considéré comme appartenant à la race canine, de la série précédente de l'auteur (Rave). Il est la copie conforme de celui qui apparaît dans l'anime et le manga Rave. Lucy l'achète lors de son passage à Harujion pour 19 000 joyaux. Ne s'exprimant qu'avec l'expression « Poon ». Natsu arrive à le comprendre. C'est Plue qui est à l'origine de l'idée que Natsu, Happy et Lucy forment une équipe. Dans l'anime, Katya possède également une clé d'argent de Nikola. Lors du passage des membres de Fairy Tail dans le monde des esprits stellaires pour fêter le retour de Lucy après leurs sept années de disparition, on peut voir qu'il existe plusieurs exemplaires de cet esprit dotés de subtiles différence avec celui que possède Lucy qui est la copie conforme du Plue de Rave.

#### Pixis
Pixis (ピクシス, Pikushisu) est la constellation de la Boussole. Celui-ci ressemble à un pingouin surmonté d'une boussole et permet à son maître de connaître la direction souhaitée.

## Dragons

### Acnologia
Acnologia (アクノロギア, Akunorogia), surnommé le roi des dragons, est le dragon noir de l’apocalypse. 400 ans auparavant, il a été un chasseur de dragon qui s'est complètement transformé en dragon car il a utilisé trop de cette magie, et ainsi a tué tous les dragons qui demeurent dans le cimetière des dragons. Contrairement aux autres dragons qui se sont retirés le 7 juillet de l'an 777, il est toujours actif dans le monde humain. Acnologia déteste les humains, il ne leur parle pas comme un humain n'adresserait pas la parole à un simple insecte. Il a battu Gildarts en lui arrachant le bras gauche, la jambe gauche et plusieurs organes apparaissent.
Il apparaît sur l'île Tenrô après le départ de Grimoire Heart, à cause de leurs actes maléfiques, et attaque Fairy Tail. Il détruit ensuite l’île Tenrô avec tous les membres de Fairy Tail qui s'y trouvent (tous ceux participants à l'examen de rang S dont Makarof, Gildarts, Luxus, Mirajane, Erza, Ever Green, Elfman, Lisanna, Natsu, Lucy, Grey, Wendy, Fried, Bixrow, Gajil, Reby, Jubia, Kanna, Happy, Carla et Panther Lily). Après ces évènements, il disparaît.
Il réapparaît lors de la bataille entre Fairy Tail et Tartaros. D'après Mard Geer, il serait venu pour détruire E.N.D avant sa résurrection. Il entame un duel contre Ignir. Il gagne ce combat après avoir arraché une grande partie du torse d'Ignir et, malgré avoir perdu un bras, il achève ensuite Ignir avec son Hurlement du Dragon.
Il se cache dans une chaîne de montagnes rocheuses et reçoit la visite de Zeleph. Sous forme humaine, Acnologia à l'apparence d'un homme d'une vingtaine d'années bien qu'il soit âgé de plusieurs siècles, il a une longue chevelure bleue nuit hérissée, une peau foncée avec des marques bleues et porte une longue cape noire. Lors de son entrevue, Zeleph lui déclare la Guerre.
Acnologia réapparaît toujours sous forme humaine et terrasse en un coup God Serena, l'un des 12 Spriggan qui a vaincu les 4 Mages Sacrés d'Ishgar, ordre dont il était le plus fort jadis. God Serena étant un Chasseur de Dragon de 2e Génération, Acnologia déclare qu'il ne manque que 7 Chasseurs de Dragons à tuer. Il ressent la mort de Gajil Redfox, et considère qu'il ne lui reste plus que six cibles, avant de rencontrer Eileen Belserion. Cette dernière le prend au dépourvu en utilisant un sort qui modifie la géographie du royaume de Fiore et téléporte au hasard les habitants du royaume, ce qui le fait disparaître. D'après Eileen, ce sort aurait envoyé Acnologia quelque part au milieu de l'océan, mais le dragon réapparaît plus tard après le suicide d'Eileen devant Erza et Wendy. Jellal l'affronte dans un combat acharné mais Acnologia le domine et se transforme alors en dragon. Jellal, Anna et les Trymens, à bord du Christina tentent désespérément de l'envoyer dans les limbes, dont il ressort pourtant indemne après avoir absorbé la magie du temps. De retour à Earthland, il capture tous les chasseurs de dragons et entreprend de semer le chaos dans le monde.

### Atlas Flame
Atlas Flame est un dragon qui utilise le feu des Enfers. Il est représenté comme un dragon complètement immolé par le feu. Il est l'un des sept dragons sortant d'Éclipse après son ouverture. Il est également un vieil ami d'Ignir, et va s'allier avec Natsu dès qu'il apprend qu'il est le « fils » de son ami. Après la destruction de la porte Éclipse, il retourne dans son époque. Par la suite, il s'avère que la flamme éternelle qui protège le village du Soleil n'est autre que Atlas Flame en personne.

### Vaislockia
Vaislockia (バイスロギア, Baisurogia), ou Baislogia dans la version française de l'anime ou encore Weisslogia, est un dragon qui a eu Sting pour apprenti. Il lui a appris la magie anti-dragon de la lumière (ou dragon blanc) et a demandé à Sting de le tuer pour parfaire sa magie. Cependant, il effectue sa réapparition lors de la bataille entre Fairy Tail et Tartaros pour détruire tous les Face juste avant leur activation.

### Grandiné
Grandiné (グランディーネ, Gurandīne) (VF : Catherine Lafond) est la dragonne céleste. Elle a élevé Wendy puis a disparu le 7 juillet de l'an 777. La version Edolas de Grandine est Polyussica. Elle fait sa réapparition lors de la bataille entre Fairy Tail et Tartaros pour détruire tous les Face juste avant leur activation.

### Ignir
Ignir (イグニール, Igunīru), (VF : Hidekatsu Shibata, VF : Jérémy Zylberberg), également typographié Igneel dans la version originale de l'anime, est un dragon de feu. Il a recueilli Natsu étant petit et l'a élevé et lui a enseigné la culture générale et la magie anti-dragon. Il a disparu le 7 juillet de l'an 777. Il est également le roi des dragons de feu. Il fait sa réapparition lors de la bataille entre Fairy Tail et Tartaros, prétextant à Natsu avoir toujours été en lui, pour affronter Acnologia. Même s'il réussit à arracher le bras d'Acnologia, il perd ce duel ainsi qu'une grande partie de son torse. Il meurt ensuite quand Acnologia l'achève avec son hurlement du dragon. Il lègue ensuite les forces qui lui restaient à Natsu pendant la bataille contre Arbaless.

### Jilkonis
Jilkonis (ジルコニス, Zirukonisu) est un dragon de jade. Tué par Acnologia, il repose dans le cimetière des dragons. Il n'aime pas les humains car il les considère simplement comme de la nourriture, et adore leur faire peur. Il est l'un des sept dragons sortant d'Éclipse après son ouverture. Grâce à sa magie d'humiliation, il déshabille les humains avant de les manger, prétendant ne pas aimer le goût de leurs vêtements.

### Metallicana
Metallicana (メタリカーナ, Metarikāna) est un dragon métallique. Il a eu comme apprenti Gajil et lui a enseigné la magie anti-dragon. Il a disparu le 7 juillet de l'an 777. Il fait sa réapparition lors de la bataille entre Fairy Tail et Tartaros pour détruire tous les Face juste avant leur activation. Il adore taquiner Gajil en lui disant qu'il a un regard mauvais.

### Motherglare
Motherglare est un des sept dragons sortant d'Éclipse après son ouverture. C'est lui qui prend Rog du futur sur son dos, il est capable de pondre des petits dragons qui servent de combattants.

### Revire
Revire est un des sept dragons sortant de l'Éclipse après son ouverture. Il est représenté comme un dragon ayant des similitudes avec les amphibiens, comme la peau lisse, ou les doigts palmés. Il affronte Rog, et lui apprend que c'est lui-même (le Rog du futur) qui les à faits sortir de l'Éclipse.

### Scissor Runner
Scissor Runner est un des sept dragons sortant de l'Éclipse après son ouverture. Il possède une corne courbée sur le front et une autre sur la mâchoire inférieure, rappelant des ciseaux, ou un bec. Il se bat contre Sting.

### Skiadram
Skiadram (スカイアドラム, Sukaiadoramu) est un dragon qui a eu Rogue pour apprenti. Il lui a appris la magie anti-dragon de l'ombre (ou dragon noir). Ce dernier prétend l'avoir tué mais Skiadram était malade et Rog est resté à ses côtés jusqu'à la fin. Cependant, il effectue sa réapparition lors de la bataille entre Fairy Tail et Tartaros pour détruire tous les Face juste avant leur activation.

## Autres

### Gentils

#### Bobo
Bobo (ボボ), doublé par Emmanuel Gradi en français, est un démon vivant sur l’île de Galuna. Il est le fils de Moka. C’est le seul à avoir réussi à s’échapper de l’île en faisant croire à sa mort après avoir été assassiné par son père. Il guide Natsu, Grey, Lucy et Happy vers l’île car aucun autre marin n’ose s’approcher de l’île à cause de la malédiction.
Lorsque Erza, aidée par Natsu, détruit le dôme maléfique créé par les gouttes de lune, il revient parmi les siens, heureux de voir qu'ils ont retrouvé leur mémoire et font un gigantesque banquet.

#### Wolly Bucchanan
Wolly Bucchanan (ウォーリー・ブキャナン, Wōrī Bukyanan), doublé par Kazuya Ichijō en japonais et Eric Peter en français, est un ami d'enfance d’Erza. Il adore les films Dandy et est d'ailleurs obsédé par le dandysme. Wolly apparaît avec ses amis Shaw, Milliana et Simon pour capturer Erza afin de la ramener à Gerald. Il tire une balle de revolver dans la bouche de Natsu mais celui-ci s'en sortira avec juste de la douleur. Il est par la suite vaincu par Natsu, très remonté contre lui. Avec Shaw et Milliana, il se repent et fait la paix avec Erza et ses amis. Il est le petit frère de Hot-Eye et comme lui, a les parties du corps complètement cubiques.

#### Conseil de la magie
Le conseil de la magie est un groupe de plusieurs mages parmi les plus puissants. Ils doivent faire régner l'ordre sur le royaume de Fiore. Les conseillers ont au-dessus d'eux un président du Conseil dont la vraie apparence est dissimulé par les ombres.
- Membre no 1 : Jycrain (en réalité Gerald Fernandez, leader de la guilde Crime Sorcerer)
- Membre no 2 : Ork (オーグ, Ōgu?) (tué par Jackal de Tartaros), doublé par Daisuke Endō en japonais et Benoît Allemane en français
- Membre no 3 : Michelo (vivant), doublé par Fujii Yukiyo en japonais et Julien Chatelet en français
- Membre no 4 : Belno (tuée par la guilde noire Tartaros)
- Membre no 5 : Ultia Milkovich (vivante mais rendue âgée par les effets secondaires de sa magie)
- Membre no 6 : Yajima (シト ヤジマ, Yajima Shitō?) (vivant), doublé par Masafumi Kimura en japonais et Gérard Surugue en français
- Membre no 7 : Reiji, doublé par Emmanuel Rausenberger en français
- Membre no 8 : inconnu
- Membre no 9 : inconnu

À noter qu'un vieillard nommé Yuri, tué par Seila de Tartaros, faisait partie du Conseil et que Crowford Sheem, un traître allié à Tartaros, était l'ancien président du Conseil.
Depuis l’utilisation de l’Aetherion et la trahison de Jycrain et d'Ultia, le conseil a été dissous puis a été reformé avec neuf membres.
- Membre no 1 : Gran Doma (グラン・ドマ, Guran Doma?)
- Membre no 2 : Ork
- Membre no 3 : inconnu
- Membre no 4 : inconnu
- Membre no 5 : inconnu
- Membre no 6 : inconnu
- Membre no 7 : inconnu
- Membre no 8 : inconnu
- Membre no 9 : inconnu

À la suite de l'attaque de Tartaros, le nouveau conseil de la magie est détruit et les membres tués par le démon Jackal (à l'exception de Dranbalt qui réussira à s'enfuir).
Le Conseil est réuni à nouveau avec les 10 Mages Saints dont Hybérion, Wolfheim, Warrod Seaken et Jera Nekis. À noter que Makarof, Gerald et José n'en font pas partie.

#### Dranbalt
Dranbalt (ドランバルト, Doranbaruto), doublé par Shūhei Sakaguchi en japonais, est un agent du Conseil de la Magie qui s'est infiltré au sein de Fairy Tail sous le nom de Mest Glider. Il a la capacité de se téléporter et de modifier les souvenirs des gens, ce qui lui permet de faire croire à tous au sein de Fairy Tail qu'il était l'élève de Mistgun. Il se trahit lui-même lorsqu'il ne réagit pas au code rouge lancé par Erza sur l'île Tenrô lors de l'examen de rang S. Il est tout de même attaché à Wendy et à Fairy Tail en empêchant le lancement de l'aetherion et en proposant de sauver Fairy Tail. Dans l'anime, sept ans après la disparition de Natsu et des autres, il devient alcoolique et veut se faire appeler Mest Glider jusqu'à ce qu'il sauve Katja (une jeune fille ressemblant à Wendy), ce qui lui rend l'envie de se battre pour la justice et de reprendre son véritable nom. Il sera le seul survivant de l'attaque du conseil par Tartaros. Il sauve Wendy et Carla de l'explosion de Face grâce à sa technique de téléportation, leur évitant ainsi une mort certaine. Il est en réalité un membre de Fairy Tail, qui a modifié sa mémoire grâce à sa magie pour intégrer et surveiller le conseil sur ordre de Makarof (qui lui avait malgré tout dit de ne pas effacer sa mémoire). Il agit souvent bizarrement en disant qu'il veut connaître les sensations qu'on éprouve dans certaines circonstances, comme en mangeant de la neige, en se trempant dans une rivière gelée où en mordant la tête de certaines personnes. Il réapparait pendant l'arc Arbaless comme membre de Fairy Tail à part entière. Il montrera Fairy Heart à Erza et la mettra au courant de ce que prépare Arbaless. Quand Brandish propose d'aller voir August, il n'est pas d'accord car il n'a aucune confiance en elle, contrairement à Natsu et Lucy. Il les suivra et fera croire à Brandish qu'elle doit tuer August en lui implantant de faux souvenirs. Il aidera Mavis et Erza à rejoindre les autres pendant la bataille.

#### Jade E. Fiore
La princesse Jade E. Fiore (姫・ひし, Hime Hisui) est la fille du roi de Fiore. C'est elle qui dirige le plan Éclipse 2. Et c'est aussi, elle qui a précipité Natsu, les Exceeds, Lucy, Yukino, Mirajane et Wendy, dans le palais de l'Enfer. Elle souhaite la survie d'Arcadios. C'est une constellationniste.

#### Jude Heartfilia
Jude Heartfilia (ジュード・ハートフィリア, Jūdo Hātofiria), ou Mr Heartfilia (ミスター・ハートフィリア, Misutā Hātofiria), doublé par Banjō Ginga en japonais, est le père de Lucy. Il est né en 743 et décédé en 791 à l'âge de 48 ans. Il dirige une importante compagnie ferroviaire ce qui fait de lui un homme riche. Il est d'un caractère autoritaire et ne s'est pas préoccupé de sa fille lorsque celle-ci a fugué. Il a engagé la guilde Phantom Lord pour la ramener à la maison lorsque le duc de Saouard a demandé sa main en mariage. Sa mort durant l'absence de Natsu et des autres, causa un grand chagrin chez Lucy qui découvrit que son père avait payé sept ans de loyer pour son appartement. La jeune fille apprend la mort de son père au moment où elle voulait enfin se réconcilier avec lui. À sa mort, il lègue à sa fille une aiguille. Cette aiguille est une partie de l'horloge infinie.

#### Layla Heartfilia
Layla Heartfilia (レイラ・ハートフィリア, Reira Hātofiria, 29 ans), est la mère de Lucy et femme de Jude Heartfilia. Elle est née en 748 et décédée en 777 à l'âge de 29 ans. Elle ressemble beaucoup à sa fille. Elle était mage constelationniste liée à l'esprit du Capricorne, du Verseau et du Cancer. Ces derniers sont maintenant les esprits de Lucy. Elle a fait partie du plan élaboré par Zeleph et son ancêtre, Anna Heartfillia, afin de faire venir les Chasseurs de Dragons depuis le passé en utilisant la porte Éclipse, qu'elle devait ouvrir grâce aux douze clés d'or du Zodiaque au moment que son ancêtre aurait choisi, mais auparavant elle avait légué ses trois clés d'or à trois de ses proches, dont la mère de Brandish qui s'était vue confier la clé d'Aquarius. Lorsqu'elle dût ouvrir la porte, elle avait réussi à contacter tous les possesseurs des clés d'or afin de les utiliser, mais il lui manquait la clé du Verseau, ce qui l'obligea à utiliser sa propre magie pour pallier ce manque. C'est à cause de l'absence de la clé d'Aquarius, que Layla développa par la suite une maladie affectant sa magie, ce qui fut la cause de sa mort. Lorsque son ancienne servante, qui avait reçu la clé du Verseau, la lui rapporta en pleurant et en se sentant responsable de la maladie de Layla, celle-ci lui répondit qu'elle n'avait pas à se sentir coupable et qu'elle était, malgré tout, heureuse d'avoir accompli la tâche qui se transmettait dans sa famille depuis des siècles, et de ne pas avoir à léguer ce fardeau à sa fille.

#### Jason
Jason () est un journaliste travaillant pour le magazine Sorcerer. Il a la particularité d'être surexcité lors de ses interviews. Pendant l'année qui suit la dissolution de Fairy Tail, il engage Lucy comme stagiaire et travaille avec elle jusqu'à l'arrivée de Natsu au dernier jour des nouveaux grands jeux de la magie. Son mot favori est "cool".

#### La Légion
La Légion, exclusive à la série télévisée d'animation, représente les membres de Zentopia au sein de l'église. Ils ont pour mission d'empêcher Fairy Tail de rassembler les pièces de l'horloge Infinie.

##### Coco (Earthland)
Coco (ココ, Koko) est la version Earthland de Coco d'Edolas, avec 7 ans de plus. Elle utilise une magie qui a été interdite : la course sans frontière, une magie athlétique qui lui permet d'être vraiment rapide. De plus, cette magie lui permet de courir sur des parois telles que des falaises ou autre. C'est un personnage naïf, qui se fait berner facilement par ses ennemis. Lors du combat entre Natsu et Byro, elle émet des doutes sur le fait que Fairy Tail soit un ennemi de Zentopia. Elle est emprisonnée pour avoir perdu la foi, puis elle est libérée par Natsu et se range du côté de Fairy Tail.

##### Byro Cracy
Byro Cracy (バイロ・クラシー, Bairo Kurashī) est le chef de la Légion et la version Earthland de Byro. Sa magie lui permet d'annuler toutes les magies de ses assaillants. D'après Dan, c'est une des cinq magies les plus puissantes de Fiore. Étant un expert en combat rapproché, c'est donc un adversaire redoutable pour des mages. Il monte une pieuvre géante qui peut cracher de l'acide très très chaud. Il est chargé par Rapowant de capturer Lucy et il obéit, étant inconditionnellement dévoué à Zenopia. Quand il découvre qu'ils ont été manipulés, lui et l'Archevêque par le cardinal Rapowant, il se retourne contre ce dernier. Le cardinal hors course, il entame un combat à mains nues contre Gildarts, mais il se fait écraser, le fossé entre leur force étant trop grand.

##### Mary Hugues
Mary Hugues (マリーヒューズ, Marī Hyūzu) est la version Earthland de Hugues d'Edolas, avec 7 ans de plus, mis à part que c'est une fille. Sa magie lui permet de contrôler les corps humains. Lorsqu'elle est désignée par le cardinal Rapowant pour attaquer une église avec Guttman, elle remet en question les principes de Zentopia, tout comme Coco. Elle se fera battre part Mirajane.

##### Guttman Kubrick
Guttman Kubrick (ガットマン・キューブリック, Gattoman Kyūburikku) était un dangereux prisonnier de Zentopia, libéré afin de remplacer Coco au sein de la Légion. Il n'est pas humain. Il ressemble à un dinosaure vert cubique. Il utilise une magie de suppression qui lui permet de faire exploser la puissance magique des mages pour ainsi leur infliger des dégâts. Il utilise aussi la télépathie pour communiquer. Il est battu par le duo que forme Gajil et Jubia.

##### Samuel
Samuel (サミュエル, Samyueru) (VF : Jean-Pierre Leblan) est un Exceed envoyé sur Earthland au même moment qu'Happy et Carla, et élevé par Zentopia. Son plat préféré est le sauté de champignons au beurre. Il est le cerveau de la Légion. Tout comme Lily, il peut prendre sa forme originelle. Il considère Lily comme son frère.

##### Dan Straight
Dan Straight (ダン・ストレイト, Dan Sutoreito) (VF : Yann Pichon) est membre de la Légion. C'est un guerrier armé d'une lance qui peut augmenter ou diminuer la taille des objets et des personnes, comme il l'a fait sur Happy en le rendant immense ou encore sur Natsu, le rendant minuscule. Il possède également un bouclier appelé Ricochet qui lui permet de renvoyer les attaques magiques. Il tombe éperdument amoureux de Lucy, à son grand désarroi. Il tombe ensuite sous le charme d'Angel, bien qu'elle soit son ennemie.

##### Sugar Boy (Earthland)
Sugar Boy (シュガ－ボ－イ, Shugābōi) (VF : Marc Bretonnière) est la version Earthland de Sugarboy d'Edolas. Il a un style très disco, inspiré d'Elvis Presley. Il surnomme Natsu « Hot boy », Grey « Ice boy », Erza « Armor girl », Happy « Pretty blue cat » et Cobra « Snake boy ». Ce dernier l'envoie balader, ne supportant plus de l'entendre parler.

#### Michelle Lobster
Michelle Lobster (ミッシェル・ロブスター, Missheru Robusutā) (VF : Virginie Ledieu), dans l'anime, est une jeune fille qui a été plongée dans un coma afin qu'Imitatia, membre de la nouvelle Oracion Seis, usurpe son identité et fasse croire qu'elle est la cousine de Lucy. Elle est découverte par Gildarts et Lucky qui la retrouve plongée dans un coma maintenu par des lacrimas. Elle apprend à Coco et Mary Hugues, à la fin de l'arc, qu'elle n'a aucune cousine du nom de Lucy, ce qui soulage cette dernière. Se sentant trahie, elle essaie de protéger cette dernière mais échoue et redevient la simple poupée qu'elle était à l'origine. Cette poupée avait été offerte à Lucy par sa mère et son père. Lucy aimait tellement sa poupée qu'elle disait que c'était sa petite sœur. À la mort de Layla, Lucy abandonne sa poupée et l'oublie car c'est un souvenir de sa mère.

#### Kaby Melon
Kaby Melon (カービィ・メロン, Kābi Meron), (VO : Shiro Gou, VF : Patrick Bethune), est le commanditaire de l’annonce à 2 millions de joyaux pour la destruction du livre Day Break qui se révèle être un livre lui étant dédié lorsque les lettres se remettent en place, devenant Dear Kaby écrit par son père, Zekua Melon.

#### Oul Milkovich
Oul Milkovich (ウル, Uru), (VO : Miyuki Sawashiro, VF : Odile Schmitt) ou Ur dans la version originale de l'anime, était le maître de Grey et Leon. Elle est décédée en donnant sa vie pour enfermer le monstre Deliora dans une prison de glace. Elle était assez puissante pour être l'une des dix mages sacrés. Le sort le plus puissant qu'elle a utilisé pour congeler Deliora se nomme « Glace absolue ». Ultia est sa fille biologique.

#### Moka
Moka (), (VF : Philippe Roullier), est un démon vivant sur l’île de Galuna. Il est le père de Bobo. Victime des effets néfastes des gouttes de lune ayant perturbé sa mémoire et lui faisant oublier sa nature de démon, il a décidé d’assassiner son fils Bobo pensant qu’il devenait un démon de manière définitive. Son fils réussi à survivre et pardonna son père une fois les choses rétablies.

#### Polyussica
Polyussica (ポーリュシカ, Pōryushika), (VO : Shoko Tsuda, VF : Catherine Lafond), est une vieille sorcière spécialiste dans les blessures due à la magie. C'est une ancienne amie de Makarof qui l'a soignée pendant la guerre de Fairy Tail contre Phantom Lord. Elle n'aime pas la civilisation et la guerre mais semble connaître le secret de Mistgun. Elle a soigné Erza car elle avait perdu son œil. Polyussica est en réalité la version Edolas du dragon qui a élevé Wendy, Grandine. Elle est arrivée à Earthland par hasard il y a très longtemps et peut également communiquer par la pensée avec le Grandine de Earthland. Mis à part Wendy et Mistgun, elle ne supporte pas la compagnie d'autrui et repousse souvent ceux qui viennent la voir.

#### Shaw
Shaw (ショウ, Shou), (VO : Hiro Shimono, VF : Bruno Méyère), est un ami d'enfance d’Erza. Il la considère comme sa grande sœur mais la considère comme une traîtresse à la suite de sa disparition de l'île, étant enfant. Il utilise des cartes magiques, qui lorsqu'il les lancent sur ses adversaires, les isolent dans une autre dimension. Pendant l'Arc Tour du Paradis, Lucy a été ligotée par Miliana. Heureusement, un gentil monsieur va pouvoir lui couper la corde malgré le fait qu'il soit emprisonné dans une autre dimension.

#### Simon
Simon (シモン, Shimon), (VO : Yasuyuki Kase, VF : Emmanuel Gradi), est un ami d’enfance d’Erza et en est amoureux. Il utilise pour combattre une magie d’obscurité qui peut plonger un endroit dans le noir total. Il se sacrifie pour sauver la vie d'Erza lors d’une attaque de Gerald. Kagura est sa petite sœur. Il vient du village Rosemary.

#### Yajima
Yajima (VO : Masafumi Kimura, VF : Gérard Surugue), est un membre du premier conseil, c'est le principal avocat de Fairy Tail. Il survie à l'écroulement du bâtiment du conseil quand Ultia utilise son sort de magie oubliée après que Jycrain en fait Gerald se serve d'Aetherion pour ressusciter Zeleph. Il apparait plus tard lors d'une mission de Natsu, Erza, Grey et Lucy en tant que chef de cuisine. Sept ans plus tard, il anime les jeux inter-Magiques.

#### Mistgun
Mistgun (ミストガン, Mistogan, 19 ans), de son vrai nom Gerald Faust, (VO : Daisuke Namikawa, VF : ), est l'un des plus puissants mages de Fairy Tail d'Earthland, capable d'utiliser la magie du sommeil, de l’œil, de la brume, de l'énergie ainsi que différents sorts d'illusion et de protection. Pour ces différents pouvoirs, il a cinq bâtons magiques différents (un pour chaque pouvoir).
Biographie fictive
Vivant sur Edolas, il se perd jeune dans une contrée mais est sauvé et recueilli par Panther Lily qui le ramène alors à Extalia. Une des lois interdisant de faire pénétrer un humain à Extalia, Panther Lily est alors banni, et Gerald et lui retournent alors chez les humains.
Plus tard, sans savoir ni quand ni comment, Gerald se retrouve téléporté dans le monde d'Eartland et correspond alors au double de Gerald de ce monde. Il intègre la guilde de Fairy Tail en prenant le nom de Mistgun et devient un des mages les plus puissants. Il y reste pendant sept ans, où il détruisit les différentes tentatives d'utilisation de la magie Anima utilisée depuis Edolas sur Earthland. Quand il vient chercher des quêtes, il endort toute la guilde pour que personne ne le voit.
De retour sur Edolas, il aide ses compagnons en combattant l'armée royale et devient à nouveau le prince d'Edolas. Ne pouvant plus revenir sur Earthland, il reste sur Edolas et quitte alors Fairy Tail.
Famille
Il est le fils princier du roi Faust qui gouverne Edolas, un monde parallèle à Earthland.

#### Anna Heartfilia
Anna Heartfilia (アンナ・ハートフィリア, Anna Hātofiria, 400 ans) (VO : Aya Endō, VF : Marie Nonnenmacher), est, selon Aquarius, la plus grande Mage Constellationniste ayant jamais existé. Elle est l'ancêtre de Layla et de Lucy Heartfilia, qui sont sa sosie parfaite.
400 ans auparavant, Anna élaborait avec d'autres mages constellationnistes ainsi qu'avec Zeleph et les Dragons, un plan pour vaincre Acnologia. Ils décidèrent d'envoyer des Chasseurs de Dragons dans le futur à l'aide de la porte Éclipse avec les dragons à l'intérieur de leur corps à une époque où l'Ethernano était plus abondant. Anna ainsi que les dragons élevèrent ainsi cinq enfants : Natsu, Wendy, Sting, Gajil et Rogue dans le but de leur apprendre la magie anti-dragon. Anna se charge notamment de leur apprendre à lire. Elle en profita également pour tricoter l'écharpe de Natsu à partir d'écailles de dragons.
Le jour venu, Anna ouvrit la porte Éclipse et y passa avec les jeunes chasseurs de dragons pour aller dans le futur en tant que gardienne de ces enfants.
400 ans plus tard, le 7 Juillet X777, au moment de rouvrir la porte, elle se rendit compte qu'il manquait une clé. Layla, une descendante d'Anna décide alors d'utiliser sa propre force vitale pour compenser le pouvoir contenu dans la clé manquante. Toutefois, lors de l'ouverture du portail, un incident eut lieu et tous les jeunes chasseurs de dragons furent séparés. Après avoir passé cinq années à les chercher, Anna les retrouve enfin mais elle se rend compte qu'il est encore trop tôt pour eux de commencer leur mission en les voyant vivre paisiblement. Pendant ses recherches, Anna découvrit l'existence de l'interstice temporel qu'elle soupçonne d'être l'incident à l'origine de la séparation des chasseurs de dragons lors de l'ouverture de la porte et commence donc à enquêter dessus. Finalement, elle se rend compte qu'il s'agit d'une puissance extrêmement dangereuse et réalise que cette même puissance peut lui servir à vaincre Acnologia.
Elle réapparait lors de la guerre livrée par les guildes de Fiore sur Arbaless. Après avoir passé la Porte Éclipse et avoir vécu de longues années, Anna montre des signes de vieillesse au visage. Elle a ainsi deux petites rides au niveau de son nez et près de ses yeux, elle change de tenue mais son apparence générale démeure la même. Lors de l'attaque d'Acnologia sur Erza, Wendy et Jellal, le vaisseau Christina de Blue Pegasus apparaît et les sauve in-extremis des griffes du Dragon de l'apocalypse. À bord du vaisseau qui se fait poursuivre par Acnologia, Wendy rencontre et se rappelle son professeur Anna qui la prend dans ses bras avant d'expliquer qu'elle est une ancêtre de Lucy. La Mage Constellationniste leur raconte alors son histoire ainsi que celle de Wendy et ses amis avant de leur proposer son plan pour vaincre Acnologia consistant à l'envoyer dans un interstice temporel qui est un trou spatial, afin de l'enfermer dans le néant.
Elle parvient à mettre son plan à exécution, ce qui fut une réussite. Mais malheureusement, la brèche se brise et sous la surprise générale, Acnologia revient plus puissant que lorsqu'il avait obtenu son pouvoir de Chasseur de dragon. Acnologia décide donc à son tour de mettre son plan à bien qui vise à tuer les sept Chasseurs de dragon restants (Natsu, Gajil, Wendy, Sting, Rog, Luxus et Cobra). Il les emmène dans les limbes temporelles qu'il s'est approprié comme son "monde" et se prépare à affronter Natsu. Le dragon noir prévoit de les emprisonner dans des cristaux lacrimas qui sont contenus les limbes temporelles afin d'unifier et de renforcer sa magie, car lorsqu'il avait aspiré la magie de l'interstice temporel, cela a engendré la séparation de son corps de dragon et son âme d'humain. Il décide alors d'aspirer les Chasseurs de dragons dans les limbes temporelles pour les affronter avec son âme (humain) puis sortir détruire le monde avec son corps (dragon). Il a par la même occasion libéré Anna et Ichiya qui lui étaient inutiles et commence à affronter Natsu. Lucy et les mages habitants d'Ishgar unissent leurs puissances magiques afin de neutraliser le dragon noir avec le sort de Fairy Sphere car il s'avère qu'il souffre d'un mal des transports tel qu'il en vomit en un claquement de doigts lorsqu'il fut pris au piège par le navire de glace créé par Grey Fullbuster et Jubia. L'âme d'humain d'Acnologia ressent alors la paralysie depuis l'interstice, ce qui permit à un Natsu Dragnir renforcé par le pouvoir de ses camarades Chasseurs de dragon, de lui porter le coup de grâce.
Après la bataille contre Arbaless, Anna reste dans le présent et devient la maitresse d'une école dans un petit village.

### Antagonistes

#### Bora de Prominens
Bora (ボラ, Bora), (VO : Yoshimitsu Shimoyama, VF : Éric Peter), est un mage qui s'est fait bannir de la guilde des Titans Nose car il se servait de la magie pour faire des cambriolages. Il se fait passer pour Salamander de Fairy Tail et use d'un sortilège de charme afin de capturer des filles et de les vendre en tant qu'esclaves à Bosko. Bora et sa bande se font arrêter grâce à l'intervention de Natsu qui les met tous KO. Il est l'ex petit ami de Jubia qu'il a quitté car elle attirait la pluie.

#### Daphné
Daphné (ダフネ, Dafune), (VO : Yu Kobayashi, VF : Caroline Combes), est un personnage qui a créé des faux dragons et a attaqué le village où elle habitait. Les villageois s’étant cachés grâce à la magie, elle leur a jeté un sort pour les empêcher de redevenir visibles. Natsu ayant été de passage dans les environs à ce moment, a fait la promesse aux villageois de rompre le sort mais a depuis oublié. Par la suite, Daphné s'est alliée avec Grey pour capturer Natsu dans le but de créer un faux dragon en collectant le maximum d’énergie de Natsu. Le réel objectif de Grey étant que Natsu puisse détruire le dragon et vaincre Daphné pour rompre le sort jeté il y a des années. C'est un personnage spécifique à l'anime.

#### Deliora
Deliora (デリオラ, Deriora) (VF : Philippe Roullier) est un monstre créé par Zeleph ayant dévasté la région d'Ispain, dix ans avant le début du récit, en tuant un grand nombre de civils, ainsi que les parents de Grey. Oul se sacrifie pour enfermer le monstre dans une prison de glace à l'aide du sortilège de Glace Absolue. Il est par la suite enfermé dans une cellule dans les montagnes de glace du continent nord, avant d'être déplacé sur l'île maudite de Galuna. Il est ressuscité par Leon, mais la glace d'Oul qui enfermait le monstre a absorbé sa vie durant toutes ces années : une fois ressuscité, Deliora n'est plus qu'une épave et ne résiste pas au premier coup porté par Natsu.

#### Ebar
Le comte Ebar (エバルー, Ebarū), (VO : Katsui Taira, VF : Gérard Surugue), est un personnage perfide, vicieux et prêt à tout pour arriver à ses fins. Il est le possesseur du livre DAY BREAK. Ce livre a été écrit par le célèbre écrivain Kemu Zaleon. Le comte l'a forcé à écrire ce livre sous peine de supprimer la citoyenneté à ses parents, ce qui les auraient empêché de rentrer dans une guilde. Il s'agit d'un homme sans scrupules qui n'hésita pas une minute à enfermer un écrivain de génie pour le forcer à écrire un livre sur sa vie. Derrière ce petit personnage se cache un mage qui utilise la plongée magique, qui lui permet de naviguer sous terre sans aucun problème. De plus, Il est entouré par cinq servantes qu'il trouve sublime (alors qu'elles sont extrêmement hideuses) dont une est un esprit qu'il invoque grâce à une clé de magie stellaire : la clé de la Vierge. Il est l'auteur d'actions illégales et a peur que les mages du conseil l'apprennent mais surtout, il a un goût pour les femmes qui n'est pas des meilleurs.

#### Lullaby
Lullaby (呪歌 ララバイ, Rarabai), (VF : Philippe Roullier) est un monstre créé par Zeleph qui a la forme d'une flûte en bois avec une tête de mort à trois yeux. Une fois que l'esprit enfermé dans la flûte est sorti, le monstre prend sa véritable apparence. Si quelqu'un chante la berceuse avec la flûte ou si le monstre lui-même chante la berceuse, les personnes aux alentours meurent et perdent leur âme qui sera dévorée par Lullaby. Il est battu par Natsu, Grey et Erza.

#### Rapowant
Rapowant () est le cardinal de Zentopia. C'est lui qui a libéré les membres d'Oracion Seis et Eligoal de prison et a manipulé la Légion et indirectement Fairy Tail, pour rassembler les pièces de l'Horloge de l'Éternité. Il n'est en réalité qu'une marionnette des Oracion Seis, créée à partir d'une mèche de cheveux de Zero, l'ancien maître de la guilde.

#### Zeleph Dragnir
Zeleph (ゼレフ, Zerefu), également typographié "Zeref Dragneel" dans la version originale de l' anime, (VO : Akira Ishida, VF : Paolo Domingo), est un mage noir reconnu comme étant le plus puissant et le plus malfaisant de tous les temps. Il est à l'origine des monstres tels que Deliora et Lullaby. Zeleph est censé avoir vécu il y a plus de 400 ans, - le peuple le croit donc mort depuis longtemps -, mais il s'avère que ce n'était pas le cas, car il apparaît pour la première fois sur l'île de Tenrô, l'île sacrée où la tombe de Mavis se trouve, sous l'apparence d'un jeune homme d'une vingtaine d'années.
De par sa nature émotive, il semble parfois incapable de dominer ses pouvoirs, libérant des vagues d'énergie mortelles qui lui provoquent de graves maux de tête voire des pertes de connaissance. Cet état instable est dû au poids des vies humaines qu'il a tuées et qui pèse sur sa conscience. Cependant, lorsqu'il ressent de trop près le Mal, son esprit s'éveille et sa personnalité change radicalement au point de devenir froid. Il est en réalité victime de la malédiction Contradictoire, ou "Magie Noire d'Ankhseram". En effet, plus Zeleph respecte l'existence des êtres vivants, plus il aime la vie ou éprouve de profonds sentiments envers une personne, plus la malédiction agira, volant la vie de ce qui se trouve aux alentours. À l'inverse, si le mage noir ne respecte pas l'existence des êtres vivants et refuse la vie, la malédiction ne se déclenchera pas et lui permet ainsi de contrôler ses pouvoirs aisément, le conduisant même à déclencher une guerre.
Après la victoire de Fairy Tail contre Grimoire Heart, Zeleph se rend sur le navire d'Hades et tue ce dernier pour avoir invoqué par ses actes le dragon noir de l’apocalypse, Acnologia. Sept ans après, il pourrait avoir un lien avec le grand tournoi magique instauré pendant les sept années d'absences de Natsu et des autres membres de Fairy Tail sur l'île de Tenrô. Après la fin des jeux et le retour de Fairy Tail à Magnolia, il est aperçu dans les environs de la ville en train de discuter avec Mavis, où il prédit à cette dernière un massacre total de la population. On le revoit dans le repère de Tartaros, quand il apparaît face à Natsu pour lui parler. Il refait ensuite une brève apparition pour reprendre le livre d'E.N.D des mains de Grey, prétextant reprendre ce qui lui appartient puis il disparaît. Plus tard, on en apprend plus sur son passé : il y a 400 ans, il a perdu ses parents ainsi que son petit frère, Natsu, - mort quelques années après sa naissance, tué par un dragon -. Il mena alors un bon nombre de recherches afin de le ramener à la vie et finit ainsi par créer le démon E.N.D (signifiant Etherious Natsu Dragnir) créé à partir du cadavre de son petit frère, qu'il avait conservé jusque-là. Et c'est lors de ses expériences pour ramener son frère à la vie qu'il a fut atteint de la malédiction contradictoire, qui tue tout ce qui vit autour de lui. Afin de mettre un terme à sa vie immortelle et à sa malédiction, il a aussi créé les démons de Tartaros, destinés à le détruire. Il a également décidé, à cause de la menace que représentait Acnologia, de faire d'E.N.D un chasseur de dragons, et a mis au point avec les cinq grands dragons survivants de la chasse d'Acnologia le plan leur permettant de voyager vers le futur pour pouvoir affronter le dragon de l'apocalypse, avec l'aide d'Anna Heartfilia, l'ancêtre de Layla et Lucy Heartfilia.
Zeleph est également l'empereur d'Arbaless, un empire où il peut vivre sans voler de vies, car il a appris à n'éprouver aucun attachement envers ses sujets, les considérant simplement comme des pions entre ses mains. Il rencontra, 105 ans avant le début de l'histoire, la jeune Mavis Vermillion à qui il apprit à utiliser la magie. Il finit par tomber amoureux de la jeune fille, qui l'aimait également car elle savait ce qu'il endurait, étant donné qu'elle souffrait elle aussi de la malédiction dont était victime Zeleph ; et ce fut la malédiction de Zeleph qui la tua, à la suite d'un baiser échangé entre les deux mages maudits. Choqué par la nouvelle perte d'un être cher, Zeleph ramena le corps de Mavis à Fairy Tail avant de disparaître du continent, ne réapparaissant que lorsque Fairy Tail organisera son examen pour mage de rang S sur l'île de Tenrô. Il est toutefois révélé que Zeleph aurait vécu son amour avec Mavis durant quelque temps, mais qu'elle serait décédée en août de l'an X-696. Il s'avère de plus qu'il aurait eu un fils (August) avec cette dernière, bien que lui et Mavis ne l'auront jamais su.
Il tue à nouveau Mavis, revenue à la vie durant la bataille contre Arbaless. En effet, Mavis décide de faire usage de la malédiction contradictoire pour tuer le mage noir, comme lui l'a tuée auparavant. Le principe de la malédiction étant : "plus on l'aime la vie, plus on la prend", Mavis, - encore amoureuse de Zeleph -, l'embrasse afin de l'envoyer vers un "sommeil éternel" mais se retrouve également tuée. Toutefois, elle n'est pas gênée de ce sacrifice car elle fait le choix de mourir à ses côtés, désirant rester avec Zeleph. Conclusion : les deux mages maudits s'entre-tuent à la suite d'un baiser. Ils meurent ensemble. À présent heureux, pour l'éternité, ils sont par la suite aperçus dans un champ de fleurs en train de se tenir la main, se souriant l'un à autre.

#### Fairy Tail (Edolas)
Guilde noire, Fairy Tail est la dernière guilde encore debout d'Edolas et est considérée comme une guilde clandestine. Elle a la forme d'un arbre mort. Elle s'oppose au Royaume et c'est pourquoi ses membres sont pourchassés par Erza Knightwalker. La version Edolas de Reby téléporte la guilde grâce à la magie quand sa position est repérée par les armées du royaume.

##### Natsu Draguion
Natsu Draguion (ナツ・ドラギオン, Natsu Doragion) (VF : Arnaud Laurent), surnommé « Fireball », est la version Edolas de Natsu et appartient à la seule guilde du royaume : Fairy Tail. Contrairement au Natsu d'Earthland, il est très à l'aise dans les transports et sa voiture est sa plus grande fierté. Lorsqu'il la conduit, il est sûr de lui comme son alter ego d'Earthland, mais en dehors de sa voiture, il est peu courageux et se fait tyranniser par la Lucy d'Edolas. Il est le livreur le plus rapide d'Edolas. Il est également le meilleur ami de la version Edolas de Grey.

##### Lucy Ashley
Lucy Ashley (ルーシー・アシュリー, Rūshī Ashurī) (VF : Marie Nonnenmacher) est la version Edolas de Lucy et appartient à la seule guilde du royaume : Fairy Tail. Alors que la Lucy d'Earthland est très sympathique et parfois peu sûre d'elle, la Lucy d'Edolas se fait respecter des autres membres de Fairy Tail par la force. Elle se dispute souvent avec la version Edolas de Reby et a un malin plaisir à faire souffrir Natsu d'Edolas, sur qui elle teste ses quarante-huit techniques de torture. Elle réussit à convaincre la Fairy Tail d'Edolas de combattre contre l'armée royale.

##### Grey Soluge
Grey Soluge (グレイ・ソルージュ, Gurei Sorūju) est la version Edolas de Grey et appartient à la seule guilde du royaume : Fairy Tail. Il porte beaucoup de vêtements pour ne pas avoir froid, contrairement au Grey d'Earthland qui se déshabille souvent, et est éperdument amoureux de Jubia qui le repousse sans ménagements. Il est également le meilleur ami de la version Edolas de Natsu.

#### Faust
Faust (Fosuto) (VF : Gilbert Lévy) est le roi d'Edolas et le père de Mistgun. C'est l'antagoniste principale de l'arc "Edolas". D'après Natsu, il est la version Edolas de Gran Doma, le président du nouveau Conseil de la Magie.
C'est lui qui a imposé la tentative de faire régner la magie éternelle sur Edolas.
Sentant que ses plans sont en train d'échouer à cause de Natsu, Grey et Erza, il impose la réanimation du dragon robotique blindé, Droma Anim pour venir à bout des trois chasseurs de dragon et l'envahissement des chats d'Extalia. Vaincu par les trois chasseurs de dragon, il fut banni du royaume et éjecté en prison.

#### Garde royale
Avant de rejoindre Fairy Tail sur Earthland, Panther Lily faisait partie de la garde royale d'Edolas. C'est un exceed qui peut prendre sa forme de combat. Il se bat avec une épée pouvant grandir ou rétrécir selon sa taille. Il est le compagnon de Gadjeel.

##### Byro
Byro (バイロ, Bairo) (VF : Emmanuel Gradi) est le chef du personnel de la garde royale d'Edolas. Il utilise une magie contenue dans des fioles. Il volera la magie de Natsu et Wendy pour activer le harpin du dragon.

##### Coco
Coco (ココ, Koko) (VF : Brigitte Lecordier) est le chef assistant du personnel de la garde royale d'Edolas. Elle est très proche de Panther Lily. Elle ne cesse de courir. Elle et Lucy ont fait équipe pour protéger la clef de la chaîne du Dragon.

##### Erza Knightwalker
Erza Knightwalker (エルザ・ナイトウォーカー, Eruza Naitowōkā), surnommée Erza la chasseuse de fées, est la version Edolas d'Erza. Elle est la capitaine de la seconde division militaire magique de la garde royale d'Edolas. Elle combat à deux reprises Erza d'Earthland. Après avoir été battue une première fois, elle veut sa revanche et le combat se termine par un match nul, les deux Erza étant toutes deux K.O.
Équipement
Elle possède la magie de changer d'arme. Lorsqu'elle change d'arme, ses capacités changent aussi lui permettant de gagner en puissance, défense ou vitesse.
Les noms des différentes armes qu'elle utilise correspondent aux noms des différentes formes de Ten Commendements, l'épée que Haru Glory, le personnage principal de Rave, utilise dans tout le manga.

##### Hugues
Hugues (ヒューズ, Hyūzu) est le capitaine de la troisième division militaire magique de la garde royale d'Edolas. Il utilise une sorte de baguette magique qui lui permet de contrôler tout objet inanimé à sa guise.

##### Sugar Boy
Sugar Boy (シュガ－ボ－イ, Shugābōi) (VF : Marc Bretonnière) est le capitaine de la quatrième division militaire magique de la garde royale d'Edolas. Il utilise une épée magique qui liquéfie toute matière solide (exceptée les corps humains). Il surnomme Grey, « Ice Boy ».